# Liste der Kulturdenkmale in Klingenberg (Sachsen)
Die Liste der Kulturdenkmale in Klingenberg enthält die Kulturdenkmale in der Gemeinde Klingenberg und in ihren Ortsteilen im sächsischen Landkreis Sächsische Schweiz-Osterzgebirge. Die Anmerkungen sind zu beachten.
Diese Liste ist eine Teilliste der Liste der Kulturdenkmale im Landkreis Sächsische Schweiz-Osterzgebirge.

Diese Liste ist eine Teilliste der Liste der Kulturdenkmale in Sachsen.

## Legende
- Bild: Bild des Kulturdenkmals, ggf. zusätzlich mit einem Link zu weiteren Fotos des Kulturdenkmals im Medienarchiv Wikimedia Commons. Wenn man auf das Kamerasymbol klickt, können Fotos zu Kulturdenkmalen aus dieser Liste hochgeladen werden:
- Bezeichnung: Denkmalgeschützte Objekte und ggf. Bauwerksname des Kulturdenkmals
- Lage: Straßenname und Hausnummer oder Flurstücknummer des Kulturdenkmals. Die Grundsortierung der Liste erfolgt nach dieser Adresse. Der Link (Karte) führt zu verschiedenen Kartendiensten mit der Position des Kulturdenkmals. Fehlt dieser Link, wurden die Koordinaten noch nicht eingetragen. Sind diese bekannt, können sie über ein Tool mit einer Kartenansicht einfach nachgetragen werden. In dieser Kartenansicht sind Kulturdenkmale ohne Koordinaten mit einem roten bzw. orangen Marker dargestellt und können durch Verschieben auf die richtige Position in der Karte mit Koordinaten versehen werden. Kulturdenkmale ohne Bild sind an einem blauen bzw. roten Marker erkennbar.
- Datierung: Baubeginn, Fertigstellung, Datum der Erstnennung oder grobe zeitliche Einordnung entsprechend des Eintrags in der sächsischen Denkmaldatenbank
- Beschreibung: Kurzcharakteristik des Kulturdenkmals entsprechend des Eintrags in der sächsischen Denkmaldatenbank, ggf. ergänzt durch die dort nur selten veröffentlichten Erfassungstexte oder zusätzliche Informationen
- ID: Vom Landesamt für Denkmalpflege Sachsen vergebene, das Kulturdenkmal eindeutig identifizierende Objekt-Nummer. Der Link führt zum PDF-Denkmaldokument des Landesamtes für Denkmalpflege Sachsen. Bei ehemaligen Kulturdenkmalen können die Objektnummern unbekannt sein und deshalb fehlen bzw. die Links von aus der Datenbank entfernten Objektnummern ins Leere führen. Ein ggf. vorhandenes Icon  führt zu den Angaben des Kulturdenkmals bei Wikidata.
- Die Denkmaltexte der Sachgesamtheit Talsperre Klingenberg beziehen sich noch auf die alte Gliederung in Gemeinde Pretzschendorf und Gemeinde Höckendorf, die bis zum 31. Dezember 2012 bestand. Die zugehörigen Texte wurden dem neuen Stand der Gemeinde Klingenberg angeglichen.

## Klingenberg
| Bild                                    | Bezeichnung | Lage                                 | Datierung                            | Beschreibung | ID       |
| --------------------------------------- | --- | ------------------------------------ | ------------------------------------ | --- | -------- |
| Weitere Bilder                          | Sachgesamtheit Talsperre Klingenberg: die Weißeritztalsperre Klingenberg erstreckt sich über die Ortsteile Klingenberg, Beerwalde, Obercunnersdorf und Pretzschendorf, dazu gehören: Staumauer, Hochwasserentlastungsanlage mit Brücke, Schieberschacht, Schieberhaus, Wärterhaus, Turbinenhaus und Filteranlage | An der Talsperre (Karte)             | 1908–1914 (Talsperre)                | Sachgesamtheit Talsperre Klingenberg: die Weißeritztalsperre Klingenberg erstreckt sich in der Gemeinde Klingenberg über die Ortsteile Klingenberg, Beerwalde, Obercunnersdorf und Pretzschendorf, siehe auch Sachgesamtheitsbestandteile Klingenberg – ID-Nr. 09304195, OT Obercunnersdorf – ID-Nr. 09304169, OT Beerwalde – ID-Nr. 09304193, davon gehören zum Teilabschnitt Klingenberg folgende Einzeldenkmale (Einzeldenkmal ID-Nr. 08963310): Staumauer, Hochwasserentlastungsanlage mit Brücke (jeweils westlicher, größter Teil, bildet eine Einheit mit dem Teilabschnitt Obercunnersdorf (Einzeldenkmal ID-Nr. 09304168)), Schieberschacht, Schieberhaus, Wärterhaus, Turbinenhaus und Filteranlage – architektonisch-wasserbautechnische Gesamtanlage von außerordentlichem baukünstlerischem und technikgeschichtlichem Wert. | 09304131 |
| Weitere Bilder                          | Sachgesamtheitsbestandteil der Sachgesamtheit Talsperre Klingenberg für den Teilabschnitt OT Klingenberg und OT Pretzschendorf: die Wasserfläche des Talsperrenbeckens, als Teil der Sachgesamtheit ID-Nr. 09304131                                                                                              |                                      | ab 1908                              | Sachgesamtheitsbestandteil der Sachgesamtheit Talsperre Klingenberg für den Teilabschnitt OT Klingenberg und OT Pretzschendorf: die Wasserfläche des Talsperrenbeckens als Bestandteil des Landschaftsschutzgebietes „Wilde Weißeritz“ (nur Sachgesamtheitsbestandteil, kein Einzeldenkmal), siehe auch Sachgesamtheit im OT Klingenberg ID-Nr. 09304131 und die Sachgesamtheitsbestandteile im OT Obercunnersdorf – ID-Nr. 09304169 und im OT Beerwalde – ID-Nr. 09304193 – architektonisch-wasserbautechnische Gesamtanlage von außerordentlichem baukünstlerischem und technikgeschichtlichem Wert. Teilabschnitte Gemarkung Klingenberg und Pretzschendorf: hier die Wasserfläche des Talsperrenbeckens als Bestandteil des Landschaftsschutzgebietes „Wilde Weißeritz“ (nur Sachgesamtheitsbestandteil, kein Einzeldenkmal).         | 09304195 |
| Weitere Bilder                          | Streichholzbrücke | (Karte)                              | 1911                                 | Streichholzbrücke: Brücke in Stahlbetonkonstruktion (ehemals Schmalspurbahnüberführung) – baugeschichtlich und technikgeschichtlich von Bedeutung. Schmalspurbahnbrücke zur Talsperre Klingenberg war ursprünglich Holzkonstruktion (1911) und wurde 1924 durch Betonkonstruktion ersetzt, der Name resultiert aus den extrem dünnen Stützen (bis zu 30 m lang) der Brücke. | 08964635 |
| Weitere Bilder                          | Rittergut Altklingenberg | Am Rittergut 1; 2; 4 (Karte)         | 1553/1556 (Kernbau Rittergut)        | Ehem. Rittergut Altklingenberg: Herrenhaus mit Turmstumpf (Nr. 4), durch Torbogen verbundenes Nebengebäude (Nr. 2), das Gebäude der Westseite (Nr. 1) sowie Gutspark mit Terrassierung (Gartendenkmal) – zum Teil verändertes Gebäudeensemble von hoher ortsgeschichtlicher und baugeschichtlicher Bedeutung. | 08964607 |
| Weitere Bilder                          | Einzeldenkmale der Sachgesamtheit Talsperre Klingenberg für den Teilabschnitt OT Klingenberg: Staumauer, Schieberschacht, Schieberhaus, Hochwasserentlastungsanlage (Einzeldenkmale zu ID-Nr. 09304131) | An der Talsperre 1; 3; 4             | 1908–1914 (Talsperre)                | Einzeldenkmale der Sachgesamtheit Talsperre Klingenberg für den Teilabschnitt OT Klingenberg: Staumauer, Schieberschacht, Schieberhaus, Hochwasserentlastungsanlage mit Brücke, Wärterhaus (Nr. 1), Turbinenhaus (Nr. 4) und Filteranlage (Nr. 3) (Staumauer und Hochwasserentlastungsanlage bilden eine Einheit mit dem jeweils östlichen Teil im Teilabschnitt Obercunnersdorf – Einzeldenkmal ID-Nr. 09304168), siehe auch Sachgesamtheitsdokument OT Klingenberg – ID-Nr. 09304131 – architektonisch-wasserbautechnische Gesamtanlage von außerordentlichem baukünstlerischem und technikgeschichtlichem Wert. | 08963310 |
| Weitere Bilder                          | Empfangsgebäude und ein Güterschuppen als Restgebäude des Bahnhofs | Bahnhofstraße 1 (Karte)              | 1862                                 | Bahnhof Klingenberg-Colmnitz (DKC – 06495 II) – verkehrs- und ortshistorische Bedeutung. Bahnhofsgebäude: zweigeschossig, massiver Putzbau mit Drempel, Anklänge an den Schweizerstil (Dachüberstand), Giebel und Ecken des Mittelrisalits mit Lisenengliederung, Erdgeschoss Bogenfenster, originale Fenstersprossung, Gurtgesims, Fachwerk-Annexbau, Güterschuppen: ein- und anderthalbgeschossig, zum Teil mit Putzgliederung, ebenfalls Schweizerstil, ehemaliges Stellwerk mit Polygonalmauer-Sockel, Stellwerke auf Massivsockel, Obergeschoss verbrettert. Station der ehem. Schmalspurbahn Klingenberg-Colmnitz–Frauenstein (KF 6976) und der ehem. Schmalspurbahn Klingenberg-Colmnitz–Oberdittmannsdorf (KO 6977) – siehe auch wissenschaftliche Notizen.                                                                       | 08964638 |
| Direkt Bild zu diesem Denkmal hochladen | Wohnstallhaus mit angebautem Seitengebäude in Jugendstilformen, mit Scheune und Wassertrog sowie Inschrifttafel | Dorfhainer Weg 1 (Karte)             | bez. 1902–1903                       | einheitliches Bauensemble von baugeschichtlicher Bedeutung. Wohnstallhaus / Seitengebäude: zweigeschossig, Ziegelbau über Sandsteinsockel, mit sparsamem Putzdekor in Jugendstilformen, Graupelputz, Tür- und Fenstergewände in Sandstein erhalten, Galgenfenster unten segmentbogig, oben rechteckig, Jugendstiltür unter Holzvordach erhalten, großes Dachhäuschen mit Zwillingsfenster in Sandsteingewände und Leergespärre, flaches Satteldach mit verzierten Pfetten, Inschrifttafel: „Was durch böser Menschen Hand / brennend mußt zu Grunde geh’n / ließ ein Gott in seiner Güte / aus der Asche neu ersteh’n! / - abgebrannt am 2. Nov. 1902 – eingezogen 31. Aug. 1903 / Baumeister Göpfert / Freiberg“, siehe Göpfert (1872–1949).                                                                                             | 08964618 |
| Direkt Bild zu diesem Denkmal hochladen | Wohnstallhaus eines Zweiseithofes | Dorfhainer Weg 5 (Karte)             | bez. 1874                            | Obergeschoss Fachwerk, baugeschichtlich von Bedeutung und in ortsbildprägender Lage, zweigeschossig, Fenster- und Türgewände in situ, Eckquaderung, Fachwerk Giebelseite verbrettert, regelmäßige, gesprosste Fenster erhalten, im hinteren Stallbereich Obergeschoss Fachwerk durch Mauerwerk später ersetzt, Satteldach. | 08964617 |
| Direkt Bild zu diesem Denkmal hochladen | Denkmal für Hermann Duncker | Frauensteiner Straße 5 (bei) (Karte) |                                      | ortsgeschichtlich von Bedeutung, Büste auf poliertem Granitsockel | 09278370 |
| Direkt Bild zu diesem Denkmal hochladen | Häuslerhaus | Neuklingenberg 1 (Karte)             | nach 1800                            | Obergeschoss Fachwerk verputzt, baugeschichtlich und sozialgeschichtlich von Bedeutung. Erdgeschoss massiv, alle Fenstergrößen original, keine Sprossung, Satteldach, Schieferdeckung. | 08964640 |
| Direkt Bild zu diesem Denkmal hochladen | Wohnstallhaus und zwei Seitengebäude eines Dreiseithofes | Neuklingenberg 2 (Karte)             | bez. 1859 (Tür Wohnstallhaus)        | Wohnstallhaus Obergeschoss Fachwerk, homogen, bild- und strukturprägend, baugeschichtliche Bedeutung. | 08964634 |
| Direkt Bild zu diesem Denkmal hochladen | Wohnstallhaus | Neuklingenberg 9 (Karte)             | um 1800                              | Obergeschoss Fachwerk verkleidet, regionaltypische Holzbauweise, baugeschichtlich von Bedeutung. Erdgeschoss massiv, Sandstein-Fenstergewände, Fensterläden, Sprossung im Erdgeschoss und Obergeschoss soll original wirken, sorgfältige Verbretterung. | 08964641 |
| Weitere Bilder                          | Dorfkirche Klingenberg mit Kirchhof | Schulberg (Karte)                    | 1742                                 | Dorfkirche mit Kirchhof, Einfriedungsmauer, Grabmal Schubert sowie Kriegerdenkmal für die Gefallenen des Ersten Weltkrieges und sowjetischer Gedenkstein mit zwei Soldatengräber – Ensemble von ortsbildprägender und ortshistorischer Bedeutung. | 08964605 |
| Direkt Bild zu diesem Denkmal hochladen | Ehemalige Schule | Schulberg 1 (Karte)                  | um 1850                              | Obergeschoss Fachwerk verbrettert, von ortsgeschichtlicher Bedeutung. Zweigeschossig, Erdgeschoss massiv, mit Eckquaderung, Fenster und Türen mit scharriertem Sandsteingewände, hinter Erdgeschoss-Fenstern historische Innen-Fensterläden in Laibung klappbar, Obergeschoss einfaches Fachwerk, verbrettert, historische Tür mit profiliertem Rahmen aus Werkstein, fast alle Fenster mit sechsfeldriger Sprossung. | 08964603 |
| Direkt Bild zu diesem Denkmal hochladen | Wohnhaus | Schulberg 2 (Karte)                  | um 1850                              | Obergeschoss Fachwerk, im Zusammenhang mit Kirche von ortsbildprägender Wirkung, baugeschichtliche Bedeutung. Zweigeschossig, Erdgeschoss massiv und verändert, Obergeschoss Fachwerk mit Eckstreben, Lehmausfachung, Fenster vergrößert, im Hang Traufwand Obergeschoss massiv, Krüppelwalmdach, Schiebefenster im Giebel. | 08964602 |
|                                         | Kriegerdenkmal (100 Jahre Völkerschlacht bei Leipzig) mit Einfriedung | Zum Weißeritztal (Karte)             | bez. 1913 (100 Jahre Völkerschlacht) | ortshistorische Relevanz, Stele aus unbehauenem Gneis, Sockel und Treppe aus Granit, Einfriedung Granit mit Gusspfosten und Stahlketten, Inschrift: „Zur Erinnerung an die 100jährige Wiederkehr der Schlacht bei Leipzig 1813 / Den Helden zur Ehr / der Nachwelt zur Lehr.“ | 08964619 |
|                                         | Häuslerhaus | Zum Weißeritztal 6 (Karte)           | um 1800                              | Obergeschoss Fachwerk, baugeschichtlich und sozialgeschichtlich von Bedeutung. Zweigeschossig, Erdgeschoss massiv, Tür- und Fenstergewände aus Sandstein, Obergeschoss Fachwerk verbrettert, Satteldach, Schieferdeckung. | 08964630 |
| Direkt Bild zu diesem Denkmal hochladen | Wohnstallhaus und Scheune eines Zweiseithofes | Zum Weißeritztal 19 (Karte)          | Ende 19. Jh.                         | Fachwerkscheune, bild- und strukturprägend und baugeschichtlich von Bedeutung. Wohnstallhaus: zweigeschossig, massiv, Putzbänder, alter Putz, flaches Satteldach, Giebellünette, Scheune: Erdgeschoss massiv, Obergeschoss Fachwerk, Drempel, zwei Tore und Sandstein-Einfriedungen. | 08964626 |
| Direkt Bild zu diesem Denkmal hochladen | Wohnstallhaus und zwei Scheunen eines Dreiseithofes sowie zwei Torpfeiler mit Mauer | Zum Weißeritztal 34 (Karte)          | nach 1850                            | Wohnstallhaus Obergeschoss Fachwerk, zwei Fachwerkscheunen, ortsbildprägend, baugeschichtlich von Bedeutung. Wohnstallhaus: zweigeschossig, Erdgeschoss massiv, mit profiliertem Portalgewände, Sandsteinfenstergewände, Winterfenster, Obergeschoss Fachwerk mit Eckstreben, Giebel verkleidet. 1. Scheune: Erdgeschoss massiv, Obergeschoss Fachwerk, Giebel verbrettert, Satteldach. 2. Scheune: Erdgeschoss massiv, Obergeschoss Fachwerk verbrettert, Mauer (Bruchsteinmauerwerk) mit zwei Torpfeilern. | 08964628 |
| Direkt Bild zu diesem Denkmal hochladen | Wohnstallhaus eines Dreiseithofes | Zum Weißeritztal 38 (Karte)          | 1. Hälfte 19. Jh., womöglich älter   | Obergeschoss Fachwerk, bildprägend und baugeschichtliche Bedeutung. Zweigeschossig, Erdgeschoss massiv, Sandsteinfenstergewände, Fachwerk verbrettert, kleine Fenster, im Giebel Schiebefenster, Satteldach. | 08964623 |
| Direkt Bild zu diesem Denkmal hochladen | Wohnstallhaus und Seitengebäude | Zum Weißeritztal 50 (Karte)          | 1. Hälfte 19. Jh.                    | beide Gebäude Obergeschoss Fachwerk, baugeschichtlich relevant. Wohnhaus: zweigeschossig, Erdgeschoss massiv, alte Tür und Winterfenster im Erdgeschoss, Obergeschoss Fachwerk, zwei Fenster vergrößert. | 08964622 |
| Direkt Bild zu diesem Denkmal hochladen | Häuslerhaus | Zum Weißeritztal 53 (Karte)          | 18. Jh.                              | Obergeschoss Fachwerk, regionaltypische Holzbauweise, baugeschichtliche und sozialgeschichtliche Bedeutung. Zweigeschossig, Erdgeschoss massiv unterfahren, im Eingangsbereich leicht verändert, historische Wandfenster im Stubenbereich, Obergeschoss Fachwerk einfach, Giebel mit zweifarbiger Verschieferung, steiles Satteldach. | 08964606 |
| Direkt Bild zu diesem Denkmal hochladen | Wohnhaus | Zum Weißeritztal 61 (Karte)          | 1. Hälfte 19. Jh.                    | Obergeschoss Fachwerk, von bildprägender Wirkung, baugeschichtliche Bedeutung. Unterhalb des Herrenhauses vom Rittergut gelegen, zweigeschossig, Erdgeschoss massiv über hohem Sockel, Fachwerk zum Teil verbrettert, moderne Fenster, jedoch in originaler Größe. | 08964608 |
| Direkt Bild zu diesem Denkmal hochladen | Wohnhaus | Zum Weißeritztal 64 (Karte)          | um 1800                              | Obergeschoss Fachwerk, baugeschichtliche Bedeutung. Zweigeschossig, Erdgeschoss massiv, mit einem massiven Giebel, kleines Hausflurfenster, schöne Eingangstür von ca. 1900, Obergeschoss regelmäßiges Fachwerk, Satteldach mit drei Dachhäuschen. | 08964613 |
| Direkt Bild zu diesem Denkmal hochladen | Wohnstallhaus | Zum Weißeritztal 70 (Karte)          | 1. Hälfte 19. Jahrhundert            | Obergeschoss Fachwerk verbrettert, baugeschichtliche Bedeutung. Erdgeschoss massiv, Tür- und Fenstergewände erhalten, im Stallbereich Brettertür, Fenster kleinformatig, im Obergeschoss gut erhaltene Verbretterung mit Wetterschräge und Deckleisten, Fenster eingefasst mit ausgesägten Zierbrettern und Verdachungen, Satteldach mit Pappschindeln. | 08964616 |
| Direkt Bild zu diesem Denkmal hochladen | Trockenmauer | Zum Weißeritztal 82 (Karte)          | 19. Jh.                              | regionaltypisch, ortsbildrelevant | 08964637 |
| Direkt Bild zu diesem Denkmal hochladen | Wohnhaus (ehem. Seitengebäude) eines ehemaligen Bauernhofes und Stützmauer (Trockenmauer) | Zum Weißeritztal 84 (Karte)          | 2. Hälfte 19. Jh.                    | ortsbildrelevant, u. a. baugeschichtliche Bedeutung. Gebäude: zweigeschossig, massiver Putzbau, Sandstein-Fenstergewände, intaktes Wand-Öffnung-Verhältnis, Drempel, Farbe des Putzes ortsverträglich, allerdings einige liegende Dachfenster im schiefergedeckten Dach. | 08964636 |
| Direkt Bild zu diesem Denkmal hochladen | Ehemaliger Gasthof | Zum Weißeritztal 88 (Karte)          | 1. Hälfte 19. Jh.                    | Obergeschoss Fachwerk, straßenbildprägend, baugeschichtlich und ortsgeschichtlich von Bedeutung. Zweigeschossig, Erdgeschoss massiv, Fenster und Tür mit Steingewänden, im Obergeschoss schlichtes, regelmäßiges Fachwerk mit Eckstreben, Dach mit unpassenden liegenden Fenstern. | 08964612 |
| Direkt Bild zu diesem Denkmal hochladen | Villa (ehemaliges Pfarrhaus) mit originalen Zaunpfählen und Trockenmauer | Zum Weißeritztal 90 (Karte)          | um 1890                              | historisierender Villenbau mit Anklängen an italienische Renaissance, von bau- und ortsgeschichtlicher Bedeutung. Zweigeschossig über flachem Polygonalmauerwerksockel, Erdgeschoss (gestrichen) mit Steingewänden, genutete Ecklisenen, hinter reichgeschmücktem Holzvorbau historische Tür mit Ziergitter im Oberlicht, im Obergeschoss Putzspiegel zwischen Fenstern und Treppenokulus, weitauskragendes, italienisierendes flaches Zeltdach mit enggestellter Holzkragkonstruktion. | 08964611 |
| Direkt Bild zu diesem Denkmal hochladen | Wohnstallhaus eines ehemaligen Bauernhofes | Zum Weißeritztal 98 (Karte)          | 1. Drittel 18. Jh.                   | Obergeschoss Fachwerk, regionaltypische Holzbauweise der älteren Generation, von baugeschichtlicher Bedeutung. Zweigeschossig, Erdgeschoss massiv unterfahren, Graupelputz mit einfachen Gewänden, Obergeschoss Fachwerk mit aufgeblatteten Fußstreben, Fenster leicht vergrößert, Satteldach. | 08964610 |
| Direkt Bild zu diesem Denkmal hochladen | Wohnstallhaus eines ehemaligen Bauernhofes | Zum Weißeritztal 100 (Karte)         | 1. Hälfte 19. Jh.                    | Obergeschoss Fachwerk, in landschaftsprägender Lage, auch baugeschichtlich von Bedeutung. Erdgeschoss massiv, leicht verändert, Obergeschoss verbrettert, Fenstergrößen weitgehend ursprünglich, Satteldach. | 08964609 |

## Beerwalde
| Bild                                    | Bezeichnung | Lage                          | Datierung         | Beschreibung | ID       |
| --------------------------------------- | --- | ----------------------------- | ----------------- | --- | -------- |
| Direkt Bild zu diesem Denkmal hochladen | Sachgesamtheitsbestandteil Talsperre Klingenberg im Bereich OT Beerwalde: die Wasserfläche des Talsperrenbeckens als Bestandteil des Landschaftsschutzgebietes „Wilde Weißeritz“ (Sachgesamtheitsbestandteil zu ID-Nr. 09304131) |                               | ab 1908           | Sachgesamtheitsbestandteil der Sachgesamtheit Talsperre Klingenberg für den Teilabschnitt Höckendorf, OT Beerwalde: die Wasserfläche des Talsperrenbeckens als Bestandteil des Landschaftsschutzgebietes „Wilde Weißeritz“ (nur Sachgesamtheitsbestandteil, kein Einzeldenkmal) (siehe auch Sachgesamtheitsbestandteile im OT Klingenberg – ID-Nr. 09304195, OT Obercunnersdorf – ID-Nr. 09304169, sowie Sachgesamtheitsdokument OT Klingenberg – ID-Nr. 09304131) – architektonisch-wasserbautechnische Gesamtanlage von außerordentlichem baukünstlerischem und technikgeschichtlichem Wert.                                                                                           | 09304193 |
| Direkt Bild zu diesem Denkmal hochladen | Torbogen mit Kämpfer und Schlussstein | Mühlenstraße 2 (Karte)        | bez. 1852         | heimatgeschichtliche Bedeutung | 08964926 |
| Direkt Bild zu diesem Denkmal hochladen | Torbogen eines Vierseithofes | Mühlenstraße 28               |                   | Torbogen eines Vierseithofes – heimatgeschichtliche Bedeutung. | 08964929 |
| Direkt Bild zu diesem Denkmal hochladen | Wohnstallhaus und Bauerngarten mit Trocken-Stützmauer | Mühlenstraße 33 (Karte)       | 2. Hälfte 18. Jh. | Bauernhaus Obergeschoss Fachwerk, an bildprägender Stelle, u. a. baugeschichtliche Bedeutung. Bauernhaus: Wohnstallhaus mit massivem Erdgeschoss, Sandstein-Fenstergewänden, (Türen nicht original) und Obergeschoss mit Fachwerk und Fenstern in originaler Größe, Satteldach mit altdeutscher Schieferdeckung, Bauerngarten: am SO-Giebel, Stützmauer aus Bruchsteinmauerwerk (Trockenmauer). | 08964930 |
| Direkt Bild zu diesem Denkmal hochladen | Zwei Wohnstallhäuser, Feldscheune und Mauer mit Torpfosten eines Dreiseithofes | Mühlenstraße 38; 39 (Karte)   | um 1900           | in Aussehen und Struktur erhalten, baugeschichtliche Bedeutung. Beide Wohnstallhäuser zweigeschossige massive Putzbauten, Sandstein-Fenstergewände, Türbekrönung, Giebel-Zwillingsfenster, Satteldach mit Schieferdeckung und leichtem Überstand, Fachwerkfeldscheune: eingeschossig mit Drempel, Konstruktion (Wand-Öffnung-Verhältnis) unverändert, Satteldach mit Überstand. | 08964932 |
| Direkt Bild zu diesem Denkmal hochladen | Inkermannsches Gut | Mühlenstraße 42; 42a (Karte)  | 1782              | Wohnstallhaus und ehemaliges Seitengebäude eines Bauernhofes sowie Sandsteintrog – Wohnstallhaus Obergeschoss Fachwerk mit Besonderheiten der Konstruktion, Seitengebäude Obergeschoss Fachwerk, mit Durchfahrt, besondere baugeschichtliche Bedeutung, struktur- und bildprägend. Wohnstallhaus: Erdgeschoss Feldstein, Sandsteingewände, Korbbogentürgewände mit Schlussstein, Fachwerk-Obergeschoss einriegelig, mit Streben, Stehender Mann, steiles Satteldach, Giebel verbrettert, ehemalige Scheune: zentraler Torbogen mit Schlussstein und Kämpfer, Obergeschoss Fachwerk, zu Wohnzwecken ausgebaut, Obergeschoss Fenster in originaler Größe, Erdgeschoss ansonsten verändert. | 08964933 |
|                                         | Kriegerdenkmal Erster Weltkrieg, um zwei Gedenksteine Zweiter Weltkrieg ergänzt | Mühlenstraße 53 (vor) (Karte) | 1922              | vergleichsweise aufwändige Gestaltung, ortsgeschichtliche Bedeutung. Granit, altes Denkmal ca. 2,80 m hoch, bekrönte Stele auf Sockel. | 08964936 |
| Direkt Bild zu diesem Denkmal hochladen | Forsthaus | Mühlenstraße 60 (Karte)       | nach 1900         | Anklänge an Schweizerstil, baugeschichtlich und ortshistorisch von Bedeutung. Forsthaus, anderthalbgeschossig, mit Dachausbau, verbrettert, massiv, Satteldach mit Dachausbau, viele Details original erhalten. | 08964841 |

## Borlas
| Bild                                    | Bezeichnung                                                                              | Lage                               | Datierung                                          | Beschreibung | ID       |
| --------------------------------------- | ---------------------------------------------------------------------------------------- | ---------------------------------- | -------------------------------------------------- | --- | -------- |
| Direkt Bild zu diesem Denkmal hochladen | Wegestein                                                                                | (Karte)                            | 1812 (laut Jahreszahl auf Wegestein)               | verkehrsgeschichtlich von Bedeutung, Sandstein, ca. 140 cm hoch | 08964848 |
| Direkt Bild zu diesem Denkmal hochladen | Wegestein                                                                                | (Karte)                            | 19. Jh.                                            | verkehrsgeschichtlich von Bedeutung. Sandstein, Schrift fast gänzlich verwittert, ca. 150 cm hoch. | 08964863 |
| Direkt Bild zu diesem Denkmal hochladen | Wohnhaus und Stallscheune eines Vierseithofes, mit Göpel und Sandsteintrog               | Hauptstraße 5 (Karte)              | bez. 1899 (Wohnhaus/Türgewände, wohl aber um 1870) | beide Gebäude Obergeschoss Fachwerk, baugeschichtlich von Bedeutung und strukturprägend Wohnhaus: massiv, zweigeschossiger Putzbau, mit Sandstein-Fenstergewänden und Resten von Putzgliederung, Giebel mit Lünette, Stallscheune: Obergeschoss Fachwerk, Erdgeschoss massiv, mit Sandsteingewänden, aufwändiges Portal und Gewände profiliert, mit Schlussstein, Farbglasfenster, Krüppelwalmdach mit altdeutscher Schieferdeckung. | 08964852 |
| Direkt Bild zu diesem Denkmal hochladen | Ehemalige Schule                                                                         | Hauptstraße 8 (Karte)              | 1886, Treppenhausanbau 1931.                       | bau- und ortshistorische Bedeutung. Zweigeschossiger massiver Putzbau mit profilierten Sandstein-Fenstergewänden, Haustür nicht original, darüber spitzbogige Bekrönung, Obergeschoss mit Resten von Fensterbekrönung, flacher Mittelrisalit turmbekrönt (Welsche Haube mit Laterne, darin Glocke), Traufgesims verkröpft, Giebel mit Triplefenster, ursprünglich Uhr an Turm. | 08964853 |
| Direkt Bild zu diesem Denkmal hochladen | Wohnhaus, Ältere Schule                                                                  | Hauptstraße 16 (Karte)             | 1816                                               | Obergeschoss Fachwerk, Relikt ländlicher Holzbauweise, baugeschichtlich und sozialgeschichtlich von Bedeutung. Erdgeschoss massiv, verändert, Obergeschoss Sichtfachwerk mit ursprünglichen Fenstergrößen, eine Giebelseite verkleidet, flaches Satteldach mit altdeutscher Schieferdeckung. | 08964856 |
| Direkt Bild zu diesem Denkmal hochladen | Zwei Seitengebäude eines Dreiseithofes                                                   | Hauptstraße 44 (Karte)             | 1. Hälfte 19. Jh. (Stallscheune)                   | Fachwerk, im ursprünglichen Aussehen erhalten, bildprägend, baugeschichtlich von Bedeutung. Stallscheune: Erdgeschoss massiv, Rauputz, Sandstein-Fenstergewände, sechsfeldrige Sprossung, Obergeschoss Fenster in originaler Größe, gesprosst, durchweg mit Schiebeöffnungen (selten), Satteldach, Schieferdeckung, Rückseite verbrettert, feldseitige Scheune mit Drempel. | 08964860 |
| Direkt Bild zu diesem Denkmal hochladen | Kriegerdenkmal Erster Weltkrieg (Stele mit Einfassung)                                   | Hauptstraße 44 (gegenüber) (Karte) | Eingeweiht 20.11.1921                              | ortsgeschichtliche Relevanz, ca. 250 cm hoch, dreiecksbekrönt, mit Aufschrift. Entwurf von Architekt Richard Kühn in Dresden | 08964859 |
| Direkt Bild zu diesem Denkmal hochladen | Zwei Seitengebäude eines Dreiseithofes                                                   | Hauptstraße 48 (Karte)             | um 1850                                            | Fachwerk, bildprägend, baugeschichtlich von Bedeutung. Stallscheune: Erdgeschoss massiv, Obergeschoss Fenster in originaler Größe, Sichtfachwerk, Satteldach, Feldscheune: beide Geschosse Fachwerk, mit Kniestock, Satteldach mit altdeutscher Schieferdeckung. | 08964858 |
| Direkt Bild zu diesem Denkmal hochladen | Zwei Wohnstallhäuser und zwei Seitengebäude eines dominanten Vierseithofes, mit Torbogen | Hauptstraße 53; 53a (Karte)        | 1680 (südwestl. Wohnstallhaus)                     | teilweise sehr alte Bausubstanz, u. a. baugeschichtliche Bedeutung. Älteres Wohnstallhaus: zweigeschossiger massiver Feldsteinbau mit Rauputz, Strebepfeiler, Fenster zum Teil vergrößert, mächtiges originales Krüppelwalmdach, im Barockgiebel Inschrift „Gott hilft, Gott hat geholfen, er wird noch ferner helfen“, Wohnstallhaus NO: zweigeschossiger massiver Putzbau, Gurtgesims, Krüppelwalmdach, Giebelseite (Traufgesims verkröpft) entscheidend bildprägend, zwei Seitengebäude, davon jenes zur Feldseite neueren Datums, das im SO ist unterkellert, war Brauerei: zweigeschossiger massiver Putzbau auf hohem Sockel. | 08964855 |
| Direkt Bild zu diesem Denkmal hochladen | Gasthof Borlas                                                                           | Hauptstraße 54 (Karte)             | 1904                                               | Heimatstileinflüsse, von ortshistorischer Bedeutung. Zweigeschossiger massiver Putzbau, guter Rauputz, Sockel und Fensterrahmungen roter Backstein, Thermenfenster, Tür verändert, Obergeschoss-Fenster mit schöner Farbverglasung, Seitenrisalit Krüppelwalmdach, Zierfachwerk, daneben Ecktürmchen mit Giebel-Zierfachwerk, Rest Walmdachbasis, kleiner Dachreiter. | 08964854 |
| Direkt Bild zu diesem Denkmal hochladen | Wohnstallhaus und Seitengebäude eines Bauernhofes                                        | Hauptstraße 61 (Karte)             | um 1850                                            | beide Gebäude Obergeschoss Fachwerk, baugeschichtlich von Bedeutung und bildprägend. Wohnstallhaus: Erdgeschoss massiv, Sandstein-Fenstergewände, Haustür verändert, Fenster im Sichtfachwerk in originaler Größe, zum großen Teil mit Galgensprossung, Krüppelwalmdach, Seitengebäude: Erdgeschoss Feldsteinmauerwerk verputzt, Fenster Obergeschoss in originaler Größe, altdeutsche Schieferdeckung. | 08964851 |
| Direkt Bild zu diesem Denkmal hochladen | Seitengebäude                                                                            | Hauptstraße 66 (Karte)             | 1. Hälfte 19. Jh.                                  | Obergeschoss Fachwerk, mit Wohnteil, baugeschichtliche Bedeutung. Erdgeschoss massiv, verputzt, Obergeschoss Fenster in originaler Größe, zum großen Teil sechsfeldrig gesprosst, Giebel verbrettert, Krüppelwalmdach, Rückseite verbrettert, Giebelseite Fachwerk aufgebrettert. | 08964850 |
| Direkt Bild zu diesem Denkmal hochladen | Seitengebäude                                                                            | Hauptstraße 68 (Karte)             | um 1800                                            | Obergeschoss Fachwerk, stark bildprägend, baugeschichtlich von Bedeutung. Erdgeschoss massiv, verändert, Obergeschoss Fenster in originaler Größe, Sichtfachwerk mit Streben, steiles Satteldach. | 08964849 |

## Colmnitz
| Bild                                    | Bezeichnung                                                                                                 | Lage                                      | Datierung                                                | Beschreibung | ID       |
| --------------------------------------- | --- | ----------------------------------------- | -------------------------------------------------------- | --- | -------- |
| Direkt Bild zu diesem Denkmal hochladen | Bahnwärterhaus mit Nebengebäude                                                                             | Alte Freiberger Straße 2 (Karte)          | Um 1890                                                  | Erhaltener Typenbau, u.a. verkehrsgeschichtlich von Wert | 08964600 |
|                                         | Gasthof | Alte Freiberger Straße 7 (Karte)          | um 1850                                                  | prägnanter Putzbau, ortshistorische Relevanz (ohne Anbau). Zweigeschossiger massiver Putzbau, Bruchsteinbau (durchgängig), regelmäßige Fassadengliederung, Natursteinfenstergewände, Hauptportal mit waagerechter Verdachung, Giebellünette, Krüppelwalmdach, im Dachbereich leicht verändert. | 08964578 |
|                                         | Wohnhaus in offener Bebauung                                                                                | Alte Freiberger Straße 10 (Karte)         | Ende 19. Jh.                                             | städtische Architektur, bau- und ortsentwicklungsgeschichtlich relevant. Zweigeschossig, in Mischbauweise, voll unterkellert, im Erdgeschoss Putzgliederung mit Pilaster und Nutungen, im Obergeschoss orangefarbene Klinker mit roten Blumen- und Bandmotiven, Sohlbankstützen verziert, Fenstergewände profiliert, waagerechte Fensterverdachungen, Eingangsanbau mit originaler Tür, Löwenskulptur, Walmdach neu gedeckt, Haus des Architekten Jungnickel. | 08964595 |
|                                         | Wohnstallhaus, Auszugshaus, Scheune, Hofpflasterung, Wassertrog sowie Tor eines Dreiseithofes               | Alte Freiberger Straße 14; 16 (Karte)     | Ende 18. Jh (nördl. Wohnstallhaus)                       | Wohnstallhaus und Auszugshaus Obergeschoss Fachwerk verkleidet, u. a. baugeschichtliche Bedeutung. Wohnstallhaus rechts / nördlich: Erdgeschoss massiv, Obergeschoss Fachwerk verblendet (um 1790), im Stall preußisches Kappengewölbe, großer steinerner Wassertrog, Tür im 1. Obergeschoss, Scheune: Erdgeschoss massiv, Obergeschoss Fachwerk verbrettert (um 1900), Seitengebäude (Auszugshaus) links / südlich: Erdgeschoss massiv, im Inneren weiterer Wassertrog bezeichnet 1813. | 08964593 |
|                                         | Wohnstallhaus und Trog eines Dreiseithofes                                                                  | Alte Freiberger Straße 15 (Karte)         | bez. 1791                                                | Obergeschoss Fachwerk, u. a. baugeschichtlich von Bedeutung. Zweigeschossig, Erdgeschoss massiv verputzt, Obergeschoss Fachwerk verkleidet, vorderer Giebel mit eingemauertem Stein bezeichnet 1791. | 08964596 |
|                                         | Dreiseithof mit Wohnstallhaus, Scheune und Seitengebäude sowie Sandsteintrog und Reste der Hofpflasterung   | Alte Freiberger Straße 19; 21 (Karte)     | vor 1800                                                 | alle Obergeschoss Fachwerk, baugeschichtliche und ortsstrukturelle Bedeutung. Wohnstallhaus: Erdgeschoss massiv verputzt, Obergeschoss Fachwerk verbrettert, Satteldach, zu große Fenster, Seitengebäude und Scheune: Erdgeschoss massiv, Obergeschoss Fachwerk (bei Seitengeb. verbrettert), Holztore aus der Erbauungszeit, Hofpflaster: mit großen Gneisplatten, Trog: bezeichnet „C.G.P. 1860.“ | 08964594 |
| Direkt Bild zu diesem Denkmal hochladen | Wohnhaus sowie Seitengebäude (wahrscheinlich ehemals Werkstatt)                                             | Am Bahnhof 14b (Karte)                    | letztes Drittel 19. Jh.                                  | an bildprägender Stelle, baugeschichtliche und womöglich ortshistorische Bedeutung. Wohnhaus: zweigeschossig, massiver Putzbau, Eckquaderung, Putzgliederung, profiliertes Sandstein-Fenstergewände, Drempel, beide Giebel mit Triple-Fenster, zentrale Haustür mit originalem Türblatt, Seitengebäude: anderthalbgeschossig, Segmentbogenfenster mit Sandsteingewänden, auch im Drempel, originale Sprossung. | 08964639 |
| Direkt Bild zu diesem Denkmal hochladen | Ehemalige Bäckerei                                                                                          | Am Dorfplatz 1 (Karte)                    | bez. 1788 (Schlussstein Türgewände)                      | ländliches Gebäude in bildprägender und strukturprägender Lage, baugeschichtlich und ortsgeschichtlich von Bedeutung. Zweigeschossiger massiver Putzbau, mit Resten von Putzgliederung (Putz-Gurtgesims, Ecklisenen), könnte (siehe Kubatur und Dach) ursprünglich Fachwerk-Obergeschoss gehabt haben, auch Erdgeschoss hochgradig ursprünglich erhalten (Fenster- und Türgewände, letzteres mit Schlussstein), originales Türblatt und Fensterläden, Winterfenster im Erdgeschoss und zum Teil im Obergeschoss, Satteldach. | 08964464 |
| Weitere Bilder                          | Sachgesamtheit Rittergut Colmnitz mit den Einzeldenkmalen: Herrenhaus, Wohnhaus, Scheune                    | Am Dorfplatz 3; 3a (Karte)                | 18. Jh. (Rittergut, Kern)                                | Sachgesamtheit Rittergut Colmnitz bestehend aus den Einzeldenkmalen: Herrenhaus, Wohnhaus, Scheune und zwei Wirtschaftsgebäude (siehe auch Einzeldenkmaldokument – ID-Nr. 08964465) – bau- und ortshistorische Bedeutung. - Herrenhaus: zweigeschossig, massiver Baukörper mit Walmdach, neue Biberschwanzdeckung, Strebepfeiler, Wohnhaus: zweigeschossiger, breitgelagerter Baukörper, Krüppelwalmdach, einige liegende Fenster im Obergeschoss, W-Stallgebäude (Nummer3a): Feldstein, Drempel, mit zwei gliedernden Dreiecksgiebeln, O-Seitengebäude: ohne Dach, mit Arkatur, 2011: nur noch Außenwand erhalten. S-Scheune: neueren Datums, aber denkmalwürdig, da Strukturbestandteil. - Garten: vor der NO-Fassade des Herrenhauses Gartenanlage mit Terrassierung in eine obere Ebene und eine untere Ebene, Böschung, zwei Treppenläufe, Wege, Solitärbaum im SO. | 09301312 |
| Weitere Bilder                          | Herrenhaus, Wohnhaus, Scheune und zwei Wirtschaftsgebäude (Einzeldenkmale zu ID-Nr. 09301312)               | Am Dorfplatz 3; 3a (Karte)                | 19. Jh., Kern womögl. älter (W-Seitengebäude)            | Einzeldenkmale der Sachgesamtheit Rittergut Colmnitz: Herrenhaus, Wohnhaus, Scheune und zwei Wirtschaftsgebäude – bau- und ortshistorische Bedeutung. - Herrenhaus: zweigeschossig, massiver Baukörper mit Walmdach, neue Biberschwanzdeckung, Strebepfeiler, Wohnhaus: zweigeschossiger, breitgelagerter Baukörper, Krüppelwalmdach, einige liegende Fenster im Obergeschoss. - W-Seitengebäude (Nummer 3a): Feldstein, Drempel, mit zwei gliedernden Dreiecksgiebeln. - O-Stallgebäude: ohne Dach, mit Arkatur, 2011: nur noch Außenwand erhalten. - S-Scheune: neueren Datums, aber denkmalwürdig, da Strukturbestandteil. - Garten (Flstck 3/21): vor der NO-Fassade des Herrenhauses Gartenanlage mit Terrassierung in eine obere Ebene und eine untere Ebene, Böschung, zwei Treppenläufe, Wege, Solitärbaum im SO. | 08964465 |
|                                         | Turnhalle                                                                                                   | Am Dorfplatz 5 (Karte)                    | nach 1900                                                | baugeschichtlich und ortsgeschichtlich von Bedeutung, anderthalbgeschossiger massiver Putzbau, flaches Walmdach, Seitenrisalit zweiachsig, im Rundbogenstil, Lisenen- und Giebelgliederung. | 08964466 |
|                                         | Denkmal für die Gefallenen des Ersten Weltkrieges, auf Platz mit gärtnerischer Gestaltung und Treppenanlage | Am Sonnenhang (Karte)                     | nach 1918 (Kriegerdenkmal)                               | kleiner Platz mit Obelisk und vier Sandsteintafeln, ortsgeschichtlich von Bedeutung. Freitreppe, Ehrenhain, Sockel mit Sitzbank. - Denkmalplatz: im Grundriss kreisförmige Plateaufläche mit wassergebundener Decke als Denkmalplatz in einer Böschung an der Süd-Ecke des Kirchhofs, Freitreppe (untere Treppe mit 13 Sandsteinstufen und zwei Sandsteinwangen mit je einem kleinen Sandsteinpfeiler als oberen Abschluss und obere Treppe mit 10 Sandsteinstufen), im Osten der unteren Treppe Solitärbaum (Rosskastanie), an den mit Efeu überwachsenen Böschungen Baumgruppe (zwei Weyhmouthskiefern, 2 Eschen, 1 Prunus, Fichten, Flieder). - Kriegerdenkmal: in der Mitte des Denkmalplatzes quadratische Fläche mit Sandsteinplatten, darauf das Kriegerdenkmal mit Sandsteinsockel und vier Sitzbänken aus Sandsteinelementen, Obelisk aus Sandstein mit Inschrift: auf der Südseite: „Unseren toten Helden / 1914-1918“, auf der Nordseite: „Vergiß die treuen Toten nicht / und scmücke / Auch unsere Urnen / mit dem Eichenkranz“ , je zwei Gedenktafeln im Osten und Westen des Denkmalplatzes. | 08964468 |
| Weitere Bilder                          | Dorfkirche Colmnitz, einschl. Kirchhof und Friedhof                                                         | Am Sonnenhang (Karte)                     | bez. 1780                                                | Kirche Colmnitz, Kirchhof (ausgeweitet zu Friedhof), ein Grabmal und Einfriedungsmauer – Saalkirche mit Westturm, baugeschichtlich und ortsgeschichtlich von Bedeutung. | 08964469 |
| Direkt Bild zu diesem Denkmal hochladen | Auszugshaus eines Dreiseithofes                                                                             | Am Sonnenhang 8 (Karte)                   | bez. 1894                                                | Obergeschoss Fachwerk, kleine, bildprägende Hofanlage, baugeschichtlich und sozialgeschichtlich von Bedeutung. Erdgeschoss massiv, Sandstein-Fenstergewände, Winterfenster gesprosst, Giebel verbrettert. Obergeschoss Fenster in originaler Größe, Langseiten Sicht-Fachwerk, steiles Satteldach, vollständig im ursprünglichen Aussehen erhalten. | 08964482 |
| Direkt Bild zu diesem Denkmal hochladen | Wohnstallhaus und zwei Seitengebäude sowie zwei Torpfeiler eines Dreiseithofes                              | Am Sonnenhang 12 (Karte)                  | um 1850 (Wohnstallhaus)                                  | von bildprägender Wirkung. Alle Gebäude zweigeschossig, Wohnstallhaus mit prägnantem Palladio-Motiv im Giebel, überall Sandstein-Fenstergewände, zwei bekrönte Türgewände (das linke mit Inschrift „W. A. D.“, das rechte bezeichnet „1896“), ein Seitengebäude ebenfalls mit Palladiomotiv im Giebel, zwei Tore (Torflügel sichergestellt), nordwestliche Zufahrt mit einer Linde (einer Allee von ehemals 6 Bäumen), im Osten Streuobstwiese mit Apfelbäumen, Birnbäumen und Kirschbäumen, im Westen ein um 1950 angelegter Gemüsegarten mit Stützmauer und aufgesetztem Holzlattenzaun, Trockenmauer an der Straße „Am Sonnenhang“. | 08964481 |
|                                         | Wohnstallhaus                                                                                               | Am Sonnenhang 14 (Karte)                  | um 1850                                                  | teils Fachwerk, teils ausgemauert, bildprägend durch exponierte Lage und baugeschichtlich relevant. Sandstein-Fenstergewände, Giebelseite ausgemauert, Sandstein-Türgewände erhalten, seitlich Fachwerk verbrettert, Fenster in originaler Größe und sechsfeldriger Sprossung, Satteldach, Schieferdeckung. | 08964480 |
|                                         | Wohnstallhaus, Seitengebäude, Stallscheune und Scheune sowie Torpfeiler eines Vierseithofes                 | Am Sonnenhang 16 (Karte)                  | 2. Hälfte 19. Jh., womöglich älter                       | Wohnstallhaus Obergeschoss Fachwerk verschiefert und verbrettert, bild- und strukturprägend, baugeschichtliche Bedeutung. Wohnstallhaus: Erdgeschoss massiv, Obergeschoss Fenster in originaler Größe, Verschieferung ornamental über den Fenstern, Stallscheune Sichtfachwerk. | 08964479 |
| Direkt Bild zu diesem Denkmal hochladen | Wohnstallhaus, zwei Seitengebäude und Stallgebäude eines Vierseithofes, mit zum Teil alter Pflasterung      | Grillenburger Straße 8 (Karte)            | Wohnstallhaus vor 1750, Seitengebäude jünger             | Wohnstallhaus Obergeschoss Fachwerk verbrettert, Fachwerk-Seitengebäude, massives Stallgebäude, u. a.baugeschichtliche Bedeutung. Wohnstallhaus: Erdgeschoss Feldsteinmauerwerk, Sandstein-Haustürgewände, Obergeschoss Fenster in originaler Größe und mit alter sechsfeldriger Sprossung, zwei Fachwerkscheunen, eingeschossiges massives Stallgebäude. | 08964433 |
|                                         | Gneis-Bogenbrücke                                                                                           | Mühlenweg 18 (vor) (Karte)                | wohl bez. 1822 (Schlussstein)                            | technikgeschichtlich von Bedeutung, Decke neu überformt, Schlussstein „G“. | 08964453 |
|                                         | Wohnhaus | Mühlenweg 28 (Karte)                      | Ende 19. Jh.                                             | Obergeschoss Fachwerk, Beispiel der späten Holzbauweise, baugeschichtlich von Bedeutung. Erdgeschoss massiv, Sandstein-Fenstergewände, Obergeschoss Fenster in originaler Größe und weitgehend gesprosst, flaches Satteldach, eine Giebelseite verschiefert. | 08964452 |
|                                         | Werthschützmühle, Mittelmühle                                                                               | Mühlenweg 30a (Karte)                     | 1949 (Mahlhaus)                                          | Wohnmühlenhaus und später angefügtes Mahlgebäude eines Mühlenanwesens – von ortsgeschichtlicher und technikgeschichtlicher Bedeutung. Wohnmühlenhaus: Sandstein-Türgewände, Fenstergrößen original. Mahlhaus: dreigeschossiger Putzbau mit steilem Satteldach, originale Fenstersprossung, mehrere Putz-Gurtgesimse, verkröpftes Traufgesims. | 08964451 |
|                                         | Ehemalige Krankenstation, ursprünglich wohl Produktionsgebäude                                              | Nordstraße 1 (Karte)                      | 2. Hälfte 19. Jh.                                        | ortshistorische Relevanz. Zweigeschossiger massiver Putzbau mit Sandstein-Fenstergewänden in beiden Geschossen, desgleichen zum Teil Sprossenfenster, Gurtgesimse, Ecklisenen, verkröpftes Traufgesims, Krüppelwalmdach, anderthalbgeschossiger Annexbau mit Segmentbogenfenstern und Drempel, Dachüberstand. | 08964461 |
|                                         | Ehemaliges Erbgericht, mit Anbau                                                                            | Obere Hauptstraße 2 (Karte)               | 2. Hälfte 19. Jh., Kern des massiven Teils evtl. älter   | Gebäude mit Fachwerk-Obergeschoss und mit massivem Annexbau, bildprägend, baugeschichtlich und ortsgeschichtlich von Bedeutung. Erdgeschoss massiv, Sandstein-Fenstergewände, Obergeschoss Fachwerk verbrettert, Fenstergrößen ursprünglich, Annexbau massiv, breitgelagert, zweigeschossig, Krüppelwalmdach, Bach fließt unterm Haus durch, dennoch keine Mühlenanlage erkennbar. | 08964462 |
|                                         | Wohnstallhaus eines ehemaligen Bauernhofes                                                                  | Obere Hauptstraße 13 (Karte)              | 1. Hälfte 19. Jh.                                        | Obergeschoss Fachwerk, regionaltypische Holzbauweise, baugeschichtlich von Bedeutung. Erdgeschoss massiv, Sandstein-Fenstergewände, Winterfenster gesprosst, Obergeschoss Fenster in originaler Größe, sechsfeldrig gesprosst, Wirtschaftsteil verbrettert, Satteldach, Scheune in Verbretterung, mit hohem Feldsteinsockel. Anmerkung: Das Wohnstallhaus existiert nicht mehr, es sind nur noch Reste vorhanden. Der Denkmalstatus sollte gestrichen werden. | 08964455 |
|                                         | Wohnhaus und Seitengebäude                                                                                  | Obere Hauptstraße 15 (Karte)              | 1. Hälfte 19. Jh., Kern womöglich älter                  | Obergeschoss Fachwerk, baugeschichtliche Bedeutung. Wohnhaus: Erdgeschoss massiv, Sandstein-Fenstergewände, Winterfenster, Obergeschoss Fenster in originaler Größe, nach hinten und über ehemaligem Wirtschaftsteil Schleppdach, zum Teil echte Schieferdeckung, Seitengebäude sorgfältig verbrettert. | 08964457 |
|                                         | Wohnstallhaus und zwei Seitengebäude eines Dreiseithofes                                                    | Obere Hauptstraße 19 (Karte)              | wahrscheinlich 18. Jh.                                   | stark bildprägende Wirkung und baugeschichtliche Bedeutung. Erdgeschoss massiv, Sandstein-Fenstergewände, Obergeschoss Fenster in originaler Größe, Schleppdach, die beiden kleinen Seitengebäude ebenfalls Holzkonstruktion. | 08964458 |
|                                         | Ehemalige Stellmacherei                                                                                     | Obere Hauptstraße 26 (Karte)              | 2. Hälfte 19. Jh.                                        | bau- und ortshistorische Relevanz. Zweigeschossiger massiver Putzbau, Putz-Gurtgesims, Sandstein-Fenstergewände, großer korbbogiger Eingang in der Mittelachse, mit Ohren und Schlussstein, flacher Mittelrisalit mit Putz-Ecklisenen, gegiebelt, ursprüngliche Sprossung verloren, aber zum Teil ersetzt (NW-Giebelseite), originales Türblatt, leichter Dachüberstand, etwas Putzgliederung. | 08964447 |
|                                         | Ehemaliger Gasthof mit massivem Anbau                                                                       | Obere Hauptstraße 32 (Karte)              | 1. Hälfte 19. Jh.                                        | Obergeschoss Fachwerk verkleidet, Holzkonstruktion erhalten, baugeschichtlich und ortsgeschichtlich von Bedeutung. Erdgeschoss massiv und weitgehend verändert, Fenster im Fachwerk in originaler Größe, sechsfeldrige Sprossung, Satteldach, Schieferdeckung. | 08964446 |
|                                         | Wohnstallhaus eines ehemaligen Dreiseithofes                                                                | Obere Hauptstraße 45 (Karte)              | um 1850                                                  | Obergeschoss Fachwerk verbrettert, baugeschichtlich von Bedeutung. Erdgeschoss massiv, Sandstein-Fenstergewände, Haustürgewände, Fachwerkkonstruktion erhalten. Anmerkung: Das Wohnstallhaus existiert nicht mehr, es sind nur noch Reste vorhanden. Der Denkmalstatus sollte gestrichen werden. | 08964449 |
|                                         | Wohnstallhaus                                                                                               | Obere Hauptstraße 47 (Karte)              | um 1850                                                  | Obergeschoss Fachwerk verkleidet, baugeschichtlich von Bedeutung. Erdgeschoss massiv, Fenstergewände zum Teil wohl entfernt, Haustürbereich verändert, Obergeschoss Fenster in originaler Größe, alte sechsfeldrige Sprossung an der Langseite, flaches Satteldach, in Konstruktion und Aussehen weitgehend erhalten. | 08964448 |
| Direkt Bild zu diesem Denkmal hochladen | Häuslerhaus                                                                                                 | Obere Hauptstraße 50 (Karte)              | um 1850                                                  | Obergeschoss Fachwerk verbrettert, u. a. baugeschichtlich von Bedeutung. Erdgeschoss massiv, Sandstein-Fenstergewände, Winterfenster, originale Sprossung, Haustür verändert, Obergeschoss Fenster in originaler Größe, steiles Satteldach mit Schieferdeckung, Konstruktion und Aussehen hochgradig ursprünglich erhalten. | 08964439 |
|                                         | Wohnstallhaus und drei Seitengebäude eines Vierseithofes, mit Resten alter Hofpflasterung und Torbogen      | Obere Hauptstraße 52; 52a (Karte)         | bez. 1820, womöglich älter                               | alle Gebäude Fachwerk, vorderes Gebäude ist Nummer 52a, in Struktur und Aussehen authentisch erhaltener Vierseithof, u. a. baugeschichtliche Bedeutung. Wohnstallhaus: Erdgeschoss massiv, Sandstein-Fenstergewände, Obergeschoss Fenster in originaler Größe, Fachwerk verkleidet, zwei Fachwerk-Seitengebäude, wertvoll, verbrettertes Auszugshaus, Torbogen mit Schlussstein. | 08964438 |
|                                         | Wohnstallhaus eines Dreiseithofes                                                                           | Obere Hauptstraße 58 (Karte)              | um 1800                                                  | Obergeschoss Sichtfachwerk, bildprägend, baugeschichtliche Bedeutung. Erdgeschoss massiv, Haustür nicht original, Obergeschoss-Fenster leicht vergrößert (geringfügige Änderungen), steiles Satteldach. | 08964436 |
|                                         | Wohnstallhaus                                                                                               | Obere Hauptstraße 61 (Karte)              | um 1800                                                  | Obergeschoss Fachwerk verbrettert, straßenbildprägende Lage, baugeschichtliche Bedeutung. Erdgeschoss Feldsteinmauerwerk verputzt, Sandstein-Fensterwände und Sandstein-Türgewände, Obergeschoss Fenster in originaler Größe und weitgehend originale Sprossung, steiles Satteldach, Schieferdeckung. | 08964441 |
|                                         | Häuslerhaus und Seitengebäude                                                                               | Obere Hauptstraße 64 (Karte)              | bez. 1785 (Türsturz)                                     | Häuslerhaus Obergeschoss Fachwerk verbrettert, bildprägender Zweiseithof von baugeschichtlicher und sozialgeschichtlicher Bedeutung. Erdgeschoss massiv, mit Rauputz, zum Teil veränderte Fenstergrößen, Haustürbereich verändert, Obergeschoss Fenster in originaler Größe, sorgfältige Verbretterung, Fenstersprossung, Satteldach, Schieferdeckung. | 08964648 |
|                                         | Wohnstallhaus                                                                                               | Obere Hauptstraße 65 (Karte)              | 1. Hälfte 19. Jh.                                        | Obergeschoss Fachwerk verbrettert, baugeschichtliche Bedeutung. Erdgeschoss massiv, Haustürbereich verändert, Sandstein-Fenstergewände, Obergeschoss Fenster in originaler Größe, sorgfältige Verbretterung, steiles Satteldach. | 08964442 |
| Weitere Bilder                          | Wohnstallhaus, Scheune und Seitengebäude, ortsbildprägender Dreiseithof                                     | Obere Hauptstraße 72 (Karte)              | bez. 1881 (Haustürgewände)                               | Wohnstallhaus, Scheune und Seitengebäude (mit Kumthalle) sowie Toreinfahrt eines entscheidend ortsbildprägenden Dreiseithofes – baugeschichtliche Bedeutung. Alle drei Gebäude mit Sichtfachwerk, (die Scheune mit Auffahrt), Konstruktion erhalten, Fenstersprossung nicht mehr vorhanden, Kumthalle mit Arkatur (2 Säulen). | 08964444 |
|                                         | Wohnstallhaus und Eiskeller                                                                                 | Obere Hauptstraße 74 (Karte)              | um 1800                                                  | Obergeschoss Fachwerk, bildprägend und baugeschichtlich von Bedeutung. Erdgeschoss massiv, Sandstein-Fenstergewände, Haustürbereich verändert, Obergeschoss Fenster in originaler Größe (sehr klein), über der Haustür Ladeluke (selten), integrierter Wirtschaftsteil, steiles Satteldach. | 08964432 |
| Direkt Bild zu diesem Denkmal hochladen | Wohnstallhaus                                                                                               | Obere Hauptstraße 95 (Karte)              | vor 1850                                                 | Obergeschoss Fachwerk, an bildprägender Stelle und baugeschichtliche Bedeutung. Erdgeschoss massiv, Sandsteingewände, Winterfenster, vor Eingang späterer Vorbau, Obergeschoss Fenster in originaler Größe und Sprossung, Giebelseite verbrettert, steiles Satteldach. | 08964440 |
|                                         | Wohnstallhaus und Scheune eines Zweiseithofes                                                               | Obere Hauptstraße 109 (Karte)             | 2. Hälfte 19. Jh.                                        | Wohnstallhaus Obergeschoss Fachwerk, u. a. baugeschichtliche Bedeutung. Wohnstallhaus: Erdgeschoss massiv, Sandstein-Fenstergewände, Giebel verschiefert, Haustürgewände profiliert, Obergeschoss Fenster in originaler Größe, zum Teil mit Galgensprossung, flaches Satteldach, Schieferdeckung, Stallteil noch deutlich erkennbar, Fachwerkscheune verbrettert. | 08964435 |
| Direkt Bild zu diesem Denkmal hochladen | Häuslerhaus                                                                                                 | Pretzschendorfer Straße 9 (Karte)         | um 1850                                                  | einfacher, aber bis ins Detail ursprünglich erhaltener Fachwerkbau, baugeschichtlich und sozialgeschichtlich von Bedeutung. Erdgeschoss massiv, verputzt, Fenstergewände, gesprosste Winterfenster, hölzernes Eingangshäuschen, Obergeschoss Fenster in originaler Größe, Fachwerk und Dach verschiefert, Fachwerk zum Teil auch grün verbrettert. | 08964649 |
| Direkt Bild zu diesem Denkmal hochladen | Sandsteintrog                                                                                               | Pretzschendorfer Straße 13 (Karte)        | bez. 1818                                                | sozialgeschichtlich von Bedeutung | 08964431 |
| Direkt Bild zu diesem Denkmal hochladen | Sandsteintrog                                                                                               | Pretzschendorfer Straße 19 (Karte)        | 1. Hälfte 19. Jh.                                        | sozialgeschichtlich von Bedeutung | 08964430 |
| Direkt Bild zu diesem Denkmal hochladen | Torbogen mit Schlussstein, darin Inschrift                                                                  | Talweg 4 (Karte)                          | bez. 1799                                                | heimatgeschichtlich von Bedeutung | 09304044 |
|                                         | Wohnstallhaus und externer Kellerhals                                                                       | Talweg 5 (Karte)                          | 1. H. 19. Jh.                                            | Wohnstallhaus Obergeschoss Fachwerk verbrettert, zeit- und landschaftstypische Holzbauweise, baugeschichtlich von Bedeutung. Zweigeschossiger Bau, Erdgeschoss massiv, verputzt, ursprüngliche Gliederung, neuerer Türvorbau, Giebel ursprüngliche Fenster, Mitteldrehflügelfenster, geschweiftes Satteldach, Dachdeckung verändert. | 08964583 |
|                                         | Wohnstallhaus und Reste der Einfriedung mit zwei Torpfeilern eines ehemaligen Dreiseithofes                 | Talweg 16 (Karte)                         | 2. Hälfte 19. Jh.                                        | zeittypischer, qualitätvoller Putzbau, baugeschichtlich von Bedeutung. Zweigeschossig, Ziegelmauerwerk, Drempel, mit Putzgliederung, zwei Portale mit waagerechtem Gebälk, über Stallportal bezeichnet „erbaut 1893“, Hausportal bezeichnet „M.R. Zimmermann“, Giebel: Serliana, Okuli mit neogotischem Ornament, originaler Putz altrosa, Einfriedung: Ziegelmauerwerk, Torpfeiler mit Kugelbekrönungen, Mauer mit schmiedeeisernem Zaun, Initialen RZ. | 08964582 |
|                                         | Wohnstallhaus und Seitengebäude                                                                             | Talweg 18 (Karte)                         | vor 1800                                                 | Wohnstallhaus Obergeschoss Fachwerk verbrettert, ortsbildprägend, baugeschichtlich und heimatgeschichtlich von Bedeutung. Wohnhaus: massives Erdgeschoss original verputzt, hölzerner Zwischenbau, Luke im Giebel, kleinteilige Fenster in originaler Größe, Satteldach in altdeutscher Schieferdeckung, Wohnhaus wahrscheinlich massiv unterfahren. | 08964584 |
|                                         | Wohnhaus | Tännichtweg 1 (Karte)                     | Kern 18. Jh.                                             | Obergeschoss Fachwerk, regionaltypische Holzbauweise, baugeschichtlich von Bedeutung. Zweigeschossig, Erdgeschoss massiv, mit erhaltenen Fenstergewänden, Obergeschoss Fachwerk verkleidet, kleinformatige Fenster, Satteldach. | 08964592 |
|                                         | Niedermühle                                                                                                 | Tännichtweg 4 (Karte)                     | bez. 1892                                                | Ehemalige Mühle mit überhauster Radstube und Schuppen – von ortsgeschichtlicher Bedeutung. Mühle: zweigeschossiger Putzbau, Ziegelbau, Drempelgeschoss mit Segmentbogenfenstern, Sandsteingewände porphyrartig abgestrichen, Putzgliederung, Lisenen aufgeputzt, Giebelseite: doppelte Rundbogenfenster, drei Okuli, Tür aus der Erbauungszeit, L-förmiger Grundriss. | 08964590 |
|                                         | Häuslerhaus                                                                                                 | Tännichtweg 6 (Karte)                     | 2. Hälfte 19. Jh.                                        | Obergeschoss Fachwerk, schlichtes Beispiel regionaltypischer Holzbauweise, bildprägend, baugeschichtlich von Bedeutung. Zweigeschossig, Erdgeschoss massiv, Obergeschoss Fachwerk verkleidet, Satteldach, überdimensionierter Vorbau, Schieferdeckung. Denkmaltext: Häuslerhaus, schlichtes Beispiel regionaltypischer Holzbauweise von baugeschichtlicher, sozialgeschichtlicher und ortsentwicklungsgeschichtlicher Bedeutung, Erdgeschoss massiv, Obergeschoss Fachwerk (mit Eternit verkleidet) mit originalen Größen der Holzfenster, Satteldach mit Schieferdeckung ohne Ausbauten, einfach stehender Dachstuhl, im Innern die fürs Mitteldeutsche Wohnstallhaus typische Dreizonigkeit des Grundrisses, aber nur Kleinviehstall, optisch etwas beeinträchtigt durch überdimensionierten Vorbau. Das Haus entstand Mitte des 19. Jh. in der Niederdorfaue von Colmnitz, dessen Verhältnis von Guts- bzw. Wirtschaftsbesitzern zu Gärtnern und Häuslern etwa 1:1 betrug, baugeschichtliche, sozialgeschichtliche und siedlungsgeschichtliche Bedeutung.                                                | 08964588 |
|                                         | Wohnstallhaus, Stallgebäude und Scheune eines Dreiseithofes sowie Tormauer                                  | Tännichtweg 7; 9 (Karte)                  | Wohnstallhaus bez. 1870, aber vermutlich Mitte 18. Jh.   | Scheune Obergeschoss Fachwerk, u. a. baugeschichtliche Bedeutung. Wohnstallhaus (Nr. 9): zweigeschossig, vorderer Teil 1870, hinterer Teil stark verändert, Gebäude sehr gefährdet, Scheune (Nr. 7): Erdgeschoss massiv, Obergeschoss Fachwerk, Fenster der Gebäude zum Teil extrem vergrößert, zum Teil liegende Dachfenster. | 08964591 |
|                                         | Steinbogenbrücke                                                                                            | Tännichtweg 8 (bei) (Karte)               | 19. Jh.                                                  | baugeschichtlich von Bedeutung, mit gewölbter Fahrbahn. | 08960558 |
|                                         | Weidegut Colmnitz                                                                                           | Tännichtweg 12 (Karte)                    | 19. Jh.                                                  | Wohnstallhaus und drei Seitengebäude eines Vierseithofes sowie Torbogen – Wohnstallhaus: Erdgeschoss massiv, Keller mit einfachem Tonnengewölbe, großer Stall mit 2 x 3 Steinsäulen mit Kapitellen, Obergeschoss Fachwerk mit Lehmgefachen, baugeschichtliche und heimatgeschichtliche Bedeutung. Ehemaliges Gesindehaus: größtenteils renoviert, ehemaliger Stallteil verändert mit neuer Holzbalkendecke, eine gusseiserne Säule übrig. Obergeschoss Fachwerk, Wand-Öffnungs-Verhältnis weitgehend intakt, nur über ehemaligem Stall etwas verbreitert. Dachgeschoss – einfach stehender Stuhl, Satteldach. Gegenüber Scheunenneubau von 1925, preußisches Fachwerk, Ostseite Wirtschaftsgebäude: massiv, bezeichnet 1889, preußisches Fachwerk, im Innenhof rekonstruierter Brunnen. | 08964585 |
|                                         | Wohnstallhaus und Seitengebäude eines Dreiseithofes                                                         | Tännichtweg 25 (Karte)                    | um 1900                                                  | beide Gebäude Obergeschoss Fachwerk, zeittypische, ortsbildprägende Bauten, baugeschichtliche Bedeutung. Wohnstallhaus: zweigeschossig, Erdgeschoss massiv, Obergeschoss einfaches Fachwerk, Seitengebäude: im Erdgeschoss stark verändert, jedoch entscheidend bildprägend. | 08964586 |
|                                         | Wohnstallhaus und Seitengebäude eines Dreiseithofes                                                         | Tännichtweg 27 (Karte)                    | nach 1900                                                | durchgehend Sichtfachwerk und Lage bewirken starke Ortsbildprägung, auch baugeschichtlich von Bedeutung. Alle drei Seiten Sichtfachwerk, Erdgeschoss des Wohnstallhauses massiv, zum Teil Schieferdeckung. | 08964642 |
|                                         | Straßenbrücke                                                                                               | Untere Hauptstraße (Karte)                | bez. 1884 (Schlussstein)                                 | Steinbogenbrücke, verkehrsgeschichtlich von Bedeutung, gut erhaltene Brücke über den Dorfbach, Hofzufahrt. | 08964568 |
|                                         | Pfarrhaus mit Pfarrgarten sowie zwei Torpfeiler und Einfriedung                                             | Untere Hauptstraße 4 (Karte)              | 2. Hälfte 19. Jh.                                        | bau- und ortshistorische Relevanz. Pfarrhaus: zweigeschossiger massiver Putzbau, Sandstein-Fenstergewände, zwei Haustürgewände, Giebel mit Palladiomotiv und Lünette, Satteldach. - Vorgarten vor dem SW-Giebel des Pfarrhauses, Einfriedungszaun mit Sandsteinpfeilern und Zaunfeldern aus Holzlatten auf einer Stützmauer aus Bruchsteinmauerwerk mit Abdecksteinen aus Sandstein, Pforte mit einem Türflügel aus Holzlatten, Terrassierung des Vorgartens in eine untere Ebene an der Straße und eine obere Ebene am Haus durch eine parallel zum SW-Giebel verlaufende Stützmauer, eine Treppe in der Stützmauer zwischen den beiden Ebenen, ein Obstbaum. - Pfarrhof mit Toreinfahrt und Hofbaum (Linde) sowie einer Stützmauer (Trockenmauer) aus Bruchsteinmauerwerk im NW und einer Mauer mit Tor zwischen Pfarrhaus und Nebengebäude im NO zum Pfarrgarten: - Pfarrgarten im SO des Pfarrhauses mit Obstbäumen, im NO die südwestliche Einfriedungsmauer (Stützmauer) des Friedhofs, Tor im SO. | 08964470 |
| Direkt Bild zu diesem Denkmal hochladen | Eiskeller                                                                                                   | Untere Hauptstraße 14 (vor) (Karte)       | 19. Jh.                                                  | wirtschaftsgeschichtlich von Bedeutung | 08964471 |
|                                         | Ehem. Stuhl- und Möbelfabrik Hoffmann & Kittel                                                              | Untere Hauptstraße 23 (Karte)             | 1913 (Kontorhaus)                                        | Ehemalige Möbelfabrik, mit integriertem Kontorhaus sowie hölzernem Pförtnerhäuschen – im Reformstil erbaut, architektonisch und ortshistorisch von Bedeutung. Kontorhaus: stilisierter Neobarock mit rundgegiebeltem Mittelrisalit, zweigeschossiger massiver Putzbau, Lisenen mit Putznutung, Mansarddach, angebaut über 100 m langes Produktionsgebäude mit Giebelgliederung im Reformstil, ursprüngliche Fenstersprossung erhalten, Erdgeschoss Rundbogenfenster, Mansarddach, Biberschwanz-Kronendeckung, mit Mühlenemblem. | 08964478 |
|                                         | Wohnstallhaus (mit rückwärtigem Anbau)                                                                      | Untere Hauptstraße 29 (Karte)             | 1. Hälfte 19. Jh.                                        | Wohnstallhaus Obergeschoss Fachwerk verbrettert, mit eigenwilligem Annexbau (Fachwerk und Mansarddach), baugeschichtliche Bedeutung. Erdgeschoss massiv, im ehemaligen Stallteil große Fenster, Obergeschoss Fenster in originaler Größe, Giebel verschiefert, steiles Satteldach, Annexbau auf hohem Sockel, Fachwerk-Obergeschoss mit großen gesprossten Fenstern, Mansarddach mit Schieferdeckung. | 08964484 |
|                                         | Wohnstallhaus                                                                                               | Untere Hauptstraße 32 (Karte)             | 1. Hälfte 19. Jh.                                        | Obergeschoss Fachwerk, baugeschichtlich von Bedeutung. Erdgeschoss massiv, Sandstein-Fenstergewände mit originalen Winterfenstern, Obergeschoss Fenster gesprosst und in originaler Größe, Satteldach, Schieferdeckung, ein Giebel verbrettert. | 08964477 |
|                                         | Wohnstallhaus                                                                                               | Untere Hauptstraße 33 (Karte)             | 1. Hälfte 19. Jh.                                        | Obergeschoss Fachwerk verbrettert, regionaltypische Holzbauweise, auenbildprägend, baugeschichtlich von Bedeutung. Erdgeschoss massiv, zum Teil mit Winterfenstern (gesprosst), Obergeschoss Fenster in originaler Größe und in ursprünglicher sechsfeldriger Sprossung, Satteldach. | 08964485 |
|                                         | Wohnstallhaus und Scheune eines Dreiseithofes                                                               | Untere Hauptstraße 45 (Karte)             | Ende 19. Jh.                                             | Scheune Obergeschoss Fachwerk verbrettert, baugeschichtliche Bedeutung. Wohnstallhaus: zweigeschossig, massiv, verputzt, Satteldach verzierte Pfetten, Fenstergewände, Winterfenster im Erdgeschoss, Scheune: zweigeschossig, Erdgeschoss massiv, verputzt, Erdgeschoss von 1826, Fachwerk-Obergeschoss verbrettert, um 1900, inklusive Dachgeschoss, verzierte Pfettenköpfe, Scheune nach Brand um 1900 erneuert. | 08964569 |
|                                         | Wohnstallhaus                                                                                               | Untere Hauptstraße 46 (Karte)             | 1. Hälfte 19. Jh.                                        | Obergeschoss Fachwerk, an bildprägender Stelle, baugeschichtlich von Bedeutung. Erdgeschoss massiv, Sprossen-Winterfenster, Obergeschoss Fenster in originaler Größe, Schleppdach über Wirtschaftsteil. | 08964483 |
| Direkt Bild zu diesem Denkmal hochladen | Wohnhaus | Untere Hauptstraße 51 (Karte)             | 1. Hälfte 19. Jh.                                        | Obergeschoss Fachwerk verbrettert, schlichtes Beispiel regionaltypischer Holzbauweise, baugeschichtlich von Bedeutung. Zweigeschossig, Erdgeschoss massiv oder Blockstube verbrettert, Fenster Obergeschoss in originaler Größe, Satteldach. | 08964575 |
| Direkt Bild zu diesem Denkmal hochladen | Brunnenstube                                                                                                | Untere Hauptstraße 53 (neben) (Karte)     | 19. Jh.                                                  | heimatgeschichtlicher Wert, Eingang / Kellerhals mit großen Gneisplatten belegt. | 08964577 |
|                                         | Wohnhaus | Untere Hauptstraße 54 (Karte)             | wohl 18. Jh.                                             | Obergeschoss Fachwerk, baugeschichtliche Bedeutung. Erdgeschoss massiv, verputzt, Winterfenster, Obergeschoss Fachwerk, Giebel mit Asbest verschiefert, breite Schwelle, querliegende Gefache, ein Riegel, Strebe auf Schwelle gezapft und auf Rähm aufgeblattet, Satteldach mit Heuluke, Haus evtl. traufseitig verlängert, im Giebel zwei alte Schiebefenster. | 08964571 |
|                                         | Steinbogenbrücke                                                                                            | Untere Hauptstraße 54 (gegenüber) (Karte) | Ende 19. Jh.                                             | baugeschichtlich und verkehrsgeschichtlich von Bedeutung, schlichte, leicht erweiterte Brücke zur Hofeinfahrt, Geländer und Brüstung erneuert. | 08964570 |
|                                         | Eisenbahnüberführung und Böschungsmauern der ehemaligen Schmalspurbahn Klingenberg–Colmnitz                 | Untere Hauptstraße 64 (unterhalb) (Karte) | 1898                                                     | eines der letzten Zeugnisse der Eisenbahnstrecke, 1898 in Betrieb genommen, Stilllegung und Abbau der Strecke 1971, eisenbahngeschichtlich und verkehrsgeschichtlich von Bedeutung, die Segmentbogenbrücke und breit ausladende Böschungsmauern aus Gneis. | 08964573 |
|                                         | Wohnhaus | Untere Hauptstraße 66 (Karte)             | bez. 1823 (Stein Erdgeschoss), wahrscheinlich aber älter | Obergeschoss Fachwerk verkleidet, ältere Generation regionaltypischer Holzbauweise, baugeschichtlich von Bedeutung. Obergeschoss Fenster in originaler Größe, steiles Satteldach. | 08964644 |
|                                         | Eisenbahnbrücke der ehem. Schmalspurbahn Klingenberg-Colmnitz                                               | Untere Hauptstraße 70 (oberhalb) (Karte)  | 1898                                                     | Eisenbahnbrücke mit Böschungsmauern der ehemaligen Schmalspurbahn Klingenberg–Colmnitz – eisenbahngeschichtlich und verkehrsgeschichtlich von Bedeutung | 08964574 |
|                                         | Wohnstallhaus, Sandsteintrog und Gneispflasterung eines Dreiseithofes                                       | Untere Hauptstraße 71 (Karte)             | bez. 1797                                                | Wohnstallhaus Obergeschoss Fachwerk, u. a. baugeschichtlich von Bedeutung. Zweigeschossig, Erdgeschoss massiv verputzt, Portal im Schlussstein bezeichnet „J.J.R. 1797“, kleine Fenster, am Giebel Schiebefenster, flach geneigtes Satteldach (evtl. Ersatz des ursprünglichen Daches). | 08964597 |
| Weitere Bilder                          | Viadukt Colmnitz                                                                                            | Untere Hauptstraße 72 (neben) (Karte)     | 1860–1861                                                | 10-jochige Steinbrücke aus der Erbauungszeit der Eisenbahnstrecke Dresden-Werdau, das Ortsbild wesentlich prägend, von baugeschichtlicher und landschaftsprägender Bedeutung. Steinbogenbrücke mit 10 Jochen, oben verbreitert, überspannt Tal, Dorfstraße und Bach, 148m lang, 23,4 m hoch, 7,9m breit, ursprünglich für 109.130 Taler 1860/1861 erbaut, Bahnstrecke Dresden–Werdau Eisenbahnstrecke Dresden-Werdau (DW 6258). | 08964567 |
| Direkt Bild zu diesem Denkmal hochladen | Wohnhaus und Schuppen in offener Bebauung                                                                   | U-Weg 1 (Karte)                           | um 1890                                                  | ursprünglich zu einer Ziegelei gehörend, baugeschichtliche und ortsgeschichtliche Bedeutung. Fünfachsiger eingeschossiger Ziegelbau mit Drempelgeschoss, historischer Graupelputz in Ziegelrot mit einfacher Glattputzgliederung, historische Einfachfenster in Segmentbogenform mit Faschen und Sohlbänken. | 08964601 |
| Direkt Bild zu diesem Denkmal hochladen | Wohnhaus mit späterem Anbau, Seitengebäude und Einfriedung mit zwei Torpfeilern                             | Zur Folge 6 (Karte)                       | 2. Hälfte 19. Jh.                                        | Wohnhaus Obergeschoss Fachwerk, u. a. baugeschichtliche Bedeutung. Wohnhaus: zweigeschossig, Erdgeschoss massiv verputzt, Sandsteinfenstergewände, Obergeschoss-Fachwerk im hinteren Teil verbrettert, Seitengebäude: Erdgeschoss teilweise massiv, Obergeschoss Fachwerk verbrettert, mit Keller. | 08964599 |
| Direkt Bild zu diesem Denkmal hochladen | Wohnstallhaus mit angebauter Scheune                                                                        | Zur Folge 16 (Karte)                      | um 1800                                                  | Wohnstallhaus Obergeschoss Fachwerk verbrettert, u. a. baugeschichtliche Bedeutung. Wohnstallhaus: zweigeschossig, Erdgeschoss massiv, Fenster Obergeschoss originale Größe, steiles Satteldach, Scheune: zweigeschossig, im Winkel angebaut. | 08964598 |
|                                         | Wohnstallhaus                                                                                               | Zur Hofleite 5 (Karte)                    | um 1800                                                  | Obergeschoss Fachwerk verkleidet, regionaltypische Holzkonstruktion, baugeschichtlich von Bedeutung. Erdgeschoss massiv, Obergeschoss (Fenstergrößen) intakt, steiles Satteldach. | 08964475 |
|                                         | Wohnstallhaus                                                                                               | Zur Hofleite 14 (Karte)                   | 1. Hälfte 19. Jh.                                        | Obergeschoss Fachwerk verkleidet, regionaltypische Holzkonstruktion, baugeschichtlich von Bedeutung. Obergeschoss (Fenstergrößen) intakt, steiles Satteldach. | 08964473 |
|                                         | Wohnhaus | Zur Linde 11 (Karte)                      | bez. 1816 (Kern womöglich älter)                         | baugeschichtlich von Bedeutung. Giebel Fachwerk, mit markantem Korbbogen-Türgewände, Erdgeschoss und Langseite massiv, Wand-Öffnung-Verhältnis intakt, Erdgeschoss Sandstein-Fenstergewände, Krüppelwalmdach. | 08964487 |

## Friedersdorf
| Bild                                    | Bezeichnung                                                         | Lage                            | Datierung                                      | Beschreibung | ID       |
| --------------------------------------- | ------------------------------------------------------------------- | ------------------------------- | ---------------------------------------------- | --- | -------- |
| Direkt Bild zu diesem Denkmal hochladen | Torbogen, zwei farbig gefasste Türstürze und Inschrifttafel         | Am Hang 8 (Karte)               | Torbogen bez. 1857                             | heimatgeschichtlicher Wert. Tor segmentbogig, mit Schlussstein (dieser bezeichnet und mit Initialen) und Kämpfer, mit Torblatt von 1946, über Haustür und Stalltür farbig gefasste Türstürze, Stalltür mit Pferde- und Kuhrelief, Inschrifttafel: „Gott hat geholfen / Gott hilft uns weiter / in diesem Schicksal / was uns betroffen“. | 08964764 |
| Direkt Bild zu diesem Denkmal hochladen | Kriegerdenkmal Erster Weltkrieg                                     | Frauensteiner Straße (Karte)    | nach 1918 (Kriegerdenkmal)                     | ortshistorische Relevanz. Sandstein, beschrifteter Sockel, darauf Baldachin, der Helm überdeckt. | 08964768 |
| Direkt Bild zu diesem Denkmal hochladen | Türgewände mit Schmiede-Emblem im Schlussstein                      | Frauensteiner Straße 18 (Karte) | bez. 1798                                      | heimatgeschichtlicher Wert. Sandstein-Türgewände mit Hufeisen im Schlussstein. | 08964773 |
| Direkt Bild zu diesem Denkmal hochladen | Wohnstallhaus und drei Seitengebäude eines Bauernhofes              | Frauensteiner Straße 19 (Karte) | Ende 19. Jh.                                   | einheitlich gestaltet, mit Einflüssen des Schweizerstils, bildprägend und baugeschichtlich relevant. Wohnhaus und Stallscheunen massiv, giebelständig, mit leichtem Dachüberstand und Palladiomotiv im Giebel, Wohnhaus mit liegenden Fenstern im Giebel, Stallscheune mit originalen Sandsteingewänden und sechsfeldrig gesprossten Winterfenstern im Obergeschoss, Mauer mit Torpfeilern. | 08964771 |
| Direkt Bild zu diesem Denkmal hochladen | Wohnstallhaus                                                       | Frauensteiner Straße 20 (Karte) | vor 1800                                       | Obergeschoss Fachwerk, u. a. baugeschichtliche Bedeutung. Erdgeschoss Feldsteinmauerwerk, Sandstein-Fenstergewände, originale sechsfeldrige Sprossung, Winterfenster, Treppenaufgang mit Schiebefenstern, Obergeschoss Fenster in originaler Größe, zum großen Teil mit originaler Sprossung, zur Straßenseite Sichtfachwerk (mit Streben), steiles Satteldach, Hof- und Giebelseite verbrettert. | 08964767 |
| Direkt Bild zu diesem Denkmal hochladen | Wohnstallhaus                                                       | Frauensteiner Straße 29 (Karte) | bez. 1710 (im Erdgeschoss eingemauerter Stein) | Obergeschoss Fachwerk verschindelt, Zeugnis der älteren Generation regionaltypischer Holzbauweise, baugeschichtlich von Bedeutung. Erdgeschoss massiv, Stallteil intakt, mit Gewölbe, Stalltür mit Sandsteingewänden, Obergeschoss Fenster weitgehend in originaler Größe, steiles Satteldach, Schieferdeckung. | 08964775 |
| Direkt Bild zu diesem Denkmal hochladen | Wohnstallhaus und drei Seitengebäude eines Vierseithofes            | Ringweg 2 (Karte)               | um 1800                                        | Wohnstallhaus Obergeschoss Fachwerk, verkleidet, bildprägend und baugeschichtlich von Bedeutung. Wohnstallhaus: Erdgeschoss massiv, Fenstervergrößerung auf der Giebelseite, Obergeschoss Fenster in originaler Größe, Satteldach, Seitengebäude jünger, Holzkonstruktion. | 08964759 |
| Direkt Bild zu diesem Denkmal hochladen | Ehem. Erbgericht                                                    | Teichweg 2 (Karte)              | bez. 1676, eingemauerter Stein                 | Wohnhaus und Seitengebäude sowie ein Torpfeiler eines ehemaligen Erbgerichts – Wohnhaus Massivbau mit profilierten Renaissancefenstern, Seitengebäude Fachwerk-Wohnstallhaus, baugeschichtliche und ortshistorische Bedeutung. Anwesen war seit dem 16. Jahrhundert Bestandteil der Herrschaft Frauenstein, bezeichnet 1676 (eingemauerter Stein im Wohnstallhaus), ehem. Herrenhaus wohl älter. - Herrenhaus: zweigeschossig, massiv, Feldsteinmauerwerk, mit profilierten Renaissancefenstern, Strebepfeiler - Wohnstallhaus: Erdgeschoss massiv, dort eingemauerter Stein: „Hiob Bernhardt / Erbrichter / Anno 1676“, Obergeschoss Fenster in originaler Größe, steiles Satteldach, Torpfeiler zippusbekrönt. | 08964774 |
| Direkt Bild zu diesem Denkmal hochladen | OdF-Denkmal                                                         | Zum Wald (Karte)                | nach 1945 (OdF)                                | ortsgeschichtlich von Bedeutung. Denkmal, ca. 2 m hoch, zum Gedenken an sechs in Friedersdorf 1945 von der SS ermordete KZ-Häftlinge, dahinter Holzkreuz mit dem roten Dreieck. | 08964419 |
| Weitere Bilder                          | Wartehäuschen und Schuppen des ehemaligen Haltepunktes Friedersdorf | Zum Wald (Karte)                | 1920er Jahre                                   | technikgeschichtliches, verkehrsgeschichtliches und ortsgeschichtliches Relikt. Einstöckig, Holzverbretterung, ursprüngliches Aussehen, Bahntrasse weitgehend nachvollziehbar. | 08964418 |
| Direkt Bild zu diesem Denkmal hochladen | Schule                                                              | Zur alten Schule 1 (Karte)      | bez. 1879 (Türsturz)                           | ortshistorisch relevant, zweigeschossiger massiver Putzbau, Sandstein-Fenstergewände, Fenster womöglich vergrößert, Satteldach mit Schieferdeckung, verschieferter Dachreiter, Anbau mit Mansarddach, schönes Türblatt, wahrscheinlich von 1926, Sprossung nicht mehr vorhanden. | 08964765 |
| Direkt Bild zu diesem Denkmal hochladen | Wohnstallhaus                                                       | Zur alten Schule 4 (Karte)      | um 1800                                        | Obergeschoss Fachwerk verbrettert, auenbildprägend und baugeschichtlich von Bedeutung. Erdgeschoss massiv, mit Sandstein-Fenstergewänden, Stallteil intakt, Haustür nicht original, Obergeschoss Fenster in originaler Größe, Krüppelwalmdach. | 08964770 |
| Direkt Bild zu diesem Denkmal hochladen | Wohnstallhaus                                                       | Zur alten Schule 6 (Karte)      | 18. Jh.                                        | Obergeschoss Fachwerk, ältere regionaltypische Holzbauweise, baugeschichtlich von Bedeutung. Erdgeschoss massiv, zum Teil verändert, zum Teil liegende Fenster, Obergeschoss Sichtfachwerk mit Streben, Satteldach. | 08964766 |

## Höckendorf
| Bild                                    | Bezeichnung | Lage                                        | Datierung                                                         | Beschreibung | ID       |
| --------------------------------------- | --- | ------------------------------------------- | ----------------------------------------------------------------- | --- | -------- |
| Direkt Bild zu diesem Denkmal hochladen | Mundloch | (Karte)                                     | vor 1819                                                          | technikgeschichtlich von Bedeutung, ca. 5 m befahrbar, dann verrollt, Trockenmauerwerk, Bergbau in Edle Krone seit dem Mittelalter. | 09229836 |
| Direkt Bild zu diesem Denkmal hochladen | Wegestein | (Karte)                                     | 1892 (Inschrift Gemeinde Borlas 1892)                             | verkehrsgeschichtlich von Bedeutung, Sandstein, ca. 1 m hoch, bekrönt. | 08964891 |
|                                         | Oberer St.-Michaelis-Stolln und „Thelersäule“ | (Karte)                                     | 15./16. Jh.                                                       | Stollen: technisches Denkmal von heimatgeschichtlicher Bedeutung. Thelersäule: spätmittelalterliches / frühneuzeitliches Monument der Heimatgeschichte, überörtliche historische Bedeutung. | 08964882 |
| Direkt Bild zu diesem Denkmal hochladen | Wegestein | (Karte)                                     | 19. Jh. (ohne Jahreszahl)                                         | verkehrsgeschichtlich von Bedeutung. Sandstein, ca. 1 m hoch, bekrönt. | 08964892 |
| Direkt Bild zu diesem Denkmal hochladen | Stollen | (Karte)                                     | 17. Jh.                                                           | wichtiger Stolln im Grubenfeld St. Michaelis mit 450 m Länge im Höckendorfer Bergbaugebiet, bergbaugeschichtlich und technikgeschichtlich von Bedeutung. | 08964881 |
| Direkt Bild zu diesem Denkmal hochladen | Wohnstallhaus | Dippoldiswalder Straße 3 (Karte)            | Plakette bez. 1874, aber wesentlich älter, 18. Jh.                | Obergeschoss Fachwerk, Konstruktion erhalten, älteste Generation im Ort vorhandener Holzbauweise, Strukturbestandteil der Ortskernbebauung, baugeschichtlich und hausgeschichtlich von Bedeutung. Erdgeschoss massiv, mit alten Sandstein-Fenstergewänden und zum Teil Winterfenstern, niedriger Haustürstock mit Türblatt um 1910, Obergeschoss Fenster in originaler Größe und gesprosst, Fachwerk mit Eternit verkleidet, steiles Satteldach mit Aufschiebling. | 08964828 |
| Direkt Bild zu diesem Denkmal hochladen | Wohnhaus | Dippoldiswalder Straße 9 (Karte)            | Plakette bez. 1836                                                | Obergeschoss Fachwerk, baugeschichtlich von Bedeutung. Erdgeschoss massiv, Sandstein-Fenstergewände, alle Fenster mit Pseudosprossung, Krüppelwalmdach mit Schieferdeckung. | 08964827 |
| Direkt Bild zu diesem Denkmal hochladen | Wohnhaus in offener Bebauung, davor Bruchsteinstützmauer | Dippoldiswalder Straße 36 (Karte)           | um 1900                                                           | Einfluss städtischer Bauweise im ländlichen Raum, baugeschichtlich von Bedeutung. dreigeschossiger massiver Putzbau, Erdgeschoss Polygonalmauerwerk, Eckquaderung bossiert, Sandstein-Fenstergewände, mit Backstein bekrönt, Gurtgesimse, beide Obergeschoss mit profilierten Fenstergewänden, Sprossung nicht mehr vorhanden, flacher, gegiebelter Mittelrisalit, Zierknaggen, Rundbogen-Zwillingsfenster, in den Giebeln Drillingsfenster, originaler Putz, Putzgliederung an den Ecken, Satteldach, mit Überstand. | 08964824 |
| Direkt Bild zu diesem Denkmal hochladen | Stallscheune und Scheune eines Dreiseithofes | Dippoldiswalder Straße 40 (Karte)           | 1. Hälfte 19. Jh.                                                 | Scheune Obergeschoss Fachwerk, bild- und strukturprägend, baugeschichtlich von Bedeutung. Erdgeschoss massiv, zum Teil verändert, Obergeschoss und Giebel Sichtfachwerk, Fenster in originaler Größe, zum Teil gesprosst, steiles Satteldach. | 08964823 |
| Direkt Bild zu diesem Denkmal hochladen | Wohnstallhaus | Dippoldiswalder Straße 44a (Karte)          | um 1800                                                           | Obergeschoss Fachwerk, an bildprägender Stelle, stattliches Beispiel regionaltypischer Holzbauweise, baugeschichtlich von Bedeutung. Erdgeschoss massiv, Bruchsteinsockel, originale Fenstergrößen, Winterfenster mit zum Teil originaler Sprossung, Eingangsbereich verändert, Obergeschoss Fenster in originaler Größe, gesprosst, Sichtfachwerk zweiriegelig mit Eckstreben, Giebel zum Teil mit Zierverbretterung, steiles Satteldach. | 08964822 |
| Direkt Bild zu diesem Denkmal hochladen | Wohnstallhaus mit einigen Schmuckelementen und zwei Seitengebäude eines Dreiseithofes                                                                            | Dippoldiswalder Straße 62 (Karte)           | 2. Hälfte 19. Jh.                                                 | mit Nummer 64 und 66 Bestandteil einer ortsbildprägenden Reihung giebelständiger Gebäude, auch baugeschichtliche Bedeutung. Wohnstallhaus: zweigeschossiger massiver Putzbau mit Palladiomotiv im Giebel, giebelständiges Seitengebäude desgleichen, beide Gebäude auch mit Eckquaderung, massive Feldscheune mit zentraler Durchfahrt, alle Fenster mit Sandsteingewänden, Wohnstallhaus mit Galgen-Fenstersprossung. | 08964820 |
| Direkt Bild zu diesem Denkmal hochladen | Wohnstallhaus (Nr. 64) und zwei Seitengebäude (Seitengebäude Nr. 64a, Scheune Nr. 64b) eines Dreiseithofes                                                       | Dippoldiswalder Straße 64; 64a; 64b (Karte) | 2. Hälfte 19. Jh.                                                 | mit Nummer 62 und 66 Bestandteil einer ortsbildprägenden Reihung giebelständiger Gebäude, auch baugeschichtliche Bedeutung. Wohnstallhaus: zweigeschossiger massiver Putzbau, geglättet, Traufgesims verkröpft, Giebel-Drillingsfenster, giebelständiges Seitengebäude desgleichen, massive Feldscheune mit zentraler Durchfahrt. | 08964819 |
| Direkt Bild zu diesem Denkmal hochladen | Wohnstallhaus und zwei Seitengebäude sowie Mauer mit Torpfosten eines im Aussehen homogenen Dreiseithofes mit Anklängen an den Schweizerstil                     | Dippoldiswalder Straße 66 (Karte)           | bez. 1865                                                         | mit Nummer 62 und 64 Bestandteil einer ortsbildprägenden Reihung giebelständiger Gebäude, auch baugeschichtliche Bedeutung. Wohnstallhaus: zweigeschossiger massiver Putzbau, Sandstein-Fenstergewände, Galgen-Fenstersprossung, Giebel-Zwillingsfenster, Satteldach mit Überstand, Eckquaderung, Feldscheune: massiv, mit zentraler Durchfahrt, Seitenscheune ebenfalls massiv, mit Zwillingsfenster. | 08964818 |
| Direkt Bild zu diesem Denkmal hochladen | Straßenbrücke über die Weißeritz | Dorfhainer Straße (Karte)                   | nach 1880                                                         | bau- und verkehrsgeschichtliche Relevanz. Segmentbogenbrücke, verfugter Bruchstein. | 08960544 |
| Direkt Bild zu diesem Denkmal hochladen | Sachgesamtheit Friedhof Höckendorf mit den Einzeldenkmalen: Leichenhalle und Aufbahrungshalle, Einfriedung                                                       | Dorfhainer Straße (Karte)                   | 1844                                                              | Sachgesamtheit Friedhof Höckendorf mit den Einzeldenkmalen: Leichenhalle und Aufbahrungshalle, Einfriedung sowie Gedenkkreuz (siehe Einzeldenkmale – ID-Nr. 09301365, gleiche Anschrift) sowie 2 Linden als Torbäume und Baumstandorte an der Außenkante des Ringweges (Gartendenkmal). | 09301364 |
| Direkt Bild zu diesem Denkmal hochladen | Einzeldenkmale der Sachgesamtheit Friedhof Höckendorf: Leichenhalle und Aufbahrungshalle, Einfriedung sowie Gedenkkreuz (siehe Sachgesamtheit – ID-Nr. 09301364) | Dorfhainer Straße (Karte)                   | 1894                                                              | Einzeldenkmale der Sachgesamtheit Friedhof Höckendorf: Leichenhalle und Aufbahrungshalle, Einfriedung sowie Gedenkkreuz (siehe Sachgesamtheit – ID-Nr. 09301364) – Einfriedung: im NO, SW und NO Einfriedungsmauer aus Bruchsteinmauerwerk und z. T. auch Ziegelmauerwerk mit Sandsteinabdeckplatten (Innenseiten verputzt, Außenseiten unverputzt), im SO Einfriedungszaun mit Sandsteinpfeilern (mit profilierten Abdeckplatten aus Sandstein), Sandsteinsockel und schmiedeeisernen Zaunfeldern, in der Mitte der südöstlichen Einfriedung zurückgesetztes Tor mit zwei nach außen konvex verlaufenden kurzen Mauerabschnitten aus Bruchsteinmauerwerk mit Abdeckplatten, zwei konisch sich nach oben verjüngenden Torpfeilern aus Sandsteinmauerwerk und zwei schmiedeeisernen Torflügeln, in der Mitte der südwestlichen Einfriedung neues Tor zur neuen Feierhalle außerhalb des Friedhofs. Steinkreuz: Sandstein, 1899 errichtet von Bildhauerei und Steinmetzgeschäft Stoll, Emmrich & Neubert in Freiberg, steht im Westen des zentralen Kreises, Sockel mit Inschrift auf der Ostseite: „Ich bin die Auferstehung / und das Leben“.                                                        | 09301365 |
| Weitere Bilder                          | Barthmühle | Dorfhainer Straße 11 (Karte)                | um 1880                                                           | Mühlengebäude (ohne Anbau) – ortsgeschichtlich und technikgeschichtlich von Bedeutung, schlichter zweigeschossiger massiver Putzbau mit leichtem Dachüberstand ("Segmentbogenstil"), Sohlbänke flach reliefiert. | 08964924 |
| Weitere Bilder                          | Stübemühle | Dorfhainer Straße 13 (Karte)                | 1. Hälfte 19. Jh., Kern wohl älter                                | Wohnmühlenhaus und Seitengebäude eines Mühlenanwesens sowie Bruchstein-Bogenbrücke – Wohnmühlenhaus Obergeschoss Fachwerk, baugeschichtlich und ortsgeschichtlich von Bedeutung. Erdgeschoss massiv, Obergeschoss Fachwerk, zum Teil verbrettert, innen Kreuzkappengewölbe auf Säulen, Wirtschaftsgebäude um 1900, Fachwerk. | 08964880 |
| Direkt Bild zu diesem Denkmal hochladen | Wegestein | Frauenstraße (Karte)                        | 1835 (laut Inschrift auf Wegestein)                               | verkehrsgeschichtlich von Bedeutung, Sandstein, ca. 2 m hoch | 08964883 |
|                                         | Rest einer »Thelersäule« | Kirchweg (Karte)                            | um 1500                                                           | spätmittelalterliches/frühneuzeitliches Monument der Heimatgeschichte, überörtliche historische Bedeutung, polygonale Säule, abgebrochen, ca. 1,50 m hoch. | 08964831 |
| Weitere Bilder                          | Dorfkirche Höckendorf, einschl. Kirchhof | Kirchweg 1 (Karte)                          | 18./Anfang 19. Jh.                                                | Kirche Höckendorf, einschl. Kirchhof mit vier Grabmalen und Einfriedung sowie Gedenkstein – bau- und ortsgeschichtliche Bedeutung. | 08964829 |
| Direkt Bild zu diesem Denkmal hochladen | Pfarrhaus und Scheune sowie Einfriedungsmauer, Torbogen, Felsenkeller und Pfarrgarten                                                                            | Kirchweg 2 (Karte)                          | 1698                                                              | Pfarrhaus Obergeschoss Fachwerk, Fachwerkscheune, bildprägend, baugeschichtlich und ortsgeschichtlich von Bedeutung. | 08964830 |
| Direkt Bild zu diesem Denkmal hochladen | Hausteinbogenbrücke | Schenkberg 2 (bei) (Karte)                  | Schlussstein bez. 1873                                            | baugeschichtlich und verkehrsgeschichtlich von Bedeutung | 08964826 |
| Weitere Bilder                          | Ehemalige Schmiede | Schenkberg 4 (Karte)                        | nachrichtlich 1701, Anbau später                                  | Obergeschoss Fachwerk, älteste Generation der im Ort noch vorhandenen Holzbauweise, Strukturbestandteil der Ortskernbebauung, baugeschichtlich und ortsgeschichtlich von Bedeutung. Erdgeschoss, eine Giebelseite und Teile des Anbaus über Erdgeschoss massiv, Sandstein-Fenstergewände, Fenster im Fachwerk in originaler Größe, Fachwerk mit Streben, steiles Satteldach mit Aufschiebling, Biberschwanzdeckung, Haustürschlussstein mit Hufeisen, alte Trockentoilette, Gebäude wird heute als Museum genutzt. | 08964834 |
| Direkt Bild zu diesem Denkmal hochladen | Wohnhaus und Scheune eines Zweiseithofes, dazu zwei Torpfosten                                                                                                   | Schenkberg 23 (Karte)                       | lt. Auskunft 1784, betrifft ältesten Teil, teilweise aber 19. Jh. | Wohnhaus Obergeschoss Fachwerk, Fachwerkscheune, Sandstein-Torpfosten, baugeschichtlich von Bedeutung, ortshistorischer Bezug. Wohnhaus: Erdgeschoss massiv, Sockel Naturstein, Sandstein-Fenstergewände, originales Türblatt, Obergeschoss Fachwerk. Fenster in originaler Größe, ohne Sprossung, Fachwerk zweiriegelig mit Eckstreben, steiles Krüppelwalmdach, Anbau Obergeschoss verbrettert, drei alte Blitzableiter, Anwesen war lange Forsthaus. | 08964890 |
| Direkt Bild zu diesem Denkmal hochladen | Schulgebäude | Schulweg 1 (Karte)                          | Kern 1839                                                         | in der Architektursprache der 1920er Jahre, ortshistorische Relevanz. Zweigeschossiger massiver Putzbau, Gurtgesims, dreiecksbekrönter Eingang, beide Geschosse mit profilierten Sandstein-Fenstergewänden, durchgehend echte Galgensprossung, flacher Mittelrisalit, Giebel bekrönt, Mansarddach, Biberschwanzdeckung. | 08964889 |
| Direkt Bild zu diesem Denkmal hochladen | Ehemaliger Gasthof | Tharandter Straße 2 (Karte)                 | Giebelaufsatz bez. 1867                                           | Ausstattung im Innern zum Teil erhalten, ortshistorische Bedeutung. Zweigeschossiger massiver Putzbau, flacher Mittelrisalit, im Erdgeschoss mit Eckquaderung, profilierte Fenstergewände in beiden Geschossen, Gurtgesims, altes Türblatt, Holzveranda, Mittelrisalit gegiebelt, Triple-Bogenfenster, zwei Baukörper. | 08964816 |
| Direkt Bild zu diesem Denkmal hochladen | Wohnstallhaus eines Dreiseithofes | Tharandter Straße 3 (Karte)                 | 2. Hälfte 18. Jh.                                                 | Obergeschoss Fachwerk, stattliches Beispiel regionaltypischer Holzbauweise, baugeschichtlich von Bedeutung. Erdgeschoss massiv, Rauputz, Sandstein-Fenster- und -Türgewände, Winterfenster, Obergeschoss Fenster weitgehend in originaler Größe, sechsfeldrige Sprossung, Fachwerk zum Teil lädiert, steiles Satteldach. | 08964833 |
|                                         | Kriegerdenkmal für die Gefallenen des I. Weltkrieges, kreisförmiger Platz mit Einfriedung, Treppenanlage und Torbogen sowie Bäume außerhalb des Platzes          | Tharandter Straße 6 (gegenüber) (Karte)     | nach 1918 (Kriegerdenkmal)                                        | ortshistorische Bedeutung, gemauerter Rundsockel mit Eisernem Kreuz aus Sandstein. Lage: an der NO-Ecke des Pfarrgartens, die Anlage ist in das durch eine Stützmauer abgefangene höher als die Straße liegende Terrain eingeschnitten. Erschließung: von der Tharandter Straße über eine Treppenanlage und durch einen Torbogen. Anlage: Stützmauern aus Natursteinmauerwerk, Treppenanlage mit unterer Treppe von 6 Stufen, Podest und oberer Treppe von 9 Stufen, zwischen unterer und oberer Treppe in der Flucht der Stützmauer. Torbogen (Schlussstein mit Schwert), oberhalb der oberen Treppe kreisförmiger Platz mit äußerer niedriger Stützmauer und Sitzstufe, Pflanzfläche zwischen Kreis und Stützmauer an der Straße. Kriegerdenkmal: für die Gefallenen des Ersten Weltkrieges, in Form eines Säulenstumpfes aus Bruchsteinmauerwerk mit Abdeckstein und Kreuz aus Sandstein, an der Außenkante des Sandsteins die Inschrift: „Unseren 61 Gefallenen von Höckendorf und Obercunnersdorf“ im unteren Drittel der Säule einzelne herauskragende Sandsteine mit je einer Jahreszahl: „1914“, „1915“, „1916“, „1917“, „1918“ Gehölze: zwei Eichen und zwei Fichten außerhalb des Kreises. | 08964832 |
| Direkt Bild zu diesem Denkmal hochladen | Wohnhaus in offener Bebauung | Tharandter Straße 7 (Karte)                 | um 1900                                                           | Zeugnis städtischen Einflusses im ländlichen Raum, baugeschichtlich von Bedeutung. Dreigeschossiger massiver Putzbau, Schieferdeckung, Erdgeschoss Polygonalmauerwerk, alle Fenster mit Sandsteingewänden, in den beiden Obergeschoss profiliert, drei Gurtgesimse, Seitenrisalit gegiebelt, Giebel holzverziert, Ecken mit Putznutung. | 08964836 |
| Direkt Bild zu diesem Denkmal hochladen | Wohnstallhaus eines Vierseithofes | Tharandter Straße 13 (Karte)                | 2. Hälfte 19. Jh.                                                 | u. a. baugeschichtliche Bedeutung. Massiver Putzbau, alter Putz, alle Fenster in originaler Größe, Gewände zum Teil Porphyrtuff, Stallteil intakt, Satteldach, altdeutsche Schieferdeckung. | 08964839 |
| Direkt Bild zu diesem Denkmal hochladen | Wohnstallhaus und Scheune eines Zweiseithofes | Tharandter Straße 21 (Karte)                | 1. Hälfte 19. Jh.                                                 | Wohnstallhaus Obergeschoss Fachwerk, regionaltypische Holzbauweise, bildprägende Lage, baugeschichtlich von Bedeutung. Wohnstallhaus: mit Fachwerk-Anbau über Eck, Obergeschoss Fenster in originaler Größe, keine Sprossung, Satteldach, Scheune: Holzkonstruktion, verbrettert. | 08964842 |
| Direkt Bild zu diesem Denkmal hochladen | Wohnstallhaus und Seitengebäude eines Dreiseithofes | Tharandter Straße 25 (Karte)                | bez. 1903                                                         | Wohnstallhaus massiv, Seitengebäude Fachwerk, baugeschichtlich von Bedeutung. Wohnstallhaus: zweigeschossiger massiver Putzbau, Sockel Polygonalmauerwerk, alle Fenstergewände und Sohlbänke Sandstein, profiliert, mit Galgensprossung, im Obergeschoss Winterfenster, Giebel mit Drillingsfenster, Satteldach mit Überstand, Seitengebäude: Fachwerk in beiden Geschossen, Schieferdeckung, mit Anklängen an Schweizerstil. | 08964843 |
| Direkt Bild zu diesem Denkmal hochladen | Wohnstallhaus | Tharandter Straße 29 (Karte)                | 1. Hälfte 19. Jh.                                                 | Obergeschoss Fachwerk, baugeschichtlich von Bedeutung. Wohnstallhaus: Erdgeschoss massiv, geglättet, Haustürbereich verändert, Fenster im Sichtfachwerk in originaler Größe, ohne Sprossung, Satteldach mit altdeutscher Schieferdeckung, Giebel Kunstschiefer, Seitengebäude: verbrettert, Öffnungen in originaler Größe, altdeutsche Schieferdeckung. | 08964844 |
| Direkt Bild zu diesem Denkmal hochladen | Wohnstallhaus und Scheune eines ehemaligen Vierseithofes, mit Trockenmauer zur Straße                                                                            | Tharandter Straße 39; 41 (Karte)            | 1. Hälfte 19. Jh.                                                 | Wohnstallhaus Obergeschoss Fachwerk, Scheune Fachwerk, von stark bildprägender Wirkung, baugeschichtlich von Bedeutung. Erdgeschoss massiv, mit Rauputz, Sandsteintürgewände, Obergeschoss-Fenster in originaler Größe, ohne Sprossung, Krüppelwalmdach, Scheune teilweise Sichtfachwerk mit Veränderungen, Kubatur und Dachstuhl original. | 08964847 |
| Direkt Bild zu diesem Denkmal hochladen | Bogenbrücke | Tharandter Straße 44 (vor) (Karte)          | Ende 19. Jh.                                                      | baugeschichtlich und verkehrsgeschichtlich von Bedeutung, Bruchstein-Bogenbrücke, Innenlage Backstein. | 08964888 |
| Direkt Bild zu diesem Denkmal hochladen | Wohnstallhaus eines Dreiseithofes | Tharandter Straße 47 (Karte)                | bez. 1811                                                         | Obergeschoss Fachwerk, von baugeschichtlicher Bedeutung und bildprägender Funktion. Wohnstallhaus: Erdgeschoss massiv, geglättet und stark verändert, Fenster im Fachwerk-Teil weitgehend in originaler Größe, Fachwerk zweiriegelig mit Eckstreben, Krüppelwalmdach. | 08964845 |
| Direkt Bild zu diesem Denkmal hochladen | Huthaus in offener Bebauung in Edle Krone | Tharandter Straße 56 (Karte)                | Ende 19. Jh.                                                      | orts- und bergbaugeschichtlicher Kontext. Eingeschossiger massiver Putzbau, Originalputz wahrscheinlich, flache Ecklisenen, Straßenseite mit Schriftfeld unter Traufgesims, Satteldach mit Schieferdeckung. | 08964887 |
| Weitere Bilder                          | Empfangsgebäude Bahnhof Edle Krone | Tharandter Straße 56a (Karte)               | 1907                                                              | Holzkonstruktion, ursprünglich erhalten, technik- und bauhistorische Relevanz. Eingeschossiger Holzbau mit originaler Fenstersprossung, umgebindeartiger Stützenvorbau, Dach abgerundet, innen zentrale Holz-„Rotunde“, das alte Empfangsgebäude wurde nach Neubau des neuen Empfangsgebäude zum Beamtenwohnhaus umgebaut, das neue Empfangsgebäude basiert auf einem Eigenentwurf der Staatsbahn – B. I. Freiberg u. a. Architekten Baumgärtel, Stürze und wahrscheinlich hauptsächlich von P. (Name in Akten nicht ausgeschrieben). | 08964815 |
| Direkt Bild zu diesem Denkmal hochladen | Beamtenwohnhaus, bis 1908 Empfangsgebäude Edle Krone | Tharandter Straße 56b (Karte)               | 2. Hälfte 19. Jh. (Altes Empfangsgebäude, nach 1908)              | mit Anklängen an Schweizerstil, technik- und bauhistorische Relevanz. Zweigeschossiger massiver Putzbau, Geschosse optisch durch Gurtgesims getrennt, unten Segmentbogenfenster, Sandstein-Fenstergewände in beiden Geschossen, flaches Satteldach mit Überstand, Aufschrift: „Edle Krone“, Giebel mit Okulus und Resten von Putzgliederung. | 08964814 |
| Direkt Bild zu diesem Denkmal hochladen | Produktionsgebäude in Edle Krone | Tharandter Straße 58 (Karte)                | vor 1900                                                          | industriegeschichtlich von Bedeutung. Eingeschossiger massiver Putzbau, Originalputz wahrscheinlich, segmentbogige, kleinteilig gesprosste Fenster, darüber Stuckokuli, zahnschnittartiges Traufgesims, flaches Satteldach mit liegenden Dachfenstern. | 08964886 |
| Direkt Bild zu diesem Denkmal hochladen | Wohnhaus in Edle Krone | Tharandter Straße 58 (neben) (Karte)        | vor 1900                                                          | mit einigem Ornament, bergbaugeschichtlicher Kontext, baugeschichtlich von Bedeutung. Zweigeschossiger massiver Putzbau mit flachem, gegiebelten Mittelrisalit, Ecklisenen von Backstein, zwei Gurtgesimse, profilierte Sandstein-Fenstergewände, Traufgesims verkröpft, Drempel, Originalputz. | 08964885 |

## Obercunnersdorf
| Bild                                    | Bezeichnung | Lage                       | Datierung                   | Beschreibung | ID       |
| --------------------------------------- | --- | -------------------------- | --------------------------- | --- | -------- |
| Direkt Bild zu diesem Denkmal hochladen | Einzeldenkmale der Sachgesamtheit Talsperre Klingenberg für den Teilabschnitt Höckendorf, OT Obercunnersdorf: Staumauer und Hochwasserentlastungsanlage (Einzeldenkmale zu ID-Nr. 09304131)     | (Karte)                    | 1908–1914                   | Einzeldenkmale der Sachgesamtheit Talsperre Klingenberg für den Teilabschnitt Höckendorf, OT Obercunnersdorf: Staumauer und Hochwasserentlastungsanlage (jeweils östlicher Teil, bilden eine Einheit mit dem westlichen Teilabschnitt Klingenberg – siehe Einzeldenkmale – ID-Nr. 08963310) sowie bruchsteinverkleidetes Portal als Relikt des ehemaligen Schieberschachtes zum Umlaufstollen (siehe auch Sachgesamtheit OT Obercunnersdorf – ID-Nr. 09304169) – architektonisch-wasserbautechnische Gesamtanlage von außerordentlichem baukünstlerischem und technikgeschichtlichem Wert. | 09304168 |
| Direkt Bild zu diesem Denkmal hochladen | Einzeldenkmale der Sachgesamtheit Talsperre Klingenberg für den Teilabschnitt Obercunnersdorf: Staumauer und Hochwasserentlastungsanlage (Einzeldenkmale zu ID-Nr. 09304131)                    |                            |                             | Einzeldenkmale der Sachgesamtheit Talsperre Klingenberg für den Teilabschnitt Obercunnersdorf: Staumauer und Hochwasserentlastungsanlage (jeweils östlicher Teil, getrennt durch Gemarkungsgrenze vom OT Klingenberg (siehe auch Sachgesamtheitsdokument OT Klingenberg – ID-Nr. 09304131 und Sachgesamtheitsbestandteildokument OT Obercunnersdorf – ID-Nr. 09304169)) – architektonisch-wasserbautechnische Gesamtanlage von außerordentlichem baukünstlerischem und technikgeschichtlichem Wert, erstes in Sachsen verwirklichtes Werk des späteren Dresdner Stadtbaurats Hans Poelzig, Umsetzung architektonischer Reformbestrebungen in einer technisch geprägten Bauaufgabe, eine der bedeutendsten Talsperren Deutschlands, Denkmalschutz gilt auch für die vorhandene historische Technik | 09304172 |
| Direkt Bild zu diesem Denkmal hochladen | Sachgesamtheitsbestandteil Talsperre Klingenberg im OT Obercunnersdorf mit folgenden Einzeldenkmalen: Staumauer und Hochwasserentlastungsanlage (Sachgesamtheitsbestandteil zu ID-Nr. 09304131) |                            | 1908–1914                   | Sachgesamtheitsbestandteil der Sachgesamtheit Talsperre Klingenberg (siehe auch Sachgesamtheit im OT Klingenberg – ID-Nr. 09304195, im OT Beerwalde – ID-Nr. 09304193, sowie im OT Klingenberg – ID-Nr. 09304131), davon gehören zum Teilabschnitt OT Obercunnersdorf folgende Einzeldenkmale (siehe Einzeldenkmale – ID-Nr. 09304168): Staumauer und Hochwasserentlastungsanlage (jeweils östlicher Teil, bildet eine Einheit mit dem Teilabschnitt Klingenberg – ID-Nr. 08963310) sowie bruchsteinverkleidetes Portal als Relikt des ehemaligen Schieberschachtes zum Umlaufstollen – architektonisch-wasserbautechnische Gesamtanlage von außerordentlichem baukünstlerischem und technikgeschichtlichem Wert.                                                                                 | 09304169 |
|                                         | Bildstock | Dorfstraße (Karte)         | um 1500                     | spätmittelalterliches/frühneuzeitliches Monument der Heimatgeschichte, überörtliche historische Bedeutung. Von den sieben am Kirchsteig zwischen Höckendorf und Stieflitzgrund errichteten Thelersäulen stehen heute noch zwei vollständig in der Größe erhaltene (die andere in Ruppendorf). | 08964879 |
| Direkt Bild zu diesem Denkmal hochladen | Wohnhaus | Dorfstraße 3 (Karte)       | um 1900                     | Obergeschoss Fachwerk, spätes Beispiel regionaltypischer Holzbauweise, baugeschichtlich von Bedeutung. Erdgeschoss massiv, Obergeschoss Fenster in originaler Größe, flaches Satteldach mit Überstand, integrierter Wirtschaftsteil. | 08964865 |
| Direkt Bild zu diesem Denkmal hochladen | Wohnstallhaus und Scheune eines Dreiseithofes | Dorfstraße 7a (Karte)      | bez. 1856                   | Scheune Fachwerk, bild- und strukturprägend, baugeschichtliche Bedeutung. Wohnstallhaus: zweigeschossiger massiver Putzbau, Sandstein-Fenstergewände, Eckquaderung, Triplefenster im Giebel, darüber Lünette und Akroter, Schieferdeckung, Scheune: Sichtfachwerk in beiden Geschossen, ursprüngliche Öffnungsgrößen, mit authentischer sechsfeldriger Sprossung. | 08964868 |
| Direkt Bild zu diesem Denkmal hochladen | Wohnstallhaus und Scheune eines ehemaligen Dreiseithofes sowie Torbogen | Dorfstraße 8 (Karte)       | 1. Hälfte 19. Jh.           | beide Gebäude Fachwerk, baugeschichtliche Bedeutung und bildprägende Wirkung. Wohnstallhaus: Erdgeschoss massiv, Rauputz, Haustürgewände mit Schlussstein, Obergeschoss Fenster in originaler Größe, bis auf zwei aber ohne Sprossung, Satteldach, hinterm Wohnstallhaus runder Torbogen, Scheune im Erdgeschoss sehr verändert, aber in der Fachwerkkonstruktion weitgehend erhalten. | 08964869 |
|                                         | Schule in historistischen Formen | Dorfstraße 9b (Karte)      | Tafel Erdgeschoss bez. 1885 | ortsgeschichtliche Relevanz. Zweigeschossiger massiver Putzbau mit dreiecksgegiebeltem Seitenrisalit, großer rundbogiger Eingang, davor Freitreppe, Sandstein-Fenstergewände mit Sohlbänken, Sprossung entfernt, vereinzelt erhaltene Fensterbekrönungen, Seitenrisalit und Giebelseite mit verkröpftem Traufgesims. | 08964871 |
| Direkt Bild zu diesem Denkmal hochladen | Wohnstallhaus, Seitengebäude (Nr. 10a), zwei weitere Seitengebäude und Torbogen eines Vierseithofes                                                                                             | Dorfstraße 10; 10a (Karte) | 1790                        | bildprägend und baugeschichtliche Bedeutung. Wohnstallhaus: Erdgeschoss Feldstein, original erhalten, Haustürgewände mit Schlussstein, Sandstein-Fenstergewände, Obergeschoss Fachwerk entfernt und neu ausgemauert, Giebel verbrettert, Satteldach mit Aufschieblingen, Stall / Ausgedinge: teils massiv, teils Fachwerk verputzt, hochgradig ursprünglich erhalten, sechsfeldrig gesproßte Winterfenster, steiles Krüppelwalmdach, Feldscheune: Obergeschoss Fachwerk, jüngeren Datums, giebelständige Stallscheune: Feldstein, mit Sandstein-Fenstergewänden, Drempel, Satteldach, Torbogen: rundbogig, Sandstein, mit Schlussstein. | 08964870 |
| Direkt Bild zu diesem Denkmal hochladen | Wohnstallhaus und Scheune eines Zweiseithofes | Dorfstraße 11 (Karte)      | 1. Hälfte 19. Jh.           | Scheune Fachwerk, baugeschichtlich von Bedeutung. Wohnstallhaus: zweigeschossiger massiver Putzbau, Sandstein-Fenstergewände, Langseite etwas geglättet, Giebellünette, Rückseite allerdings mit liegenden Fenstern, gute altdeutsche Schieferdeckung, Krüppelwalmdach, verkröpftes Traufgesims, Scheune: beide Geschosse Fachwerk, hochgradig im ursprünglichen Aussehen erhalten (z. B. Sprossenfenster), könnte einst Dreiseithof gewesen sein. | 08964872 |
| Direkt Bild zu diesem Denkmal hochladen | Wohnstallhausund Schuppen | Dorfstraße 14 (Karte)      | 18. Jh.                     | Wohnstallhaus Obergeschoss Fachwerk, baugeschichtliche Bedeutung. Erdgeschoss massiv, mit Sandstein-Fenstergewänden, sechsfeldrige Sprossung, Obergeschoss Fachwerk verputzt, bis auf die Rückseite Fenster in originaler Größe, talseitiger Giebel Sichtfachwerk, Satteldach, Haustür womöglich 1930er Jahre, Schuppen mit rustikaler Verbretterung. | 08964873 |
| Direkt Bild zu diesem Denkmal hochladen | Wohnstallhaus eines Dreiseithofes | Dorfstraße 18 (Karte)      | um 1900                     | mit Einflüssen des Schweizerstils, in exponierter Lage. Dreigeschossiger massiver Putzbau, Sockelgeschoss gequadert, Sandstein-Fenstergewände, Galgensprossung, gegiebelter Seitenrisalit, Satteldach mit Schieferdeckung und Überstand. | 08964875 |
| Direkt Bild zu diesem Denkmal hochladen | Wohnstallhaus und Seitengebäude eines Dreiseithofes | Dorfstraße 20 (Karte)      | 2. Hälfte 19. Jh.           | struktur- und bildprägend, baugeschichtliche Bedeutung. Wohnstallhaus: zweigeschossiger massiver Putzbau, Sandstein-Fenstergewände, keine Sprossung, Stallteil gut erkennbar, Traufgesims verkröpft, Giebel mit Triplefenster, hohes massives Seitengebäude mit Durchfahrt, Wand-Öffnung-Verhältnis intakt. | 08964876 |
| Direkt Bild zu diesem Denkmal hochladen | Wohnstallhaus und Seitengebäude eines massiven Dreiseithofes | Dorfstraße 26 (Karte)      | 2. Hälfte 19. Jh.           | struktur- und bildprägend, baugeschichtliche Bedeutung. Wohnstallhaus: zweigeschossiger massiver Putzbau mit Sandstein-Fenstergewänden, ohne Sprossung, Eckquaderung, Haustür bekrönt, Graupelputz, Drempel, Traufgesims verkröpft, Biberschwanzdeckung, Seitengebäude: zweigeschossiger massiver Putzbau. | 08964877 |
| Direkt Bild zu diesem Denkmal hochladen | Wohnstallhaus, zwei Seitengebäude und zwei Torpfeiler eines Dreiseithofes | Dorfstraße 31 (Karte)      | 2. Hälfte 19. Jh.           | beide Seitengebäude Fachwerk, bild- und strukturprägend, baugeschichtliche Bedeutung. Wohnstallhaus: zweigeschossiger massiver Putzbau, Drempel, Sandstein-Fenstergewände, Eckquaderung, Triplefenster im Giebel, die beiden Seitengebäude Erdgeschoss massiv, Fachwerkteil mit weitgehend ursprünglichen Öffnungsgrößen. | 08964867 |
| Direkt Bild zu diesem Denkmal hochladen | Massiver Dreiseithof | Dorfstraße 32; 32a (Karte) | 2. Hälfte 19. Jh.           | Hofstruktur erhalten, bildprägend durch erhöhte Lage und baugeschichtlich von Bedeutung. Wohnstallhaus: zweigeschossiger massiver Putzbau, Sandstein-Fenstergewände, Giebelseite mit Eckquaderung, giebelständige Scheune weitgehend im Aussehen erhalten (Drempelgeschoss). | 08964866 |
| Weitere Bilder                          | Hosenmühle | Zur Hosenmühle 1 (Karte)   | bez. 1872                   | Wohnmühlenhaus – mit Elementen des Schweizerstils, ortshistorische Bedeutung. Zweigeschossiger massiver Putzbau mit Resten von Putzgliederung, Sandstein-Fenstergewände, Türbekrönung mit Mühlenemblem, flaches Satteldach mit altdeutscher Schieferdeckung, Dachüberstand. | 08964878 |

## Pretzschendorf
| Bild                                    | Bezeichnung                                                                                                  | Lage                                         | Datierung                                              | Beschreibung | ID       |
| --------------------------------------- | --- | -------------------------------------------- | ------------------------------------------------------ | --- | -------- |
| Direkt Bild zu diesem Denkmal hochladen | Wohnstallhaus                                                                                                | Bachstraße 1 (Karte)                         | bez. 1836 (Schlussstein Türgewände)                    | Obergeschoss Fachwerk, bildprägend und baugeschichtlich von Bedeutung. Erdgeschoss massiv, Sandsteingewände, Haustür Korbbogen mit Schlussstein, Obergeschoss Fenster in originaler Größe, Krüppelwalmdach, Schieferdeckung, Fachwerk von drei Seiten verkleidet, eine Seite Sichtfachwerk. | 08964149 |
| Direkt Bild zu diesem Denkmal hochladen | Häuslerhaus                                                                                                  | Bachstraße 8 (Karte)                         | 1. H. 19. Jh.                                          | Obergeschoss Fachwerk, auenbildprägend, baugeschichtlich und sozialgeschichtlich von Bedeutung. Erdgeschoss massiv, Sandstein-Haustürgewände, Winterfenster, Obergeschoss Fenster gesprosst und in originaler Größe, Rückseite: Fachwerk verbrettert, mit niedrigem Wirtschaftsanbau, schöne Fachwerk-Giebelgestaltung, Satteldach. | 08964150 |
| Direkt Bild zu diesem Denkmal hochladen | Wohnstallhaus, drei Seitengebäude und zwei Torbögen sowie die Hofpflasterung eines stattlichen Vierseithofes | Dresdner Straße 1 (Karte)                    | bez. 1856 (Türsturz Wohnstallhaus)                     | alle Gebäude Fachwerk, von bild- und strukturprägender Wirkung, u. a. baugeschichtliche Bedeutung. Wohnstallhaus: Erdgeschoss massiv, Sandstein-Fenstergewände, Obergeschoss Fachwerk verschiefert, zwei Dachhechte und Ladeluke, originale Fenstergrößen, profiliertes Haustürgewände, farbig gefasst, bezeichnet „18 ... Zimmermann 56“ in Supraporte, durch profilierten Torbogen (bezeichnet 1856 im Schlussstein) verbunden mit Stallscheune: Obergeschoss Fachwerk verschiefert, Langseite außen verbrettert, dahinter weiterer Torbogen, die Gebäude jeweils mit Giebellünette, zwei weitere Fachwerk-Wirtschaftsgebäude. | 08964134 |
| Direkt Bild zu diesem Denkmal hochladen | Wohnhaus | Dresdner Straße 11 (Karte)                   | bez. 1848 (Türgewände)                                 | Obergeschoss Fachwerk, spätes, weitgehend intaktes Zeugnis regionaltypischer Holzbauweise, baugeschichtlich von Bedeutung. Erdgeschoss massiv, mit Sandstein-Fenstergewänden, Türsturz mit Inschrift, Obergeschoss Fenster in originaler Größe, Fachwerk verschiefert, Krüppelwalmdach. | 08964144 |
| Direkt Bild zu diesem Denkmal hochladen | Wohnstallhaus und Scheune eines Dreiseithofes                                                                | Dresdner Straße 12 (Karte)                   | um 1800, womöglich noch etwas älter                    | von bildprägender Wirkung und baugeschichtlich relevant. Wohnstallhaus: Erdgeschoss Feldstein verputzt, Haustürbereich verändert, Stalltür noch mit altem Korbbogen, Sandsteingewände, gesprosste Winterfenster (Giebel), Obergeschoss Fenster gesprosst und in originaler Größe, eine Seite verbrettert, sonst Sichtfachwerk, Fachwerk zweiriegelig, Giebel mit Streben, steiles Satteldach, Scheune: Erdgeschoss massiv verputzt, Holzkonstruktion erhalten, Fenster mit originaler Sprossung. | 08964136 |
| Direkt Bild zu diesem Denkmal hochladen | Drei Seitengebäude eines Vierseithofes                                                                       | Dresdner Straße 14 (Karte)                   | 19. Jh.                                                | Seitengebäude Fachwerk mit sorgfältiger Verbretterung, mit zentraler Durchfahrt in den Hof, bildprägend und baugeschichtlich von Bedeutung. Konstruktion intakt, Fenster in originaler Größe, mit originaler Sprossung (Öffnungsklappen), Schieferdeckung der Feldscheune, Wetterfahne bezeichnet 1937, bezieht sich wohl auf den Dachdeckungstermin. | 08964137 |
| Direkt Bild zu diesem Denkmal hochladen | Wohnstallhaus und Seitengebäude                                                                              | Dresdner Straße 18 (Karte)                   | 2. Hälfte 18. Jh. (Wohnstallhaus)                      | Wohnstallhaus Obergeschoss zum Teil Fachwerk, bemerkenswerte Fachwerk-Stallscheune mit zentraler Durchfahrt, baugeschichtliche Bedeutung. Wohnstallhaus: Fachwerk verkleidet, originale Fenstergrößen, Erdgeschoss massiv, mit Veränderungen, steiles Satteldach, Schieferdeckung, Scheune: Fenster und Luken in originaler Größe, originale sechsfeldrige Sprossung, mit Öffnungsklappen. | 08964138 |
| Direkt Bild zu diesem Denkmal hochladen | Wohnhaus | Dresdner Straße 24 (Karte)                   | bez. 1877 (Türgewände), Kern wohl aber älter           | ohne Anbau, Obergeschoss Fachwerk, baugeschichtliche Bedeutung. Erdgeschoss massiv, Sandstein-Türgewände, Obergeschoss Fenster in originaler Größe, Wohnhaus weitgehend im ursprünglichen Aussehen wieder hergestellt. | 08964139 |
| Direkt Bild zu diesem Denkmal hochladen | Wohnstallhaus und Scheune eines Zweiseithofes                                                                | Dresdner Straße 34 (Karte)                   | um 1750                                                | Wohnstallhaus Obergeschoss Fachwerk, Fachwerkscheune, bildprägende Wirkung und baugeschichtliche Bedeutung. Wohnstallhaus: Erdgeschoss massiv, Obergeschoss Fenster in originaler Größe, Giebel verbrettert, steiles Satteldach, Scheune: beide Geschosse Fachwerk, Auffahrt von der Straße. | 08964141 |
| Direkt Bild zu diesem Denkmal hochladen | Wohnstallhaus, zwei Seitengebäude und Scheune eines Vierseithofes                                            | Dresdner Straße 60; 60b (Karte)              | um 1910                                                | Wohnstallhaus Obergeschoss Fachwerk, mit Einflüssen der Reformarchitektur, Scheune und Seitengebäude Fachwerk, baugeschichtliche Bedeutung. Wohnstallhaus: Erdgeschoss massiv, originales Türblatt, über Eingang Ständerengstand mit vertikalen Fensterbahnen, darüber Mansardgiebel, originale Fenstersprossung, die drei Seitengebäude (eins Scheune mit Auffahrt von der Straße) mit intakter Fachwerkkonstruktion und weitgehend originalem Aussehen, Teile der Gebäude verkleidet. | 08964169 |
| Direkt Bild zu diesem Denkmal hochladen | Wohnstallhaus und Seitengebäude                                                                              | Dresdner Straße 64 (Karte)                   | bez. 1909                                              | Wohnstallhaus Obergeschoss Sichtfachwerk, Seitengebäude Fachwerk, Spätphase der Holzbauweise, bildprägende Anlage, baugeschichtlich von Bedeutung. Wohnstallhaus: Erdgeschoss massiv, Obergeschoss Fenster in originaler Größe, zierende Rundbogen-Doppelfenster im Giebel, Scheune: Erdgeschoss massiv und nur im Drempel Holzkonstruktion, Satteldach mit Hecht. | 08964170 |
| Direkt Bild zu diesem Denkmal hochladen | Wohnstallhaus                                                                                                | Dresdner Straße 66 (Karte)                   | 1666 Dendro                                            | Obergeschoss Fachwerk, typisches Beispiel der regionalen Holzbauweise, baugeschichtlich von Bedeutung. Dokumentation erforderlich. Erdgeschoss massiv, Sandstein-Fenstergewände, gesprosste Winterfenster, Haus- und Stalltür jeweils mit Gewände, Obergeschoss Fenster gesprosst und in originaler Größe, Umbauphase am Schlussstein im Wohnteil ablesbar: bezeichnet 1809. | 08964168 |
| Direkt Bild zu diesem Denkmal hochladen | Zwei Scheunen sowie Hofpflasterung eines Vierseithofes                                                       | Dresdner Straße 70 (Karte)                   | Stallscheune bez. 1825 (Türgewände)                    | beide Gebäude Obergeschoss Fachwerk, stark bildprägend, baugeschichtlich von Bedeutung. Scheune (mit Durchfahrt von der Straße): Erdgeschoss massiv, Hofseite verändert, Obergeschoss Fachwerk vorkragend, Schiebefenster, Satteldach. Stallscheune: Erdgeschoss massiv, Tür Sandsteingewände (bezeichnet 1825), Obergeschoss Fachwerk Eckstreben, alte Schiebefenster, Satteldach in Schieferdeckung. | 08964809 |
| Direkt Bild zu diesem Denkmal hochladen | Wohnstallhaus, zwei Seitengebäude und Scheune eines Vierseithofes                                            | Dresdner Straße 76; 76b (Karte)              | Mitte 19. Jh. (Wohnstallhaus)                          | alle Gebäude Obergeschoss Fachwerk, u. a. baugeschichtliche Bedeutung. Wohnstallhaus (Nr. 76): Erdgeschoss massiv, Fenster, Türen und Verdachung Sandsteingewände, Obergeschoss Fachwerk regelmäßig, Straßenseiten verkleidet, ursprüngliche Fenstergrößen, aber ohne Sprossung, Satteldach mit Gaupe, Schieferdeckung. – Stallscheune (Nr. 76): Erdgeschoss massiv, Sandsteingewände, Obergeschoss Fachwerk, Eckstreben, teilweise verbrettert, originale Schiebefenster, zwei Scheunen auf L-förmigem Grundriss (Nr. 76b): Erdgeschoss massiv, mit Durchfahrt zum Feld, Obergeschoss Fachwerk mit Eckstreben, neuere Schiebefenster, Satteldach mit Schieferdeckung, Obergeschoss-Außenseiten der Scheune verbrettert. | 08964810 |
| Direkt Bild zu diesem Denkmal hochladen | Wohnstallhaus und Stallscheune eines ehemaligen Vierseithofes                                                | Dresdner Straße 82 (Karte)                   | Mitte 18. Jh.                                          | beide Gebäude Obergeschoss Fachwerk, Giebel ortsbildprägend, baugeschichtliche Bedeutung. Wohnstallhaus: Erdgeschoss massiv, Obergeschoss Fachwerk, unregelmäßig, Eckstreben, Straßenseite verputzt, originale Fenstergrößen, Satteldach teilweise mit Schieferdeckung, Stallscheune: Erdgeschoss massiv, Fenster und Türen mit Sandsteingewänden, Obergeschoss Fachwerk unregelmäßig, alte Scheunentore, alte Schiebefenster, Satteldach. | 08964811 |
| Direkt Bild zu diesem Denkmal hochladen | Wohnstallhaus und Stallscheune eines Vierseithofes                                                           | Dresdner Straße 84 (Karte)                   | Mitte 18. Jh. (Portalschlussstein bez. 1?22)           | beide Gebäude Obergeschoss Fachwerk, u. a. baugeschichtliche Bedeutung. Wohnstallhaus: Erdgeschoss Bruchsteinmauerwerk, Sandsteinportal mit Schlussstein, Obergeschoss Fachwerk mit Eckstreben, Straßengiebel massiv, alter Graupelputz, Putz-Ecklisenen, am Giebel Okulus, steiles Satteldach, Stallscheune: Erdgeschoss massiv, Ziegel-Bruchstein, Obergeschoss Fachwerk, Eckstreben, Satteldach mit Schieferdeckung. | 08964812 |
| Direkt Bild zu diesem Denkmal hochladen | Funkes Mühle                                                                                                 | Dresdner Straße 86 (Karte)                   | 2. Hälfte 19. Jh., z. T. um 1900                       | Wohnmühlenhaus und zwei Seitengebäude eines Mühlenanwesens – Seitengebäude Fachwerk, stark bildprägend, baugeschichtliche und ortsgeschichtliche Bedeutung. Wohnmühlenhaus: zweigeschossiger massiver Putzbau, Eckquaderung, Sandsteinfenstergewände, alte Sprossung zum großen Teil erhalten, Dachgesims verkröpft, Satteldach, Talseite mit gegiebeltem Mittelrisalit, Seitengebäude: teils Sichtfachwerk, teils Verbretterung, Schieferdeckung. | 08964813 |
| Direkt Bild zu diesem Denkmal hochladen | Häuslerhaus                                                                                                  | Enge Gasse 5 (Karte)                         | 18. Jh., womöglich älter                               | Obergeschoss Fachwerk, baugeschichtlich und sozialgeschichtlich von Bedeutung. Erdgeschoss massiv, Sandstein-Fenstergewände, mit sechsfeldriger Sprossung der Winterfenster, Obergeschoss-Fenster zum Teil etwas vergrößert, Giebel und Rückseite verbrettert, ansonsten Vorderseite Sichtfachwerk (mit Fußband). | 08964151 |
| Direkt Bild zu diesem Denkmal hochladen | Ehemaliger Haltepunkt Niederpretzschendorf                                                                   | Erich-Weinert-Straße (Karte)                 | 1920er Jahre                                           | verkehrs- und ortsgeschichtlich relevant, eingeschossiges verbrettertes Wartehäuschen mit Pultdach. | 08964422 |
| Direkt Bild zu diesem Denkmal hochladen | Wohnstallhaus                                                                                                | Erich-Weinert-Straße 12 (Karte)              | 1. Hälfte 19. Jh., Kern womöglich älter                | Obergeschoss Fachwerk verbrettert, regionaltypische Holzbauweise, auenbildprägend, baugeschichtlich von Bedeutung. Erdgeschoss massiv, Winterfenster, Eingangsbereich verändert, Fenster Obergeschoss vor langer Zeit zum Teil etwas vergrößert, Satteldach. | 08964157 |
| Direkt Bild zu diesem Denkmal hochladen | Wohnhaus | Erich-Weinert-Straße 17 (Karte)              | 1. Hälfte 19. Jh.                                      | Obergeschoss Fachwerk, baugeschichtlich von Bedeutung. Erdgeschoss massiv, Sandstein-Fenstergewände, Obergeschoss Fenster in originaler Größe, aber ohne Sprossung, steiles Satteldach, Schieferdeckung, oberes Giebelfeld verbrettert, Hakengrundriss. | 08964163 |
| Direkt Bild zu diesem Denkmal hochladen | Wohnstallhaus                                                                                                | Erich-Weinert-Straße 22 (Karte)              | 18. Jh.                                                | Obergeschoss Fachwerk, baugeschichtliche Bedeutung und straßenbildprägend. Erdgeschoss massiv, geglättet, Bereich der Türen verändert, jedoch Fachwerkteil (mit Asbestschiefer verkleidet) intakt (originale Fenstergrößen), Satteldach, Schieferdeckung, alter Blitzableiter, rechtwinklig angebaute Scheune späterer Zeit. Denkmaltext: Ehemaliges Häuslerhaus in der Aue des Waldhufendorfes, wohl verschiedene Bauzeiten, die älteste ins 18. Jahrhundert zurückgehend, das (geglättete)Erdgeschoss mit veränderten Türbereichen massiv (verhältnismäßig starke Feldsteinmauern), evtl. einst auch hier Holzkonstruktion (Umgebinde?), traditionelle Grundrissaufteilung in Wohnteil, Flur und Stall/-Wirtschaftsteil, Obergeschoss Fachwerk, mit Eternit verkleidet, nur ein kleiner Teil ist hier massiv ersetzt worden, originale Fenstergrößen weisen auf intakte Konstruktion hin, Satteldach mit Windrispen im Sparrenbereich, Schieferdeckung, alter Blitzableiter, die rechtwinklig angebaute Scheune späteren Datums kein Denkmal, das Haus hat baugeschichtliche und ortsentwicklungsgeschichtliche Bedeutung, durch seine Position in der Aue verkörpert es die eine typische Entwicklung innerhalb von Waldhufendörfern. | 08964159 |
| Direkt Bild zu diesem Denkmal hochladen | Scheune eines Dreiseithofes                                                                                  | Erich-Weinert-Straße 24 (Karte)              | 1. Hälfte 19. Jh., Kern womögl. älter                  | stattliche feldseitige Fachwerkscheune, baugeschichtlich von Bedeutung. Konstruktion intakt, Fenster mit alter Sprossung, zweiriegeliges Fachwerk, Satteldach, alter Dachstuhl, mit vorkragendem Obergeschoss. | 08964160 |
| Direkt Bild zu diesem Denkmal hochladen | Wohnstallhaus eines Vierseithofes                                                                            | Erich-Weinert-Straße 40 (Karte)              | letztes Drittel 19. Jh.                                | Obergeschoss Fachwerk, Spätphase regionaltypischer Holzbauweise, baugeschichtlich von Bedeutung. Erdgeschoss massiv, mit Resten von Putzgliederung, Eckquaderung, Sandstein-Fenstergewände, zwei profilierte Türgewände mit Bekrönung, Inschrift „Geißler“, alle Fenster (beide Geschosse) ursprünglich gesprosst und in originaler Größe, Giebel-Rundbogen-Zwillingsfenster. | 08964166 |
| Direkt Bild zu diesem Denkmal hochladen | Wohnstallhaus, Durchfahrtsscheune und weitere Scheune eines Dreiseithofes, mit Wassertrog                    | Erich-Weinert-Straße 43 (Karte)              | Wohnstallhaus Ende 18. Jh. (Kern wohl 1580 – Auskunft) | Wohnstallhaus Obergeschoss Fachwerk, u. a. baugeschichtlich von Bedeutung. Wohnstallhaus: Erdgeschoss massiv, Sandsteingewände (Tür und Fenster), Stalltür bezeichnet 1888, Obergeschoss Fachwerk zwei Lagen mit Eckstreben, Satteldach, Zementdachziegel 1908–10, Scheune mit Durchfahrt: Erdgeschoss massiv, Obergeschoss Holzkonstruktion verbrettert, Scheune: Erdgeschoss massiv, Obergeschoss Fachwerk teilweise verbrettert. | 08964808 |
| Direkt Bild zu diesem Denkmal hochladen | Wohnhaus (Nr. 54) und Seitengebäude (Nr. 52) mit Anbau                                                       | Erich-Weinert-Straße 52; 54 (Karte)          | 18. Jh. (Wohnhaus)                                     | Obergeschoss Fachwerk, Mansarddach, barocke Kubatur, baugeschichtlich von Bedeutung. Wohnhaus: mit „barocker“ Kubatur, Krüppelwalmdach, Obergeschoss Fachwerk, mit vergrößerten Fenstern, Seitengebäude (älterer Teil): zweigeschossig, mit originalen Fenstergrößen, profiliertem Türgewände und altem Türblatt, innen Kreuzgratgewölbe, Krüppelwalmdach, daran Anbau (um 1920) mit ehemaliger Werkstatt dreigeschossig, ursprüngliche Sprossung, steiles Krüppelwalmdach. | 08964423 |
| Direkt Bild zu diesem Denkmal hochladen | Wohnstallhaus, zwei Seitengebäude und Scheune eines Vierseithofes                                            | Erich-Weinert-Straße 62 (Karte)              | um 1870                                                | Wohnstallhaus massiv, Seitengebäude Obergeschoss Fachwerk, Scheune verbretterte Holzkonstruktion, von bildprägender Wirkung, baugeschichtlich von Bedeutung. Wohnstallhaus: zweigeschossig, massiv, Backsteinbau verputzt, Stallteil Feldstein, Stall mit originalem Gewölbe, zwei profilierte Türgewände mit gerader Verdachung, schönes altes Türblatt, Sandsteingewände, Winterfenster, originale Sprossung, verkröpftes Traufgesims, Giebel mit Zwillingsfenster, Seitengebäude: Sichtfachwerk, Korbbogen-Türgewände, originale Sprossung, Satteldach, feldseitiges Seitengebäude Sichtfachwerk mit hölzernen Türstöcken, Scheune verbretterte Holzkonstruktion. | 08964424 |
| Direkt Bild zu diesem Denkmal hochladen | Wohnstallhaus und drei Seitengebäude eines Vierseithofes                                                     | Erich-Weinert-Straße 68 (Karte)              | 2. Hälfte 18. Jh.                                      | alle gebäude Fachwerk, von stark bildprägender Wirkung und baugeschichtlicher Bedeutung. Wohnstallhaus: Erdgeschoss massiv (Feldstein), Türgewände herausgebrochen, mit wertvollem Treppengewölbe, Obergeschoss und Giebel verkleidet, zum Teil mit ornamentaler Schieferung. Fenstergrößen original, Stallteil nicht original, Ladeluke auf der Hofseite, vorderes Seitengebäude: mit Feldstein-Erdgeschoss, Giebel verschalt, weitgehend im originalen Aussehen erhalten, zwei weitere Fachwerk-Seitengebäude, Südseite ausgemauert, vier alte Blitzableiter. | 08964425 |
| Direkt Bild zu diesem Denkmal hochladen | Wegestein | Erich-Weinert-Straße 68 (gegenüber) (Karte)  | 19. Jh.                                                | verkehrsgeschichtlich von Bedeutung. Sandstein, ca. 1 m hoch. | 08964426 |
| Direkt Bild zu diesem Denkmal hochladen | Wohnstallhaus                                                                                                | Lindenweg 4 (Karte)                          | 18. Jh.                                                | Obergeschoss Fachwerk, Typ des Mitteldeutschen Wohnstallhauses mit Holzkonstruktion, baugeschichtlich von Bedeutung. Erdgeschoss massiv, Sandstein-Fenstergewände, Fachwerk verbrettert, mit originalen Fenstergrößen, Fachwerk-Teil stellenweise mit Stein ersetzt, Satteldach mit Schieferdeckung scheint intakt zu sein. | 08964152 |
| Direkt Bild zu diesem Denkmal hochladen | Rittergut Pretzschendorf, Wohnhaus                                                                           | Schulgasse 1 (Karte)                         | nach 1850, traufständiger Abschnitt wesentlich älter   | Wohnhaus eines ehemaligen Rittergutes und Reste einer Hauswand – u. a. ortshistorische Bedeutung. Massiv, zwei giebelständige Eckabschnitte, verbunden durch traufständigen Bau, giebelständige Teile wohl um 1850 gebaut, gedrungener Baukörper, Sandstein-Fenstergewände, Reste von Putzgliederung, innen Tafel, die auf Brand 1905 hinweist, Gewölbekeller mit mutmaßlichem Gang nach Frauenstein. | 08964146 |
| Direkt Bild zu diesem Denkmal hochladen | Wohnhaus | Thomas-Müntzer-Straße 5 (Karte)              | 1. Hälfte 19. Jh.                                      | Obergeschoss Fachwerk verkleidet, ehemaliges Armenhaus, baugeschichtlich und sozialgeschichtlich von Bedeutung. Erdgeschoss massiv, mit originalen Fenstergrößen, Obergeschoss Fenster in originaler Größe, einfeldrig, steiles Satteldach. | 08964129 |
| Direkt Bild zu diesem Denkmal hochladen | Wohnstallhaus                                                                                                | Thomas-Müntzer-Straße 6 (Karte)              | um 1800, womöglich noch älter                          | Obergeschoss Fachwerk verbrettert, regionaltypische Holzbauweise, baugeschichtlich von Bedeutung. Hakengrundriss, Feldstein-Erdgeschoss, Obergeschoss Fenster in originaler Größe, Haustür- und Stallgewände Sandstein, steiles Satteldach, Kunstschieferdeckung. | 08964132 |
| Direkt Bild zu diesem Denkmal hochladen | Wohnstallhaus                                                                                                | Thomas-Müntzer-Straße 23 (Karte)             | um 1800                                                | Obergeschoss Fachwerk verbrettert, regionaltypische Holzbauweise, baugeschichtlich von Bedeutung. Erdgeschoss massiv, gesprosste (Winter-)Doppelfenster, Obergeschoss Fenster in originaler Größe und Sprossung, Haustürbereich verändert, SO-Seite: Sichtfachwerk. | 08964124 |
| Direkt Bild zu diesem Denkmal hochladen | Wohnstallhaus und Scheune eines Zweiseithofes                                                                | Thomas-Müntzer-Straße 32 (Karte)             | 18. Jh.                                                | Wohnstallhaus Obergeschoss Fachwerk verbrettert, Fachwerkscheune, u. a. baugeschichtliche Bedeutung. Wohnstallhaus: Erdgeschoss massiv, Sandsteingewände, steiles Satteldach, Scheune im Obergeschoss ebenfalls ursprünglich erhalten. | 08964125 |
| Direkt Bild zu diesem Denkmal hochladen | Bruchstein-Segmentbogenbrücke                                                                                | Thomas-Müntzer-Straße 32 (gegenüber) (Karte) | wahrscheinlich 1. Hälfte 19. Jh.                       | baugeschichtlich von Bedeutung | 08964126 |
| Direkt Bild zu diesem Denkmal hochladen | Zwei Seitengebäude eines Dreiseithofes                                                                       | Thomas-Müntzer-Straße 54 (Karte)             | nach 1900                                              | Fachwerkgebäude von stark ortsbildprägender Wirkung, gut im ursprünglichen Aussehen erhalten, baugeschichtlich von Bedeutung, zwei Geschosse Sichtfachwerk. | 08964651 |
| Direkt Bild zu diesem Denkmal hochladen | Wohnstallhaus eines Vierseithofes                                                                            | Thomas-Müntzer-Straße 64 (Karte)             | um 1700                                                | Obergeschoss Fachwerk, herausragendes Beispiel älterer regionaltypischer Holzbauweise, baugeschichtlich und hausgeschichtlich von Bedeutung. Wohnstallhaus: Erdgeschoss massiv, Haustür mit Schlussstein, Stallteil und Diele mit Kreuzgratgewölbe, Obergeschoss Fenster in originaler Größe, steiles Satteldach, verbretterter, leicht vorkragender Giebel, Scheune: Erdgeschoss massiv, zum Teil Feldstein, Fachwerkkonstruktion erhalten, Straßen- und Giebelseite verbrettert, originaler Dachstuhl. | 08964122 |
| Direkt Bild zu diesem Denkmal hochladen | Wohnstallhaus eines Vierseithofes                                                                            | Thomas-Müntzer-Straße 68 (Karte)             | 18. Jh.                                                | Obergeschoss Fachwerk, u. a. baugeschichtlich von Bedeutung. Erdgeschoss massiv, zum Teil mit Veränderungen der Fenstergrößen, mit Sandstein-Fenstergewänden, zum Teil gesprosst, Fachwerk zweiriegelig, Obergeschoss Fenster zum großen Teil in originaler Größe, Giebel verschiefert, Haustür segmentbogig. | 08964121 |
| Direkt Bild zu diesem Denkmal hochladen | Wohnhaus | Thomas-Müntzer-Straße 71 (Karte)             | 1. Hälfte 19. Jh.                                      | Obergeschoss zum großen Teil Fachwerk, an bildprägender Stelle, baugeschichtlich von Bedeutung, Kontext zu Freiberger Straße 8. Erdgeschoss und Giebelseiten massiv, mit Winterfenstern, Haustürbereich verändert, Fenster im Fachwerk in originaler Größe, Krüppelwalmdach, Schieferdeckung. | 08964119 |
| Direkt Bild zu diesem Denkmal hochladen | Torbogen mit Kämpfer und Schlussstein                                                                        | Thomas-Müntzer-Straße 74 (Karte)             | 18. Jh.                                                | heimatgeschichtliches Dokument, Segmentbogen von ca. 3,50 m Spannweite. | 08964120 |
| Direkt Bild zu diesem Denkmal hochladen | Bruchstein-Segmentbogenbrücke                                                                                | Wiesenstraße 12 (bei) (Karte)                | wahrscheinlich 1. Hälfte 19. Jh.                       | baugeschichtlich von Bedeutung | 08964130 |
| Direkt Bild zu diesem Denkmal hochladen | Wohnhaus | Zur Kirche 1 (Karte)                         | 18. Jh.                                                | Obergeschoss Fachwerk, an bildprägender Stelle, baugeschichtlich von Bedeutung. Erdgeschoss massiv, Sandstein-Fenstergewände, Obergeschoss Fenster in originaler Größe, einfeldrig, Giebelseite verkleidet, Schieferdeckung, Fachwerk zum Teil mit Streben. | 08964117 |
| Direkt Bild zu diesem Denkmal hochladen | Wohnhaus auf Hakengrundriss, mit Seitengebäude über Eck                                                      | Zur Kirche 8 (Karte)                         | 18. Jh., Kern womöglich noch älter                     | Obergeschoss Fachwerk, teils holzverschindelt, teils verschiefert, an bildprägender Stelle, im Kontext zu Thomas-Müntzer-Straße 71 stehend, baugeschichtliche Bedeutung. Erdgeschoss massiv, mit teilweise erheblichen Veränderungen, Obergeschoss Fenster in originaler Größe, zum Teil noch alte sechsfeldrige Sprossung, steiles Krüppelwalmdach. | 08964118 |
| Direkt Bild zu diesem Denkmal hochladen | Pfarrhaus und Seitengebäude                                                                                  | Zur Kirche 10; 12 (Karte)                    | bez. 1819                                              | Pfarrhaus und Seitengebäude (Nr. 10) mit Pfarrgarten (gehört zu Nr. 12) sowie Einfriedungsmauer und Sandsteintafel am Tor – bau- und ortshistorische Relevanz. Pfarrhaus: massiv, Korbbogen-Sandstein-Türgewände, altes Türblatt, Sandstein-Fenstergewände, originale Fenstergrößen, Hofseite verbrettert, Giebel und Dach verschiefert, anderthalbgeschossiges Seitengebäude: massiv, Sandsteintafel am Tor bezeichnet den Aufenthalt Friedrichs des Großen 1759/60 (vermutl. vom Vorgängerbau). | 08964155 |
| Weitere Bilder                          | Dorfkirche Pretzschendorf, einschl. Kirchhof, Kriegerdenkmal                                                 | Zur Kirche 12a (Karte)                       | bez. 1732 (Kirche, bez. im Türsturz)                   | Dorfkirche Pretzschendorf – bedeutender Zentralbau, eine der größten Dorfkirchen Sachsens. Vor der Kirche vergleichsweise aufwändiges Kriegerdenkmal Erster Weltkrieg, ortsgeschichtliche und große baugeschichtliche Bedeutung. | 08964153 |

## Röthenbach
| Bild                                    | Bezeichnung                                                       | Lage                              | Datierung                                      | Beschreibung | ID       |
| --------------------------------------- | ----------------------------------------------------------------- | --------------------------------- | ---------------------------------------------- | --- | -------- |
| Direkt Bild zu diesem Denkmal hochladen | Wegestein                                                         | Alte Straße (Karte)               | 19. Jh.                                        | verkehrsgeschichtlich von Bedeutung. Sandstein, ca. 140 cm hoch, Schrift verwittert, bekrönt. | 08964777 |
| Direkt Bild zu diesem Denkmal hochladen | Wohnhaus                                                          | Bergstraße 1 (Karte)              | um 1800                                        | Obergeschoss Fachwerk, regionaltypische Holzbauweise, baugeschichtlich von Bedeutung. Erdgeschoss massiv, mit hölzernem Eingangshäuschen, Fenster in originaler Größe, sechsfeldrig gesprosste Winterfenster, Fenster Obergeschoss in originaler Größe, aber ohne Sprossung. | 08964784 |
| Direkt Bild zu diesem Denkmal hochladen | Spritzenhaus                                                      | Bergstraße 1a (Karte)             | bez. 1891 im Schlussstein des mittleren Bogens | orts- und sozialgeschichtliche Relevanz. Eingeschossiger massiver Putzbau, mit rotem Backstein abgesetzt (Rahmung der Öffnungen, Traufgesims), drei segmentbogige Öffnungen, Schieferdeckung. | 08964785 |
| Direkt Bild zu diesem Denkmal hochladen | Wohnstallhaus mit Anbau über Eck                                  | Bergstraße 2 (Karte)              | 2. Hälfte 18. Jh.                              | Obergeschoss Fachwerk, u. a. baugeschichtliche Bedeutung. Erdgeschoss massiv, Haustür verändert, aber Erdgeschoss-Fenster mit ursprünglicher sechsfeldriger Sprossung, zwei mit Winterfenster, Giebelseite ausgemauert, Obergeschoss-Fenster in originaler Größe, mit ursprünglicher sechsfeldriger Sprossung, Anbau über Eck Sichtfachwerk, jünger.                                                                                         | 08964781 |
|                                         | Kriegerdenkmal Erster Weltkrieg                                   | Bergstraße 2 (gegenüber) (Karte)  | nach 1918 (Kriegerdenkmal)                     | ortsgeschichtliche Bedeutung, beschrifteter Granitmonolith | 08964782 |
|                                         | Alte Schule                                                       | Bergstraße 4 (Karte)              | bez. 1866 (Zifferblatt der Uhr)                | im Ort singuläre Formensprache und ortshistorische Relevanz. Massiver, zweigeschossiger Putzbau, beide Geschosse Sandstein-Fenstergewände (profiliert), original gesprosst, segmentbogiges Türgewände, altes Türblatt, Eckquaderung, auch des Mittelrisalits im Erdgeschoss, darüber Lisenen, zentrale Turmuhr, Obergeschoss des Turmes mit Rundbogen-Doppelfenstern, alte Dorfschule mit in neoromanischen Turm auslaufendem Mittelrisalit. | 08964783 |
| Direkt Bild zu diesem Denkmal hochladen | Wohnstallhaus                                                     | Bergstraße 9b (Karte)             | bez. 1873 Haustür, wohl aber älter             | Obergeschoss Fachwerk verbrettert, bildprägend und baugeschichtlich von Bedeutung. Erdgeschoss massiv, verändert: Einbruch liegender Fenster, Haustürbereich nicht original, Fenster. Obergeschoss in ursprünglicher sechsfeldriger Sprossung und in originaler Größe, Giebel verbrettert, Satteldach, entscheidende Teile hochgradig ursprünglich erhalten.                                                                                 | 08964789 |
| Direkt Bild zu diesem Denkmal hochladen | Wohnstallhaus und Stallscheune eines Dreiseithofes                | Bergstraße 10 (Karte)             | um 1900                                        | beide Gebäude Obergeschoss Sichtfachwerk, bildprägende Funktion, baugeschichtlich von Bedeutung, im Obergeschoss Fenstergrößen ursprünglich, Sprossung nicht mehr vorhanden. | 08964798 |
| Direkt Bild zu diesem Denkmal hochladen | Wohnstallhaus                                                     | Bergstraße 16 (Karte)             | 2. Hälfte 19. Jh.                              | Obergeschoss Fachwerk verschindelt, Beispiel später regionaltypischer, standardisierter Holzbauweise, baugeschichtlich von Bedeutung. Erdgeschoss massiv, mit Sandstein-Haustürgewänden und Sandstein-Fenstergewänden, alle Fenster in originaler Größe und mit Galgensprossung, flaches Satteldach, Schieferdeckung. | 08964786 |
| Direkt Bild zu diesem Denkmal hochladen | Wohnstallhaus, zwei Seitengebäude und Scheune eines Vierseithofes | Bergstraße 19 (Karte)             | um 1900                                        | Wohnstallhaus Obergeschoss Fachwerk, bemerkenswerte Scheune mit Mansarddach, späte regionaltypische Bauweise, baugeschichtlich von Bedeutung. Wohnstallhaus: Erdgeschoss massiv, Sandstein-Fenstergewände, Haustürbereich verändert, Stall entfernt, Obergeschoss Fenster in originaler Größe, ohne Sprossung, Giebel verkleidet, aufwändige, verbretterte Fachwerkscheune mit Mansarddach, zwei weitere Seitengebäude in Holzkonstruktion.  | 08964791 |
| Direkt Bild zu diesem Denkmal hochladen | Wohnhaus                                                          | Bergstraße 20 (Karte)             | bez. 1876                                      | Obergeschoss Fachwerk, Beispiel später regionaltypischer, standardisierter Holzbauweise, baugeschichtlich von Bedeutung. Erdgeschoss massiv, Sandstein-Fenstergewände, Winterfenster, profiliertes Haustürgewände, Haustür nicht original, Fenster Obergeschoss geringfügig vergrößert, Satteldach, Schieferdeckung, Giebelseite verkleidet.                                                                                                 | 08964787 |
| Direkt Bild zu diesem Denkmal hochladen | Wohnstallhaus und Seitengebäude eines Dreiseithofes               | Bergstraße 24 (Karte)             | 2. Hälfte 19. Jh.                              | beide Gebäude Obergeschoss Fachwerk verbrettert, baugeschichtliche Bedeutung. Erdgeschoss massiv, Fenster ohne Sprossung, aber in originaler Größe. | 08964797 |
| Direkt Bild zu diesem Denkmal hochladen | Wohnstallhaus und Seitengebäude eines Zweiseithofes               | Bergstraße 33 (Karte)             | um 1900                                        | Wohnstallhaus Obergeschoss Fachwerk, Seitengebäude Fachwerk, spätes Beispiel regionaltypischer Holzbauweise, baugeschichtlich von Bedeutung. Erdgeschoss massiv, Sandstein-Fenstergewände, Obergeschoss Fenster in originaler Größe, flaches Satteldach, Schieferdeckung, Giebelseiten beider Gebäude ebenfalls verschiefert. | 08964792 |
| Direkt Bild zu diesem Denkmal hochladen | Wohnhaus                                                          | Bergstraße 35 (Karte)             | um 1800                                        | Obergeschoss Fachwerk verbrettert, baugeschichtliche Bedeutung. Erdgeschoss massiv, mit liegenden Fenstern, altes Haustürgewände, Giebelseite verschindelt, Obergeschoss Fenster in originaler Größe, aber ohne Sprossung, Satteldach, Schieferdeckung. | 08964793 |
| Direkt Bild zu diesem Denkmal hochladen | Wohnhaus eines Zweiseithofes, ohne Anbau                          | Hartmannsdorfer Straße 3 (Karte)  | Kern 18. Jh.                                   | Obergeschoss Fachwerk, bildprägend und baugeschichtliche Bedeutung. Erdgeschoss massiv, teils noch mit Winterfenstern, Giebelfenster aber vergrößert, Obergeschoss Fenster in originaler Größe, Seiten verbrettert, Giebel verschindelt, Satteldach, Schieferdeckung. | 08964779 |
| Direkt Bild zu diesem Denkmal hochladen | Wohnhaus                                                          | Hartmannsdorfer Straße 4 (Karte)  | 1. Hälfte 19. Jh.                              | Obergeschoss Fachwerk verbrettert und verschindelt, u. a. baugeschichtliche Bedeutung. Erdgeschoss massiv, Obergeschoss Fenster in originaler Größe und gesprosst, Satteldach (das des Wirtschaftsteils erhöht), Giebel verschindelt. | 08964778 |
| Direkt Bild zu diesem Denkmal hochladen | Torbogen mit Kämpfer und Schlussstein                             | Hartmannsdorfer Straße 11 (Karte) | bez. 1866 Schlussstein                         | heimatgeschichtlich relevant, Schlussstein bezeichnet „CGW 1866“, 1 m darüber Bekrönung: „Alles mit Gott“. | 08964780 |
| Direkt Bild zu diesem Denkmal hochladen | Wegestein                                                         | Weißeritzstraße (Karte)           | 19. Jh.                                        | verkehrsgeschichtlich von Bedeutung, ca. 120 cm, Sandstein | 08964776 |
| Weitere Bilder                          | Röthenbacher Mühle                                                | Weißeritzstraße 1 (Karte)         | Mühle bez. 1900 (Giebel)                       | Wohnhaus der ehemaligen Röthenbacher Mühle und romanischer Taufstein (aus der ehem. Nothelferkirche in Reichstädt) im Garten des Grundstücks – einziges erhaltenes Gebäude des Mühlenensembles, exponierte Lage. Zweigeschossiger Massivbau mit Satteldach, Mittelbetonung durch Dacherker mit pyramidalem Aufsatz, Sandsteingewände. | 08964758 |

## Ruppendorf
| Bild                                    | Bezeichnung                                                          | Lage                                     | Datierung                                 | Beschreibung | ID       |
| --------------------------------------- | -------------------------------------------------------------------- | ---------------------------------------- | ----------------------------------------- | --- | -------- |
| Direkt Bild zu diesem Denkmal hochladen | Wohnhaus                                                             | Alter Schulweg 1 (Karte)                 | 1. Hälfte 19. Jh.                         | Obergeschoss Fachwerk, baugeschichtlich und sozialgeschichtlich von Bedeutung. Erdgeschoss massiv, Sandstein-Fenster- und -Türgewände, Galgensprossung, Obergeschoss Fachwerk, Fenster erneuert, ohne Sprossung, Rückseite massiv und verändert, ehemals Wohnstallhaus, vermutlich Ausgedinge. | 08964908 |
| Direkt Bild zu diesem Denkmal hochladen | Wohnstallhaus und Scheune eines ehemaligen Dreiseithofes             | Am Mühlgraben 12 (Karte)                 | 2. Hälfte 19. Jh.                         | Scheune Fachwerk, baugeschichtliche Bedeutung, bildprägende Wirkung. Wohnstallhaus: zweigeschossiger massiver Putzbau, Obergeschoss Fenster in originaler Größe, mit Sandsteingewänden, Giebellünette, zum großen Teil keine originale Sprossung, Traufgesims verkröpft, Stallscheune: Erdgeschoss massiv, Obergeschoss Fachwerk, Fenster in Größe und Sprossung original. | 08964911 |
| Direkt Bild zu diesem Denkmal hochladen | Wohnstallhaus und zwei Seitengebäude eines Dreiseithofes             | Am Mühlgraben 27 (Karte)                 | um 1800                                   | Wohnstallhaus Obergeschoss Fachwerk, beide Seitengebäude Fachwerk, bild- und strukturprägend, baugeschichtliche Bedeutung. Wohnstallhaus: Erdgeschoss massiv, Sandstein-Fenster- und -Haustürgewände, Türblatt an Haustür und Stallteil verändert, Obergeschoss Fenster in originaler Größe, Fachwerk an der Langseite verbrettert, schöne Giebelquerstreben, talseitige Stallscheune: Obergeschoss Fachwerk mit originalen Fenstergrößen, Talseite verbrettert, Scheune: preußisches Fachwerk in beiden Geschossen, Fenster in originaler Größe und Sprossung, Satteldach mit Überstand, zwei alte Blitzableiter. | 08964914 |
| Direkt Bild zu diesem Denkmal hochladen | Wohnstallhaus, Seitengebäude und Fachwerkscheune eines Dreiseithofes | Am Mühlgraben 35 (Karte)                 | 2. Hälfte 19. Jh.                         | bildprägend und baugeschichtliche Relevanz. Wohnstallhaus: zweigeschossiger massiver Putzbau, Sandstein-Fenster- und -Türgewände, Türverdachung, Eckquaderung, Fenstersprossung weitgehend im ursprünglichen Sinne, drei alte Blitzableiter, altdeutsche Schieferdeckung, massive Scheune: giebelständig, ansonsten wie Wohnstallhaus, beide Gebäude mit Vierpässen und Drillingsfenster im Giebel, Seitengebäude massiv. | 08964916 |
| Direkt Bild zu diesem Denkmal hochladen | Seitengebäude, Scheune und Trockenmauer eines Dreiseithofes          | Am Mühlgraben 39 (Karte)                 | bez. 1870 (giebelständiges Seitengebäude) | Fachwerkscheune, bildprägende Wirkung und baugeschichtliche Bedeutung. Seitengebäude, massiv, intaktes Wand-Öffnung-Verhältnis, Sandstein-Fenstergewände, alte Sprossung, hinterer Teil verbrettert, korbbogiges Türgewände mit Schlussstein, Scheune: beide Geschosse Fachwerk, Fenster in originaler Größe und Sprossung, bildprägendes Dachhaus in der Mittelachse. | 08964918 |
| Direkt Bild zu diesem Denkmal hochladen | Wohnhaus                                                             | Am Mühlgraben 41 (Karte)                 | um 1850                                   | Obergeschoss Fachwerk, auenbildprägend und baugeschichtlich von Bedeutung. Erdgeschoss massiv, mit Sandstein-Fenstergewänden, Fenster in originaler Größe und Sprossung erhalten, Obergeschoss Fachwerk, Rückseite und eine Giebelseite verkleidet, Satteldach. | 08964917 |
| Weitere Bilder                          | Reste einer Wasserburg mit Bergfried                                 | Beerwalder Straße (Karte)                | 12. Jh.                                   | überörtliche historische Bedeutung. Parkartig angelegt, Ruine eines runden Bergfrieds aus hammerrechtem Schichtenmauerwerk. | 08964900 |
|                                         | Wegestein                                                            | Beerwalder Straße (Karte)                | bez. 1836                                 | verkehrsgeschichtlich von Bedeutung, aus Sandstein, ca. 130 cm hoch, bekrönt und beschriftet. | 08964895 |
| Direkt Bild zu diesem Denkmal hochladen | Ursprünglich erhaltenes Wohnhaus mit Schmiede                        | Beerwalder Straße 1 (Karte)              | letztes Drittel 19. Jh.                   | an bildprägender Stelle, ortsgeschichtliche Bedeutung. Zweigeschossiger verputzter Massivbau, mit flachem, gegiebeltem Mittelrisalit, Dachüberstände mit Anklängen an Schweizerstil, altdeutsche Schieferdeckung, Eckquaderung, Sandstein-Fenstergewände, profiliertes Sandstein-Türgewände, teilweise ursprüngliche Fenstersprossung, Giebel mit Zwillings-Segmentbogenfenster. | 08964896 |
|                                         | Sandstein-Bogenbrücke                                                | Beerwalder Straße 4 (vor) (Karte)        | 19. Jh.                                   | heimatgeschichtlich von Bedeutung, einbogig, Haustein | 08964899 |
| Direkt Bild zu diesem Denkmal hochladen | Brücke (Bachunterführung)                                            | Beerwalder Straße 7 (vor) (Karte)        | 19. Jh.                                   | heimatgeschichtlich von Bedeutung, einbogig, aus Haustein (Sandstein) | 08964901 |
| Direkt Bild zu diesem Denkmal hochladen | Einbogige Brücke                                                     | Beerwalder Straße 9 (vor) (Karte)        | 19. Jh.                                   | heimatgeschichtlich von Bedeutung, Haustein | 08964902 |
| Direkt Bild zu diesem Denkmal hochladen | Wohnstallhaus und zwei Seitengebäude eines Dreiseithofes             | Beerwalder Straße 13 (Karte)             | 2. Hälfte 19. Jh. und danach              | massives Wohnstallhaus, Fachwerk-Seitengebäude, in Struktur und Aussehen erhaltene Hofanlage, baugeschichtliche Bedeutung. Wohnstallhaus: zweigeschossiger massiver Putzbau, Sandstein-Fenstergewände, profiliertes Sandstein-Türgewände, Ecken putzgequadert, Giebel mit Okulus und Segmentbogen-Triplefenster, Sprossung zum großen Teil verloren, neue Schieferdeckung, NW-Scheune: Erdgeschoss teilweise verändert, Stützen mit Kopfstreben, Obergeschoss Fenster in originaler Größe und Sprossung, Satteldach mit Schieferdeckung, dominanter Ladeausleger, 2. Seitengebäude: Erdgeschoss massiv, Obergeschoss Fachwerk, originale Fenstergrößen, Sprossung und Schieferdeckung, drei alte Blitzableiter (Firma Fleming?), Giebel mit Okulus und Segmentbogen-Triplefenster, Nordseite mit Mist-Trockenmauer. | 08964903 |
| Direkt Bild zu diesem Denkmal hochladen | Wohnstallhaus, ohne Anbauten                                         | Beerwalder Straße 31 (Karte)             | um 1800, möglicherweise älter             | Obergeschoss Fachwerk, ältere Generation regionaltypischer Holzbauten, baugeschichtliche Bedeutung. Fachwerk überputzt, Giebelseite massiv, alle Fenster in originaler Größe und Sprossung im originalen Sinne, alter Dachstuhl, Satteldach, Wirtschaftsteil verbrettert. | 08964906 |
| Direkt Bild zu diesem Denkmal hochladen | Zwei Wohnstallhäuser, Seitengebäude und Torbogen eines Vierseithofes | Beerwalder Straße 32 (Karte)             | Türsturz bez. 1734 (FW-Wohnstallhaus)     | ein Wohnstallhaus Obergeschoss Fachwerk, das andere massiv, Fachwerk-Seitengebäude, in der Struktur erhaltener Vierseithof, baugeschichtliche Bedeutung. Massives Wohnstallhaus: zweigeschossiger Putzbau mit Giebelgestaltung durch rundbogige Fenster, Schieferdeckung, profilierte Sandstein-Fenstergewände, Fachwerk-Wohnstallhaus: langgestreckter Bau mit integriertem Wirtschaftsteil, Holzkonstruktion weitgehend erhalten, alte Sprossung, alter Kern, Fachwerk-Seitengebäude: zwei Geschosse Fachwerk, zentrale Ladeluke, Obergeschoss Fenster in originaler Größe und Sprossung. | 08964907 |
|                                         | Kriegerdenkmal I. Weltkrieg                                          | Freiberger Straße (Karte)                | nach 1918                                 | ortsgeschichtliche Bedeutung, ca. 3 m hohe, quadratische Granitsäule mit reliefiertem Kapitell, Eiche, Lindenrondell, eine von ehemals 2 das Denkmal rahmenden Pyramidenpappeln, an der Straße 3 Linden und Hecke. | 08964893 |
|                                         | Mord- und Sühnekreuz                                                 | Freiberger Straße 12 (gegenüber) (Karte) | 15./16. Jh.                               | ortsgeschichtlich von Bedeutung | 08964897 |
| Direkt Bild zu diesem Denkmal hochladen | Ehemalige Schule                                                     | Freiberger Straße 14 (Karte)             | 1879                                      | zentrale Lage, ortshistorische Bedeutung. Zweigeschossiger massiver Putzbau mit leicht vorspringendem Mittelrisalit und zentraler Tür, Tür- und Fenstergewände sowie Ecklisenen aus Sandstein, Türbekrönung, Wandöffnungen original, Fenster erneuert, ohne Sprossung, flaches Walmdach. | 08964909 |
| Direkt Bild zu diesem Denkmal hochladen | Auszugshaus eines Bauernhofes                                        | Freiberger Straße 40 (Karte)             | straßenseitige Fassade bez. 1852          | Obergeschoss Fachwerk, in bildprägender Lage, Form singulär im Ort, sozial- und baugeschichtliche Relevanz. Erdgeschoss massiv auf hohem Sockel, Konstruktion Obergeschoss intakt, verschalt. | 08964922 |
|                                         | Bildstock                                                            | Freiberger Straße 53 (bei) (Karte)       | 15. Jh.                                   | spätmittelalterliches/frühneuzeitliches Monument der Heimatgeschichte, überörtliche historische Bedeutung. Sandsteinsäule, ca. 2 m hoch, mit Bildnische und Nische mit Eisenkreuz, Bildfläche mit Darstellung eines Sämanns ausgefüllt (bezeichnet 1931–31). | 08964921 |
| Direkt Bild zu diesem Denkmal hochladen | Wohnstallhaus (ohne Anbauten) und Seitengebäude                      | Freiberger Straße 54 (Karte)             | Kern 18. Jh., später überformt            | Seitengebäude Fachwerkkonstruktion, exponierte Lage, baugeschichtliche Bedeutung. Wohnstallhaus: Erdgeschoss und Wohnteil nach Überformung massiv, Sandstein-Fenstergewände, Stallteil Fachwerk, Fenster in originaler Größe, zum Teil erneuert, ohne Sprossung, Giebel verbrettert, Dach mit Schieferdeckung, Seitengebäude: sehr klein, Erdgeschoss massiv, hofseitig vorkragendes Obergeschoss in Fachwerk, Fenstergrößen original, Schieferdeckung. | 08964920 |
| Weitere Bilder                          | Dorfkirche Ruppendorf, einschl. Kirchhof                             | Hofweg (Karte)                           | bez. 1674                                 | Dorfkirche Ruppendorf, einschl. Kirchhof, darauf ein Grabmal (Obelisk), sowie Einfriedung – bau- und ortsgeschichtliche Bedeutung. | 08964898 |
| Direkt Bild zu diesem Denkmal hochladen | Pfarrhaus und Seitengebäude                                          | Paulsdorfer Straße 1 (Karte)             | 1858                                      | Pfarrhaus und Seitengebäude, mit Einfriedung und Torpfosten – Seitengebäude Fachwerk,baugeschichtliche und ortshistorische Bedeutung. Pfarrhaus: zweigeschossiger massiver Putzbau, Sandstein-Fenster- und -Türgewände, Fenster in originaler Größe erhalten, flacher Mittelrisalit, Ecklisenen geputzt, Türgewände profiliert, mit Verdachung, Türblatt original, Satteldach mit Fledermausgaupen, Okulus und verdachtes Zwillingsfenster im straßenseitigen Giebel, Seitengebäude: Erdgeschoss massiv, zum Teil verändert, Obergeschoss Fachwerk, zum Teil verbrettert, zwei alte Blitzableiter. | 08964923 |

## Ausführliche Denkmaltexte
1. 1 2 3 4 5 6  
Talsperre Klingenberg – erstes in Sachsen verwirklichtes Werk des späteren Dresdner Stadtbaurats Hans Poelzig, Umsetzung architektonischer Reformbestrebungen in einer technisch geprägten Bauaufgabe, eine der bedeutendsten Talsperren Deutschlands. Die Talsperre entstand auf der Grundlage eines 1908 durchgeführten Architekturwettbewerbes für die Gestaltung der Weißeritztalsperren Klingenberg und Malter. Der Entwurf des Wettbewerbssiegers, des damals in Breslau lehrenden Hans Poelzig, wurde für die Talsperre Klingenberg verwendet, der Entwurf des dritten Preisträgers, des Dresdner Architekturbüros Lossow und Kühne, für die Talsperre Malter. Außer für Klingenberg und Malter wurde im Deutschen Kaiserreich nur noch für eine weitere Staumauer, die Möhnetalsperre, ein Architekturwettbewerb durchgeführt. Poelzig entwarf für Klingenberg auch Wärterhaus, Turbinenhaus und den ersten Bauabschnitt der Filteranlage. Vermutlich geht der Entwurf für den Mitte der 1920er Jahre ausgeführten zweiten Bauabschnitt der Filteranlage ebenfalls auf Poelzig zurück.
2. 1 2  
Einzeldenkmale Teilabschnitt Klingenberg:
  - Absperrwerk (westlicher Teil): Gewichtsstaumauer mit gekrümmter Achse, Bruchsteinmauerwerk aus Freiberger Grauem Gneis, auf der Luftseite stark bossiert, Mauerkrone begehbar mit beidseitig gemauerter Brüstung (Abdeckplatten erneuert), Abdichtung der Staumauer 2009-2011.
  - Hochwasserentlastungsanlage (westlicher, größter Teil): mit Überlaufbecken südwestlich der Staumauer, mit 150 m langer ausgemauerter Kaskade, an deren unterem Ende bruchsteinverkleidete Brücke, ehemals mit gemauerter Brüstung, heute mit Metallgeländer, im Mauerscheitel der Staumauer wasserseitig halbrunder Schieberschacht, luftseitig bekrönender, giebelartiger Aufbau, dessen fünf Rundbögen auf Lisenen ruhen, die aus der gekrümmten Mauer emporwachsen, ein Tonnengewölbe, das den Aufbau mit rückwärtigem Schieberschacht verbindet, trägt eine Aussichtsplattform, zu Füßen der Mauer längliches, halbrund abschließendes Schieberhaus mit Halbkreisfenstern und gemauertem Tonnendach (sog. Schildkröte).
  - Wärterhaus (Nummer 1) am westlichen Ende der Staumauer: zweigeschossiger Putzbau, Walmdach mit einer über das erste Stockwerk heruntergezogenen Biberschwanzdeckung, auf der Ostseite ein Ziergiebel ausgespart, nach 1990 wurde der Bau saniert (Wärmedämmung, glänzende Dachziegel, Plaste-Fenster).
  - Turbinenhaus (Nr 4): zweigeschossiges Wohn- und Verwaltungsgebäude, dem ein eingeschossiger Turbinensaal angefügt ist, beide Bauteile mit verschiefertem Walmdach, rundum bruchsteinverkleidet, Rundbogenfenster im Erdgeschoss, originale Holzfenster noch erhalten, zwei gleiche Maschinensätze, bestehend aus je einer Francis-Spiralturbine der Firma Voith, Heidenheim mit liegender Welle und direkt gekuppeltem Generator der Firma Sachsenwerk, Dresden-Niedersedlitz mit einer Leistung von 550 kVA sind noch in Betrieb. Von den zwei Anlagen wird im Normalfall nur eine betrieben. Der Wechsel erfolgt im vierteljährlichen Zyklus.
  - Filteranlage (Nummer 3): zwischen einem zweigeschossigen und einem dreigeschossigen Maschinen- und Wohnhaus mit ehemals verschiefertem Walmdach liegt ein langgestreckter, eingeschossiger, in den Hang hineingeschobener Bauteil mit Reinwasserbehältern, der ein begrüntes Dach besitzt, alle sichtbaren Mauern sind bruchsteinverkleidet, Rundbogenfenster im Erdgeschoss und ersten Obergeschoss, Plaste-Fenster.
3. ↑  
Ehem. Rittergut Klingenberg
  - Herrenhaus – nach Dehio: „Seit 1553/56 über mehrere Jahrhunderte gewachsene und mehrfach veränderte Gesamtanlage am Hang der Wilden Weißeritz, im Wesentlichen bestehend aus dem ehem. Herrenhaus von 1682 und Wirtschaftsgebäuden, 1739 Errichtung eines weithin sichtbaren Turms, 1875 Bau eines Seitenflügels. 1901 Umbau des Herrenhauses mit Seitenflügel zum Waisenheim, ab 1952 Um- und Neubauten der Wirtschaftsgebäude, 1956 Dachgeschossausbau des Herrenhauses. 1972 Abriss des Turmes. – Herrenhaus: verputzter Bruchsteinbau über L-förmigem Grundriß, dreigeschossig mit steilem Walmdach und Hechtgaupen. Zur Hofseite dreigeschossiger, polygonaler Wendelstein mit Zeltdach. Der Seitenflügel langgestreckt und zweigeschossig. – Im Keller Tonnengewölbe, im Erdgeschoss Kreuzgratgewölbe und im 1. Obergeschoss barocke Stuckdecken, diese überwiegend schlicht und zum Teil in schweren Formen, im ehem. Festsaal reicher (seit 1956 Zwischendecke).“
  - Besitzer: nach 1736 Chursächsischer Konferenzminister Bernhard Graf von Zech (1681–1748).
  - Garten – Lage: im Osten und Norden des Herrenhauses.
    - Bodenrelief: Terrassierung, obere Gartenebene, Terrassenanlage mit bastionsartigem Aussichtspunkt und zwei schmalen Terrasse, untere Gartenebene, Stützmauern aus Bruchsteinmauerwerk (Trockenmauern), Treppen aus Sandstein.
    - Garteneinfriedung: Tor mit Torbogen vom Hof zu der oberen Gartenebene.
    - Gartenbauten: bastionsartiger Aussichtspunkt, Treppenanlage mit zweiläufiger Treppe von der Exedra zu den schmalen Terrassen, von diesen je eine Treppe zur unteren Gartenebene, weiter hinabführend zwei kleine Treppen nach Norden.
    - Gehölze: Blutbuche südlich und Kastanie östlich des Herrenhauses.

  - Parkanlage – Lage: im Norden des Gebäudeensembles und Gartens.
    - Bodenrelief: im Norden des Herrenhauses langgestreckte schmale Terrasse und Stützmauer aus Bruchsteinmauerwerk (Trockenmauern), anschließend Hang nach Norden abfallend, am Hangfuß Stützmauer aus Bruchsteinmauerwerk (Trockenmauer).
    - Gehölze: Solitärbäume (Hänge-Buche im Norden des Herrenhauses, eine Buche, eine Eibe, eine Kastanie und zwei Linden am oberen Rand des Hanges der Weißeritz), eine Reihe von fünf Kastanien an der nordwestlichen Zufahrt.
4. ↑  
Denkmaltext: Wohnstallhaus und zwei Seitengebäude eines kleinen Häusler-Dreiseithofes der gegen 1800 gegründeten Aussiedlung Neuklingenberg, vor allem baugeschichtliche Bedeutung. Wohnstallhaus: zweigeschossig, Erdgeschoss massiv, Satteldach.

Das Häuslerhaus hat ein massives Erdgeschoss, im Haustürsturz ist die Jahreszahl 1859 zu erkennen. Die hölzernen Fenster im Erdgeschoss sind traditionell zweiflügelig und sechsfeldrig. Den meisten von ihnen sind sechsfeldrige Winterfenster vorgesetzt (Stand:2000). Fenster und Haustür haben Sandsteingewände. Das Obergeschoss weist eine Fachwerkkonstruktion mit Lehmgefachen auf und ist teils verbrettert, teils verschiefert. Der Giebel der Wetterseite hat eine neue Verbretterung erhalten, die der historischen angeglichen wurde. Das Gebäude hat ein etwa 50 Grad geneigtes Satteldach ohne Aufbauten. Innen wird das Erdgeschoss, wie bei dieser Baugattung im mitteldeutschen Raum üblich, durch einen quer zum First laufenden Flur erschlossen, der Wohn- und Stallteil trennt und die typische Dreizonigkeit bewirkt. Es finden sich hölzerne Füllungstüren mit alten Schlössern. Der Stallteil geht in seiner heutigen Erscheinungsform auf einen Umbau zurück, seine Decke ist mit preußischer Kappe gewölbt. Der einfach stehende Dachstuhl ist durch die Entfernung von Teilen lädiert, ansonsten ist das Gebäude, wie der ganze kleine Hof, zwar einfach, jedoch hochgradig authentisch und damit bereits von Seltenheitswert.
5. ↑  
Evangelische Pfarrkirche. Auf einer Anhöhe liegende Saalkirche von 1742, Restaurierungen 1992.
Verputzter Bruchsteinbau mit steilem Satteldach. Am geraden Ostschluss Sakristeianbau, quadratischer
Westturm mit achtseitigem Glockengeschoss und schlanker, schön geschweifter Haube.
Flachgedeckter Emporensaal, barocke doppelgeschossige Emporen im Norden und Süden, im Westen
Orgelempore.
  - Kirche: Bruchsteinbau mit steilem Satteldach, am geraden Ostschluss Sakristeianbau, quadratischer Westturm mit achtseitigem Glockengeschoss und schlanker, schön geschweifter Haube, zwei figürliche Sandsteinplatten an der Westseite des Saales: für Pfarrer M. Martin Linke, in Amtstracht mit Buch und Schild (gest. 1633), für einen Herrn von Miltitz, der Verstorbene in voller Rüstung mit gefalteten Händen vor dem Kreuz kniend, 1. Hälfte 17. Jh.
  - Ausstattung: Barocker Portikuskanzelaltar aus Holz mit reichem Ornament, farbig gefasst. – Kelchförmige Sandsteintaufe, mit Wappen von Theler, von Mergenthal und von Döben, am Becken drei unbezeichnet, von Genien gehaltene Tafeln, darum flaches Rollwerk, vermutlich von dem Freiberger Meister Samuel I. Lorentz, E. 16. Jh. – In der Turmvorhalle Renaissance-Weihwasserbecken erhalten. – Im Orgelgehäuse von Joh. Jac. Donati von 1724 eine Jehmlich-Orgel von 1950, erhalten der schöne Rokoko-Prospekt. Zwei figürliche Sandsteingrabplatten an der Westseite des Saales: für Pfarrer M. Martin Linke, in Amtstracht mit Buch und Schild († 1633), für einen Herrn von Miltitz, der Verstorbene in voller Rüstung mit gefalteten Händen vor dem Kreuz kniend, 1. H. 17. Jh. (Dehio Sachsen I, 1996).
  - Kirchhof: Einfriedung: Einfriedungsmauer aus Bruchsteinmauerwerk mit Sandsteinabdeckplatten, West-Tor aus Sandsteinquadern und zwei neuen Torflügeln aus Holzlatten, NW-Tor mit zwei Pfeilern aus Sandsteinquadern sowie Sandsteinsockel und Abdeckplatten aus Sandstein.
  - Gehölze: zwei Solitärbäume (eine Linde an der nordöstlichen Einfriedungsmauer im Osten des Kirchhofs, eine Linde am NW-Tor auf dem Kirchhof), zwei Torbäume (Koniferen) am West-Tor auf dem Kirchhof.
  - Grabstätten: Grabstätte Schubert, um 1915, u. a. Carl Eduard Schubert, Gutsbesitzer 1853-1915. Granitwand mit geschwungener Bekrönung in Form eines Tuches, darunter Kranz mit griechischem Kreuz, Jugendstileinfluss. Text: „Daheim / Ruhestätte der Familie Schubert / Des Herrn Wille geschehe“.
  - Kriegerdenkmal Erster Weltkrieg: Relief an der Nord-Fassade der Kirche.
  - Soldatengrab: Rote Armee, Grabmal mit Stern und Inschrift: „Hier ruhen / elf Kameraden / der Roten Armee / 1945“. Sowjetisches Gemeinschaftsgrab, Friedhof. In zwei Grabstätten ruhen elf Soldaten, die im April 1945 in der Gemeinde und in der Umgebung gefallen sind. Zwischen den beiden Grabstätten Gedenkstein mit ehrender Inschrift. Material: Granitfindling, Höhe ca. 190 cm, errichtet: 1948/49.
6. ↑  
Evangelische Pfarrkirche Colmnitz. 
  - Saalkirche: auf einer Anhöhe liegend, mit hohem, massigem Westturm. Umbau der wohl urspr. gotischen Kirche 1780, das Innere 1925 und 1971 modern erneuert. Verputzter Bruchsteinbau mit geradem Ostschluss und steilem Satteldach. Der quadratische Turm mit geschweifter Haube. Das Portal, mit gesprengtem Dreieckgiebel und kleinem Obelisk, bezeichnet 1780, im Inneren Spiegelgewölbe. Von der urspr. Ausstattung nur noch die Sandsteintaufe mit spätgotischem Maß- und Astwerk erhalten. Eule-Orgel von 1928 (Dehio Sachsen I, 1996).
  - Kirchhof – Grabstätte Aehlig: Wilhelm Hermann Aehlig, Stuhlfabrikant, 1854-1923, und weitere zehn Mitglieder der Familie, Wandgrab mit erhöhtem Mittelteil, von Sandsteinornament bekrönt. Über der mittleren Schrifttafel ruhender Engel, 1920er Jahre.
  - Trauerhalle: kleiner eingeschossiger massiver Putzbau.
  - Einfriedung: südöstliche Einfriedungsmauer (Stützmauer mit Brüstungsmauer) aus Bruchsteinmauerwerk (Innenseite verputzt), am SW-Ende der südöstlichen Einfriedungsmauer Pforte mit Treppe (4 neue Sandsteinstufen) und zwei Pfeilern aus Sandsteinquadern gemauert mit Abdeckplatten aus Sandstein, südwestliche Einfriedungsmauer (Stützmauer mit Brüstungsmauer) aus Bruchsteinmauerwerk mit Abdeckplatten aus Sandstein (Innenseite verputzt, Außenseite des nordwestlichen Abschnitts verputzt), West-Ecke der Einfriedungsmauer abgewinkelt und am oberen Rand ein Sandstein mit der Jahreszahl „1882“, abgetreppte nordwestliche Einfriedungsmauer (Stützmauer und Brüstungsmauer) aus größtenteils verputztem Bruchsteinmauerwerk mit Abdeckplatten aus Sandstein, am SW-Ende der nordwestlichen Einfriedungsmauer am oberen Rand der Mauer ein Sandsteinband mit der Inschrift „Auf des Herrn Ruf sind wir gekommen“, an der Straße „Sonnenhang“ NW-Tor in der hier unterbrochenen nordwestlichen Einfriedungsmauer (auf den beiden mit Sandsteinquadern abschließenden Enden der Mauer je ein aufgesetzter Pfeilerkopf aus Sandsteinquadern mit Abdeckstein aus Sandstein, zwischen Mauer und Pfeilerkopf die durchgehende Abdeckplatte der Mauer, Sandsteinschwelle, zwei neue Torflügel aus Metall, auf dem Kirchhof rechts und links des Tores neu gesetzte Stützmauern).
  - Erschließung: an der Süd-Ecke der Einfriedungsmauer über die Treppenanlage des Gedenkplatzes des Kriegerdenkmals zu der Pforte, von der „Unteren Hauptstraße“ über einen nordwestlichen Zugangsweg mit Treppe zum NW-Tor, auf dem Kirchhof ein Hauptweg vom NW-Tor zum Kirchenportal und nach Osten abschwenkend über den Kirchhof und Friedhof bis zum SO-Tor des Friedhofs.
  - Bodenrelief: Stützmauern als Einfriedungsmauern.
  - Gehölze: am oberen SO-Ende des nordwestlichen Zugangsweges ein Solitärbaum (Esche?), Koniferen im NW-Bereich des Kirchhofs
  - Ausstattung: Bank mit gusseisernem Gestell, Blickbeziehung: vom nordwestlichen Zugangsweg zum Kirchturm, von der Straße „Sonnenhang“ zur Kirche, Soldatengrab des Zweiten Weltkrieges im NO der Kirche.
  - Friedhof (Kirchhof erweitert zum Friedhof)
  - Einfriedung: im NO, SO und SW auf der Innenseite verputzte Einfriedungsmauer mit Sandsteinabdeckplatten, SO-Tor mit zwei Radabweisern aus Sandstein und zwei aus Sandsteinquadern gemauerten Pfeilern mit Abdeckplatten aus Sandstein sowie zwei neuen Torflügeln aus Metall.
  - Erschließung: von Osten über den Hauptweg vom Kirchhof, von der Bahnhofstraße durch das SO-Tor, NW-SO-Wegeachse auf dem Friedhof, Wege parallel zu den Einfriedungsmauern.
  - Bodenrelief: Stützmauer als südwestliche Einfriedungsmauer.
  - Gehölze: Allee an der NW-SO-Wegeachse (scheinbar abgestorbene Bäume, 16 Rotdorn), wenige alte Koniferen im SO-Bereich des Friedhofs.
  - Blickbeziehung: mehrfache Sichtbezüge vom Hauptweg und den Wegen parallel zur Einfriedungsmauer zur Kirche, von Koniferen gerahmter Blickbezug vom Hauptweg zum Kirchturm.
7. ↑  
Denkmaltext

Das Mühlenanwesen am Colmnitzbach, die sog. „Werthschützmühle“ (nach dem langjährigen Betreiber), setzt sich heute noch zusammen aus einem zweigeschossigen älteren Gebäude datiert 1779, dessen Obergeschoss einst eine Fachwerkkonstruktion aufwies, und einem in den 1930er Jahren entworfenen, 1948/9 fertig gestellten Anbau, der bis heute die Mühlenfunktion innehat. Am Altbau befindet sich auf der nördlichen Giebelseite ein eingemauerter Stein mit der Jahreszahl 1821, auf der östlichen, zum Colmnitzbach gewandten Seite ein Stein „1778“. Das heute entkernte Gebäude war bis zum Zweiten Weltkrieg die Mühle. In ihr befanden sich Walzenstühle. Der womöglich in seinem Ursprung bis auf das 18. Jh. zurück gehende Bau war ein Wohnmühlenhaus. Bis zur Integrierung einer Bäckerei 1924 (bis 1948) hatte es eine weiche Deckung. Auf der Westseite befand sich, wie alte Aufnahmen zeigen, die Haustür, gerahmt von einem Gewände mit Korbbogenabschluss inklusive Schlussstein. Die Fenster sind weitgehend heute zugesetzt, ihre Gewände aber großteils erhalten. 1922 wurde die Mühle von zwei (heute nicht mehr vorhandenen) Wasserrädern getrieben, eines für Schneide-, das andere für die Mahlfunktion.

Die neue Mühle, entworfen vom Dresdner Architekten Kurt Freyer, wurde 1938 begonnen, war aber erst zehn Jahre später fertig. 1949 wurde der Betrieb aufgenommen. Das Gebäude, das eine 1920er-Jahre-Architektur hat, ist massiv, dreigeschossig und mit einem recht steilen (über 55 Grad) Satteldach, mit einer Schleppgaupe auf jeder Seite, versehen. Das Traufgesims ist verkröpft, die Geschosse optisch durch Gurtgesimse geteilt. Die Fenster der drei (Giebelseite) und vier Achsen haben zwei Drehflügel, die jeweils dreigeteilt sind. Das Gebäude überragt den Altbau um fast die Hälfte und ist dadurch auch im Dorfkontext signifikant. Erhalten hat sich im neueren Gebäude ein Walzenstuhl der Firma Seck Mühlenbau, der sogar älter als dieses sein könnte. Die Transmission stammt von 1949. Baugeschichtliche, technikgeschichtliche und ortsgeschichtliche Bedeutung.
8. ↑  
Denkmaltext

Ehemaliger Gasthof (nach 1800) mit massivem Anbau (2. H. 19. Jh.), der ältere, traufständige Teil mit massivem, teilweise verändertem Erdgeschoss, darunter zwei Bruchstein-Tonnengewölbe, Oberstock zweiriegeliges Fachwerk mit Streben, mit Eternit verkleidet, hier erschließt ein Gang in der Längsmittelachse die beidseitig abgehenden Kammern, Fenster sechsfeldrig geteilt und in ursprünglicher Größe (2001), steiles Satteldach mit Schieferdeckung ohne Ausbauten, der massive giebelständige Anbau in der Fassade reduziert, aber mit erhaltenem verkröpften Traufgesims, das Anwesen war vor ca. hundert Jahren das „Restaurant und Geschäftshaus v. Reinhard Dietz Ober-Colmnitz“. Nebenan (Nr. 26) befindet sich das Gebäude einer ehemaligen Stellmacherei. Neben seiner baugeschichtlichen Bedeutung als Zeugnis der regionaltypischen ländlichen Bauweise hat das Anwesen ortsgeschichtliche Relevanz als nach Auflösung des Privilegs der Schankgerechtigkeit entstandene Gaststätte, als ein sozialer Kristallisationspunkt des Ortes.
9. ↑  
Denkmaltext

Wohnstallhaus, um 1800 als Häuslerhaus in der Aue entstanden, verputztes Feldstein-Erdgeschoss mit Mauern von ca. 55 cm Stärke, in denen sich Sandstein-Tür- und Fenstergewände befinden. Erhalten haben sich alte Kastenfenster (2001). Oberstock als Fachwerkkonstruktion mit Lehmgefachen, regionaltypisch mit Kriecher-Decker brettverschalt, originale Fenstergrößen, lediglich die nördliche Giebelseite ist als Wetterseite vor längerer Zeit massiv ersetzt worden. Das Satteldach ist ohne Ausbauten, ein traditionelles, schiefergedecktes Kaltdach mit liegendem Dachstuhl und Windverband. Innen (auch von außen nachvollziehbar) die für das Mitteldeutsche Wohnstallhaus typische Dreiteilung des Grundrisses in Wohnteil, Flur und Wirtschaftsteil, später ist noch ein Scheunenteil angefügt worden. Im Berg Bruchsteintonne, im Flur als Rarität noch eine Räucherkammer. Baugeschichtliche und sozialgeschichtliche Bedeutung, außerdem gibt die Position des Gebäudes Aufschluss über die Ortsentwicklung, hoher Dokumentationswert durch Authentizität.
10. ↑  
Denkmaltext: Das sog. Weidegut bildet den optischen Abschluss des Waldhufendorfes Colmnitz, außer seiner stark bildprägenden Funktion ist es durch seine erhaltene Vierseitigkeit auch von struktureller Bedeutung. Die baugeschichtliche Relevanz besteht darin, dass der Hof in noch hohem Maße charakteristische Formen und Materialien der regionaltypischen Volksbauweise seiner Entstehungszeit aufweist. Das älteste heute sichtbare Gebäude des wohl schon im Spätmittelalter vorhandenen Anwesens ist das Wohnstallhaus der NW-Seite, das überwiegend nach 1800 entstanden sein dürfte. Das Erdgeschoss ist mit Bruchsteinmauerwerk aufgeführt, die Öffnungen sind großteils mit Natursteingewänden versehen. Der Stall, der weit über die Hälfte der Grundfläche einnimmt, ist dreischiffig und weist 2x3 Steinsäulen mit Kapitellen auf, die ein Gewölbe mit böhmischen Kappen tragen (ca.1850). Der Grundriss des Erdgeschosses zeigt die für das sächsische Bauernhaus typische Dreizonigkeit aus Wohnteil, Flur und Wirtschaftsteil. Im Fachwerk-Obergeschoss, das innen durch eine gewendete Steintreppe erschlossen wird, erkennt man einen ebenfalls typischen Grundriss: durch einen Gang in der Längsmittelachse findet der Zugang zu den Kammern beiderseits statt. Das Dach wurde bei einem Sturm im Winter 1988/89 zerstört und ist inzwischen erneuert (2011). Durch einen Torbogen (bezeichnet 1876) ist das Wohnstallhaus mit einem etwas jüngeren Gesindehaus (SW) verbunden, das ebenfalls einen Fachwerkoberstock über massivem Erdgeschoss aufweist. Sein Giebel ist massiv ersetzt (1876?). Alte Dielung ist im Haus erhalten, der ehemalige Stallteil ist verändert, wenn auch dessen kleine liegende Fenster beibehalten worden sind. Das Stallgebäude im SO (bezeichnet1889) und die große Scheune im NO (1925) komplettieren den Hof.
11. ↑  
Sachgesamtheit Friedhof Höckendorf
  - Friedhof: 1844 angelegt
  - Einfriedung: im NO, SW und NO Einfriedungsmauer aus Bruchsteinmauerwerk und z. T. auch Ziegelmauerwerk mit Sandsteinabdeckplatten (Innenseiten verputzt, Außenseiten unverputzt), im SO Einfriedungszaun mit Sandsteinpfeilern (mit profilierten Abdeckplatten aus Sandstein), Sandsteinsockel und schmiedeeisernen Zaunfeldern, in der Mitte der südöstlichen Einfriedung zurückgesetztes Tor mit zwei nach außen konvex verlaufenden kurzen Mauerabschnitten aus Bruchsteinmauerwerk mit Abdeckplatten, zwei konisch sich nach oben verjüngenden Torpfeilern aus Sandsteinmauerwerk und zwei schmiedeeisernen Torflügeln, in der Mitte der südwestlichen Einfriedung neues Tor zur neuen Feierhalle außerhalb des Friedhofs
  - Erschließung: kleiner Vorplatz vor dem SO-Tor, auf dem Friedhof halbkreisförmiger Platz am SO-Tor, Wegekreuz mit NO-SW-Längsachse und SO-NW-Querachse, im Zentrum des Wegekreuzes ein Ringweg, parallel zur Einfriedung verlaufende Wege
  - Gehölze: Torbäume (2 Linden) auf dem Friedhof rechts und links des SO-Tores, 8 Baumstandorte an der Außenkante des Ringweges (Stubben vorhanden, Nachpflanzung von Blaufichten erfolgte neben den alten Standorten)
  - Steinkreuz: Sandstein, 1899 errichtet von Bildhauerei und Steinmetzgeschäft Stoll, Emmrich & Neubert in Freiberg, steht im Westen des zentralen Kreises, Sockel mit Inschrift auf der Ostseite: „Ich bin die Auferstehung / und das Leben“.
12. ↑  
Kirchhof Höckendorf:
  - Einfriedung: im SO, SW und NW Einfriedungsmauer aus Bruchsteinmauerwerk mit Sandsteinabdeckplatten (Innenseite verputzt), im Osten Stützmauer mit aufgesetztem schmiedeeisernen Zaun, an der West-Ecke des Kirchhofs Tor mit zwei Sandsteinpfeilern mit profilierten Abdeckplatten aus Sandstein und zwei schmiedeeisernen Torflügeln, in der südöstlichen Einfriedungsmauer Pforte mit zwei schmiedeeisernen Türflügeln, an der Nord-Ecke Tor mit in das Geländes des Kirchhofs eingeschnittenem Weg
  - Erschließung: im Osten und Westen je ein Zugangsweg zu je einem Tor des Kirchhofs, Weg parallel zur nordwestlichen Einfriedungsmauer
  - Bodenrelief: von NO nach SW ansteigendes Gelände, an der NO-Grenze ist das höher gelegene Terrain des Kirchhofs durch eine Stützmauer abgefangen, im SW der Kirche eine Böschung zu dem höher liegenden SW-Bereich des Kirchhofs, eingeschnittener Weg im NO, Wasser: Handschwengelpumpe im NO des Kirchhofs
  - Gehölze: im SO des Kirchhofs Solitärbaum (Eiche), rechts und links des eingeschnittenen Weges im NO des Kirchhofs je ein Stubben, im Norden des östlichen Zugangsweges Baumreihe mit drei Reformationseichen (1817 gepflanzt)
  - Grabanlagen an der Kirchwand:

  1. Grabmal einer Pastorenfamilie, wahrsch. 2. H. 18. Jh., an der Kirchwand, flacher Obelisk mit Rankenwerk und Bekrönung
  2. Grabplatte für Johann Gotthelf Bretschneider und seine beiden Freunde, 1808? Sandsteinrelief aufgeschlagenes Buch
  3. Grabmal für Johanna Sabina(?) geb. Richter, 18. Jh., Sandsteinkreuz mit Kartusche, flankiert von zwei Putti,
  4. Grabmal der Familie Krug (?), um 1800, drei Urnen auf Postament, Sandstein

  - Gedenkstein für die Baumpflanzung zum 50-jährigen Militärjubiläum König Alberts (1893) nahe dem unteren Eingang des Kirchhofs.
13. ↑  
Pfarrhaus Höckendorf
  - Geschichte: Pfarrhaus 1698 gebaut (nach Abriss des Vorgängerbaus aus der Zeit vor der Reformation), Schieferdach 1875 (davor Strohdach), Substitutenhaus 1869 abgebrochen, Teil des Stallgebäudes nach 1869 (vor 1897) abgebrochen
  - Pfarrhaus: Erdgeschoss massiv, Sandstein-Fenstergewände, hölzernes Eingangshäuschen ca. 1900, Giebel verschiefert (straßenseitig verbrettert), Langseite Sichtfachwerk mit Aufbretterung, Fenstergrößen original, Satteldach verschiefert, drei alte Blitzableiter
  - Fachwerkscheune: Schieferdeckung, Feldsteinmauer zum Teil über 2 m hoch, rundbogiges Tor mit Schlussstein
  - Pfarrhof – Enfriedung: im Norden Scheune und südliche Mauer mit drei Türen als Reste eines abgerissenen Nebengebäudes, im Osten Westgiebel des Pfarrhauses, im Süden parallel zum östlichen Zugangsweg zum Kirchhof Einfriedungsmauer aus Bruchsteinmauerwerk mit Abdeckplatten aus Sandstein, im Westen zum Kirchhof und Pfarrgarten Einfriedungsmauer aus Bruchsteinmauerwerk mit Abdeckplatten aus Sandstein, in der südlichen Einfriedungsmauer eine Pforte mit einer Treppe zum Pfarrhaus und eine Pforte zum Pfarrhof, in der westlichen Einfriedungsmauer Torbogen zur westlichen Zufahrt
  - Vegetationsflächen und Gehölze: Hofbaum (Rosskastanie) im Hof, eine Gartenfläche im SW des Pfarrhofs auf dem Standort eines ehemaligen Gebäudes (das sog. Substitutenhaus, 1869 abgerissen), hier ein Haselnussstrauch und Ziersträuchern, mit Buchsbaum eingefasste Blumenrabatte an der Südfassade des Pfarrhauses, Fläche des ehem. Blumengartens im Osten des Pfarrhauses mit Rhododendron, Scheinqitte, Holunder und Wildem Wein
  - Befestigte Flächen: Plattenfläche aus Sandsteinplatten am Eingang des Pfarrhauses, Schotterrasen (neu) auf der Hoffläche
  - Pfarrgarten – Gartenteile:

  1. Ziergarten im SO und Osten des Pfarrhauses,
  2. parkartiger Bereich im Norden des Pfarrhauses oberhalb der östlichen, Einfriedungsmauer,
  3. Gemüsegarten ungefähr in der Mitte an der NW-Grenze,
  4. Obstwiese im Westen,

  - Einfriedung: zur tiefer liegenden Tharandter Straße östliche Einfriedungsmauer als Stützmauer aus Bruchsteinmauerwerk mit Abdeckplatten aus Sandstein, an der SO-Ecke Stützmauer mit aufgesetzten Sandsteinzaunpfeilern und Lattenzaun, im SW und NW Sandsteinzaunpfeiler als Reste eines Einfriedungszaunes (im NW z. T. mit Zaunfeldern aus Latten)
  - Erschließung: von Westen über die westliche Zufahrt, vom Pfarrhof durch den Torbogen der westlichen Einfriedungsmauer des Pfarrhofs und durch zwei Türen in der stehen gebliebenen Südmauer des ehem. Stallgebäudes
  - Gehölze: im Ziergarten Rhododendron, im parkartigen Bereich 3 Linden, Kiefer, Haselnüsse, Bergahorn, Weide und Prunus, im Obstgarten Apfelbäume, Birnbäume, Pflaumenbäume, an der südwestlichen Grenze ca. 7 Eichen, 2 Linden, 5 Haselnuss, 1 Holunder, 1 Weißdorn, an der nordwestlichen Grenze Baumreihe von 10 Eichen. Die Obstbaumkultur hatte hier bereits seit dem 16. Jahrhundert einen großen Stellenwert. Auf Martin Künzelmann (Pfarrer in Possendorf und Döhlen) soll die Einführung der Obstbaumzucht in dieser Gegend zurückgehen. Um 1900 wurden im Höckendorfer Pfarrgarten 200 Obstbäume gezählt. Ausführliche Listen weisen den Obstbaumbestand von 1934 und 1953/1954 nach. 1934 lassen sich mehr als 40 Obstsorten nachweisen. 1940 zählte man 120 Bäume. Trotz vielfacher Nachpflanzungen reduzierte sich Zahl der Bäume und damit der Vielfalt der Obstsorten immer mehr.
14. 1 2  
Einzeldenkmale Teilabschnitt Obercunnersdorf: 
  - Absperrwerk (östlicher Teil): Gewichtsstaumauer mit gekrümmter Achse, Bruchsteinmauerwerk aus Freiberger Grauem Gneis, auf der Luftseite stark bossiert, Mauerkrone begehbar mit beidseitig gemauerter Brüstung (Abdeckplatten erneuert), Abdichtung der Staumauer 2009-2011.
  - Hochwasserentlastungsanlage (östliche Begrenzung): in der Gemarkung Obercunnersdorf nur die östliche Begrenzung sowie ein kleiner Teil des Überlaufgrabens der Hochwasserentlastungsanlage, ursprünglich am östlichen Ende der Staumauer (Gemarkung Obercunnersdorf) befindliches Schieberhaus für den Umlaufstollen in den 1930er Jahren abgebrochen, Schieberschacht und Umlaufstollen 2011 abgebrochen, bruchsteinverkleidetes Portal als Relikt des ehemaligen Schieberschachtes zum Umlaufstollen am südöstlichen Ende der Staumauer belassen.
15. ↑  
Evangelische Pfarrkirche Pretzschendorf. Bedeutender Zentralbau in Form eines langgestreckten Achtecks (Vorbild für die Kirchen in Lohmen, Landkreis Sächsische Schweiz, und Uhyst am Taucher, Gemeinde Burkau, Landkreis Bautzen). 1732/33 nach dem Entwurf von Johann Christian Simon (1687–1760) aus Dresden als Ersatz für den zu kleinen und baufälligen, dem hl. Nikolaus geweihten Vorgängerbau. Restaurierungen 1933 und 1966–72. Wuchtiger, quadratischer Turm mit achteckigem Glockengeschoss und Welscher Haube an der Nordseite, bezeichnet 1734, Sakristei an der Südseite, vorgelagerte Treppenhäuser an der Ost- und Westseite. Lange Fensterbahnen im Schiff, rundbogig geschlossen.

Das Innere sehr hell und großzügig, als Querkirche gestaltet, entsprechend den protestantischen Anforderungen an einen Kirchenraum mit zentralem Kanzelaltar und darüberliegender Orgel sowie ein um diese Mitte sich konzentrierendes Gestühl. Raumbestimmend die umlaufenden, dreigeschossigen Emporeneinbauten an der Ost-, Nord- und Westwand. An der Südseite über dem Altar die Orgelempore, darunter zwei Beichtstühle. Gegenüber dem Altar, an der Nordseite, zwei Patronatslogen in der Mitte der ersten Empore, ehem. für die Herren von Ober- und Niederpretzschendorf.
  - Kirche: Entwurf Johann Christian Simon, quadratischer Turm mit achteckigem Glockengeschoss und Welscher Haube, Schiff: rundbogig geschlossene lange Fensterbahnen, protestantische Querkirchenidee, dreigeschossige Emporen auf drei Seiten, Nord-Seite mit Patronatslogen, Kanzelaltar bezeichnet 1737, Orgel von Albert Prockhardt 1733–35, Sandsteintaufe datiert 1747, spätgotisches Kruzifix, Epitaph Kannewurf (gest. 1706), zwei Farbglasfenster nach Entwurf Ludwig Ottos (Dresden), 1915, Prunkkelch um 1400.
  - Ausstattung: Portikuskanzelaltar, bezeichnet 1737, und Orgel von Albert Prockhardt, 1733–35, Klangwerk von Jehmlich, 1906. Sandstein-Taufe mit hölzernem Deckel, datiert 1747. Überlebensgroßes, spätgotisches Kruzifix, E. 15. Jh. Barockepitaph für Hanns Georg von Kannewurff († 1706). Beidseits des Altars zwei Buntglasfenster nach dem Entwurf von Ludwig Otto aus Dresden, datiert 1915, Christi Geburt und Auferstehung. – Sehr reich ornamentierter Prunkkelch, um 1400 (Dehio Sachsen I, 1996).
  - Kriegerdenkmal Erster Weltkrieg: ca. 5 m hoch, roter Sandstein, Obelisk mit Eisernem Kreuz auf Sockel mit Inschriften, auf einem ovalen Platz nördlich der Kirche, Skulptur: Fackeln, Girlanden, Schwert, Anker, Taube, Florales.
  - Kriegerdenkmal Zweiter Weltkrieg: an der östlichen Einfriedung des Friedhofs, um 1970.
  - Solitärbaum und Gedenktafel: an der Freiberger Straße Solitärbaum (Eiche) außerhalb der nördlichen Einfriedungsmauer des Friedhofes mit einer Sandsteintafel an der Mauer mit der Inschrift „Zur Erinnerung an den denkwürdigen Krieg 1870 – 1871 ist gegenwärtiger Eichbaum bei Abhaltung kirchlicher Feier am 18. Juni 1871 gepflanzt worden“.
  - Kirchhof
    - Einfriedung: Einfriedungsmauer aus Bruchsteinmauerwerk (größtenteils verputzt, Sandsteinabdeckplatten zum Teil erhalten) schließt im Norden der Kirche mit zwei Endpfeilern (Mauerwerk aus Sandsteinquadern mit Kugelaufsatz aus Sandstein) ab und lässt einen Vorplatz offen, auf dem Vorplatz das Kriegerdenkmal Erster Weltkrieg, ein West-Tor mit Bogen in einem höheren Mauerabschnitt mit Ziegelabdeckung, ein Südost-Tor mit Sandsteinpfeilern und Kugelaufsätzen, schmiedeeisernes Tor mit zwei Torflügeln zwischen nordwestlicher Einfriedungsmauer und Kirche
    - Gehölze: auf der östlichen Seite des Vorplatzes der Kirche zwei Solitärbäume (Linde und Eiche), auf der westlichen Seite des Vorplatzes der Kirche zwei Solitärbäume (Linde und Eiche), bei der westlichen Eiche eine Tafel an der nordwestlichen Einfriedungsmauer mit der Inschrift „Bismarck – Eiche 1815 1. April 1940 gepflanzt von der Kriegerkameradschaft“, auf dem Kirchhof im Westen des Südtores ein Solitärbaum (alte Linde), an der SW-Ecke der Einfriedungsmauer außerhalb des Kirchhofes großer umgelegter Stubben mit Stockaustrieb eines alten Solitäbaumes (Linde), (diese beiden Linden an den Eckpunkten der südlichen gerade verlaufenden Einfriedungsmauer des Kirchhofes rahmten einst die Kirche, wenn man sich ihr von dem südwestlichen Feldweg näherte), junger Solitärbaum (Linde) in der Ecke des Kirchhofs (Nachpflanzung entspricht nicht der einstigen Absicht der Rahmung der Kirche, Baum steht zu nah an der Kirche)
    - Blickbeziehung: vom Westen von der Freiberger Straße zur Kirche mit Kirchhof und nordwestlicher Einfriedungsmauer, von SW vom Feldweg zur Kirche mit Kirchhof und südlicher Einfriedungsmauer (einst rahmende Wirkung durch zwei Linden, von denen nur noch eine vorhanden ist, siehe Gehölze)

  - Friedhof:
    - Lage: an der Freiberger Straße im Osten des Kirchhofs und im Westen des Pfarrhofs
    - Einfriedung: Einfriedungsmauer aus größtenteils verputztem Bruchsteinmauerwerk mit z. T. erhaltenen Abdeckplatten aus Sandstein, Nord-Tor mit zwei Pfeilern aus Bruchsteinmauerwerk mit Kugelaufsätzen aus Sandstein und zwei neuen Torflügeln, NO-Pforte mit zwei neuen Türflügeln
    - Erschließung: Von der Freiberger Straße Nordtor zur Nord-Süd-Wegeachse des Friedhofs, vom Pfarrhof zur NO-Pforte an der Freiberger Straße gepflasterter Weg, geschwungen verlaufender Weg vom Kirchvorplatz ausgehend, Wegekreuz mit Nord-Süd-Wegeachse und Ost-West-Wegeachse, parallel zur Einfriedungsmauer verlaufende Wege (z. T. als Rasenwege)
    - Gehölze: Reste von Lebensbaumalleen am geschwungen verlaufendem Weg und dem Wegekreuz, im südlichen Abschnitt der Nord-Süd-Wegeachse geschnittene Lebensbaumhecken mit Grabfeldaufteilungen, im Westen des Friedhofs Solitärbäume (Schwarzkiefer und Weymouthskiefer), entlang der nördlichen Einfriedungsmauer eine Reihe von Lebensbäumen
    - Wasser: Schöpfbecken aus Sandstein an der östlichen Einfriedungsmauer.
16. ↑  
Dorfkirche Ruppendorf
  - Kirche: schlichter Saalbau mit zentralem Dachreiter
  - Kirchhof – Einfriedung: östliche Einfriedungsmauer als Stützmauer aus Bruchsteinmauerwerk mit Brüstungsmauer auf der Innenseite verputzt, Einfriedungsmauer im Süden, SW, NW und Norden aus unterschiedlichen Materialien (Bruchstein-, Sandstein- und verputztes Ziegelmauerwerk mit Zwischenpfeilern), NO- und West-Tor mit Torpfeilern aus Sandsteinmauerwerk mit profilierten Abdeckplatten aus Sandstein und je zwei schmiedeeisernen Torflügeln
  - Grabmal an der Nordseite der Kirche: Obelisk mit Lorbeerkranz
  - Erschließung: Zugangsweg von Osten mit Zaunpfeilern und Weißdornhecke, Zufahrt von Norden, auf dem Kirchhof Weg vom NO-Tor zur Kirche, Weg vom West-Tor zur Kirche
  - Gehölze: auf dem Kirchhof am NO- und West-Tor je ein Solitärbaum (Linde), an der NO-Ecke außerhalb des Kirchhofs eine Linde, vor der östlichen Einfriedungsmauer eine Baumreihe (Linden).